# Częstochowa
Częstochowa – miasto na prawach powiatu w południowej Polsce, w województwie śląskim, siedziba powiatu częstochowskiego. Położona nad Wartą, na styku Wyżyny Krakowsko-Częstochowskiej i Wyżyny Woźnicko-Wieluńskiej. Pomimo administracyjnej przynależności do województwa śląskiego, pod względem historycznym i kulturowym stanowi część Małopolski.
Według danych GUS z 31 grudnia 2024 roku miasto było zamieszkiwane przez 203 615 osób, będąc pod tym względem 13. miastem w Polsce i 2. miastem w województwie. Częstochowa jest centralnym miastem aglomeracji częstochowskiej oraz siedzibą licznych instytucji o znaczeniu regionalnym. W mieście znajduje się m.in. delegatura śląskiego urzędu wojewódzkiego i urzędu marszałkowskiego, sąd okręgowy wraz z prokuraturą okręgową czy wojewódzki szpital specjalistyczny. Ośrodek akademicki – dwie największe uczelnie publiczne to Politechnika Częstochowska i Uniwersytet Jana Długosza. Miasto jest także istotnym węzłem kolejowym.
Stara Częstochowa, obecnie część Częstochowy, uzyskała lokację między 1370 i 1377 rokiem. Współczesna Częstochowa powstała z połączenia Starej Częstochowy z Częstochówką 19 sierpnia 1826 roku. W latach 1975–1998 stolica i siedziba władz województwa częstochowskiego.
W mieście znajduje się bazylika jasnogórska oraz klasztor na Jasnej Górze z otoczonym szczególnym kultem w Polsce, czczonym jako cudowny wizerunek i narodowa relikwia, obrazem Matki Boskiej Częstochowskiej. Jest to główny polski ośrodek kultu maryjnego i pielgrzymowania.

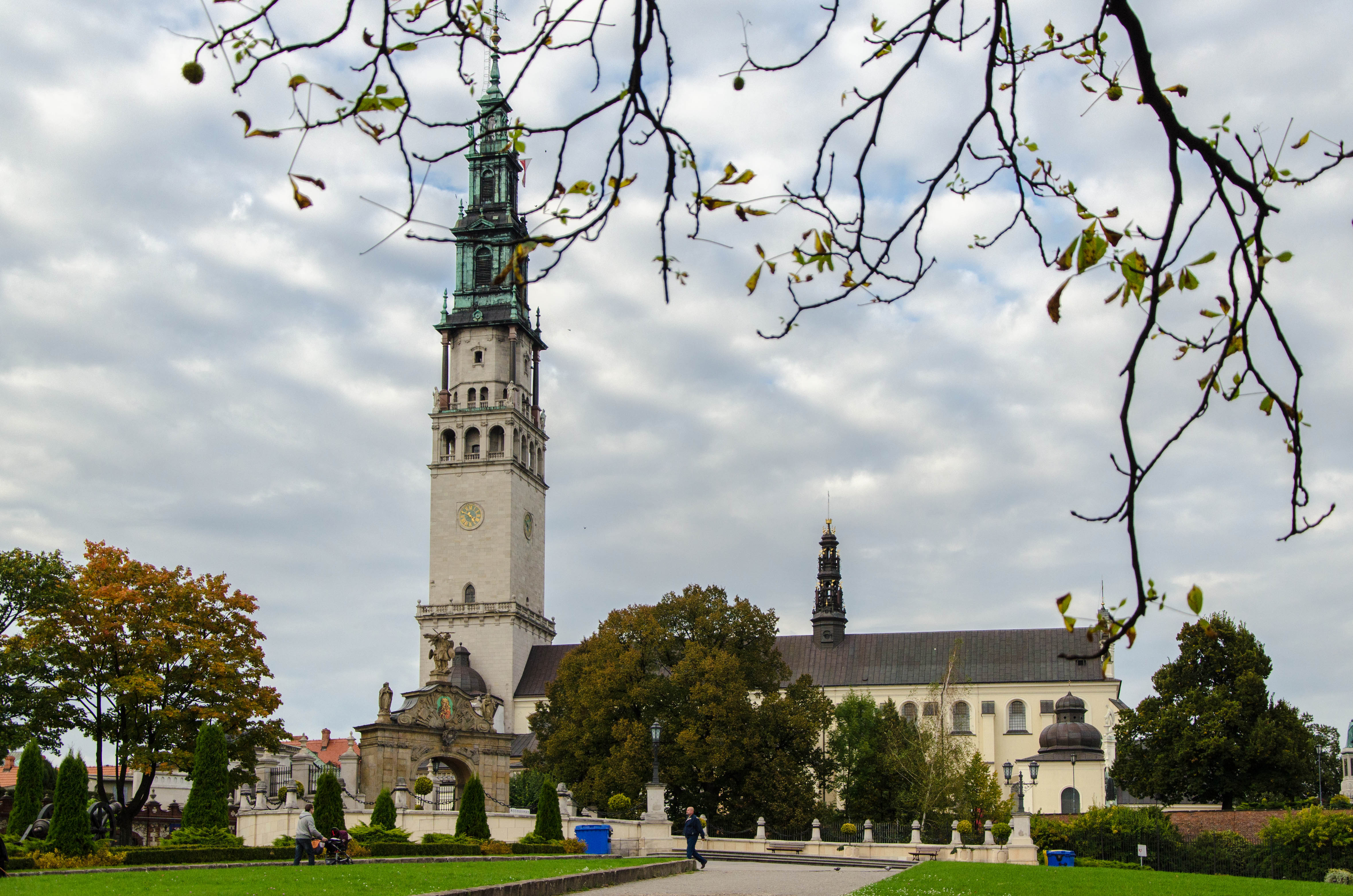
Jasna Góra w Częstochowie

## Nazwa
Pierwsza wzmianka o Częstochowie pochodzi z 1220 roku, z dokumentu biskupa krakowskiego Iwona Odrowąża, w którym miejscowość wymieniona jest jako Czanstochowa. Nazwa była później notowana także w formach Chastochova (1250), Czanstochowa, Antiquo Czanstochowa, Noua Czanstochowa (1382), Czestochowa (1542), Czenstochow (1558), Częstochowa (1564), w Częstochowie (1658), w Częstochowey (1670), Częstochowa (1680), Częstochowa (1787), Częstochowa (1827), Częstochowa (1880).
Nazwa Częstochowa jest nazwą dzierżawczą utworzoną od nazwy osobowej Częstoch przyrostkiem dzierżawczym -owa, -ow. Oznaczała pierwotnie ‘własność Częstocha’. Imię Częstoch, które w formie Chestoch pojawia się już w gnieźnieńskiej bulli protekcyjnej papieża Innocentego II datowanej na 7 lipca 1136 roku i wystawionej w Pizie, jest skróceniem od staropolskich imion złożonych typu Częstobor, Częstomir, zawierających w sobie prasłowiański rdzeń *čęstъ ‘częsty’. Etymologia ludowa wywodzi nazwę miasta z wyrażenia często (się) chować. Nazwa Częstochowa miałaby powstać z powodu częstego chowania się widoku miasta wśród okolicznych wzgórz przed zbliżającymi się do miasta pielgrzymami. W wymowie gwarowej okolicznej ludności wiejskiej odnotowano brzmienie cy̨stoxova z widocznym zjawiskiem mazurzenia (č > c) i pochyloną wymową ę, które przechodzi w nosowe y – y̨.
Z zapisów historycznych wynika, że do ok. połowy XVI wieku nazwa miasta nie miała ustalonego rodzaju i występowała w dwóch formach: Częstochowa i Częstochow, dlatego współczesną formę miejscownika w Częstochowie można wyjaśnić jako rezultat pomieszania się dwóch paradygmatów odmiany, a nie tylko jako relikt odmiany niezłożonej (rzeczownikowej).
Ludność żydowska zamieszkująca miasto używała w języku jidisz nazwy Czenstochow (jid. ‏טשענסטאָכאָוו‎). W okresie zaborów w źródłach rosyjskich pojawiały się formy Czenstochowa, Czenstochow, rzadko Czenstochowo (ros. Ченстохова, Ченстохов, Ченстохово). W języku niemieckim istnieje forma Tschenstochau, która używana była m.in. w czasie okupacji hitlerowskiej podczas drugiej wojny światowej.

## Geografia

Mapa Częstochowy

Częstochowa leży na styku trzech mezoregionów geograficznych – Wyżyny Częstochowskiej, zwanej potocznie Jurą, Obniżenia Górnej Warty oraz Wyżyny Wieluńskiej. Mezoregiony te należą do wspólnej podprowincji – Wyżyny Śląsko-Krakowskiej.

### Powierzchnia

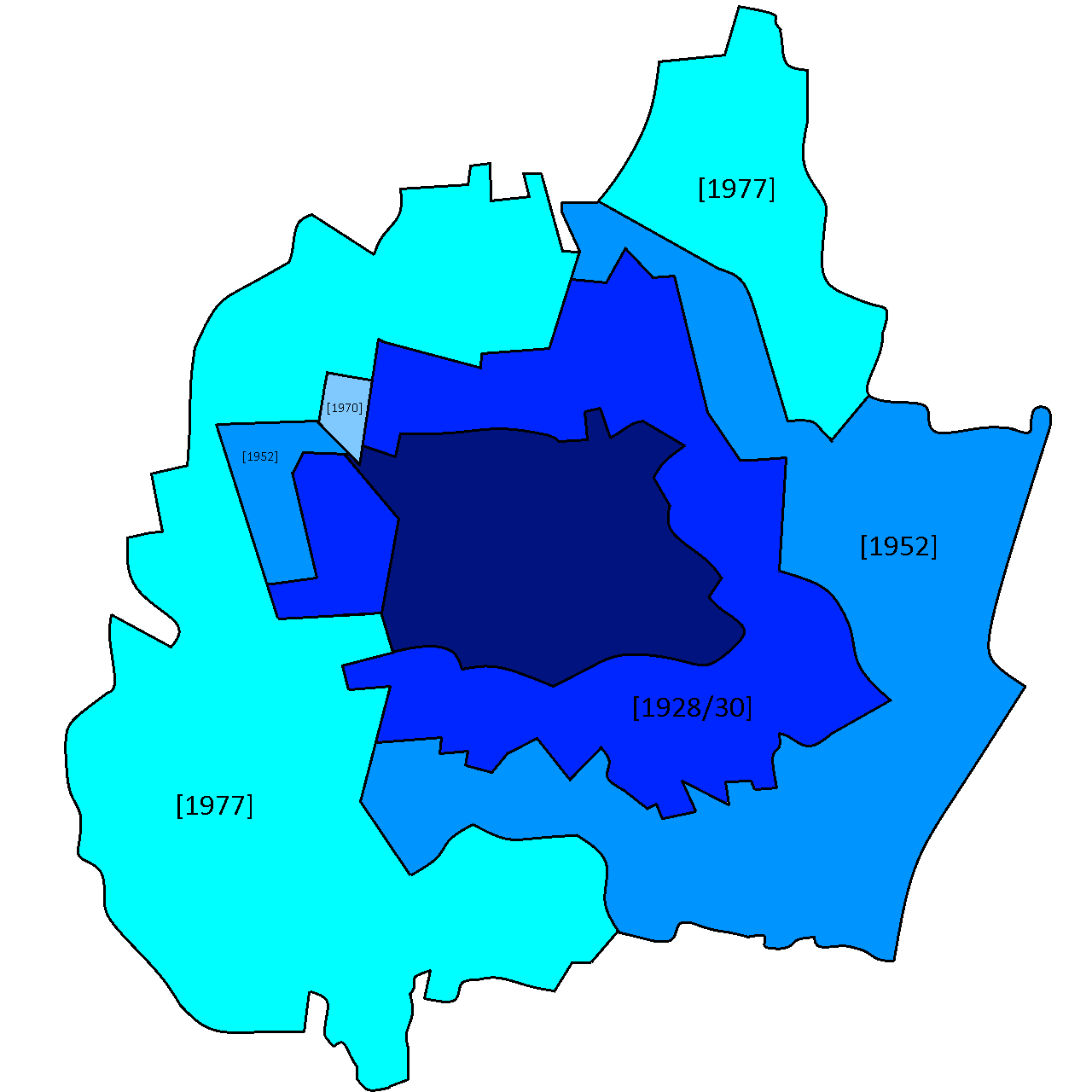
Rozwój terytorialny Częstochowy w XX wieku

Obszar Częstochowy po utworzeniu miasta na początku XIX wieku wynosił 33,06 km² i nie zmieniał się do okresu międzywojennego, gdy w latach 1928 i 1930 przyłączono do miasta obszary o powierzchni 14,13 km². Powierzchnia miasta wynosiła wówczas 47,16 km². Ponowne rozszerzenie granic miało miejsce w 1952 roku, gdy przyłączono obszary o łącznej powierzchni 45,88 km², co dało powierzchnię 93,04 km². Od 1977 roku powierzchnia miasta wynosi 160 km².

### Ukształtowanie terenu
W obrębie miasta dominują wysokości bezwzględne 250–270 m n.p.m. Na terenie miasta znajduje się kilka wzniesień o wysokościach od 280 do 300 metrów. Najwyższym wzgórzem jest Góra Ossona, która ma wysokość 316,7 m n.p.m. Inne wzgórza znajdujące się w granicach miasta to między innymi Jasna Góra, Błeszno, Prędziszów, Liszka, Góry Kawie, Parkitka. Najniżej położonym punktem jest miejsce nad rzeką Wartą na wschód od Mirowa – 236 m n.p.m.

### Geologia
Terytorium miasta wchodzi w skład monokliny śląsko-krakowskiej, znajduje się na jej południowo-wschodnim krańcu, w pobliżu granicy z niecką nidziańską. Obszar miasta jest zróżnicowany geologicznie, wierzchnia część to osady polodowcowe: żwiry, piaski, gliny, zaś głębsza to wapienie z okresu górnej jury.

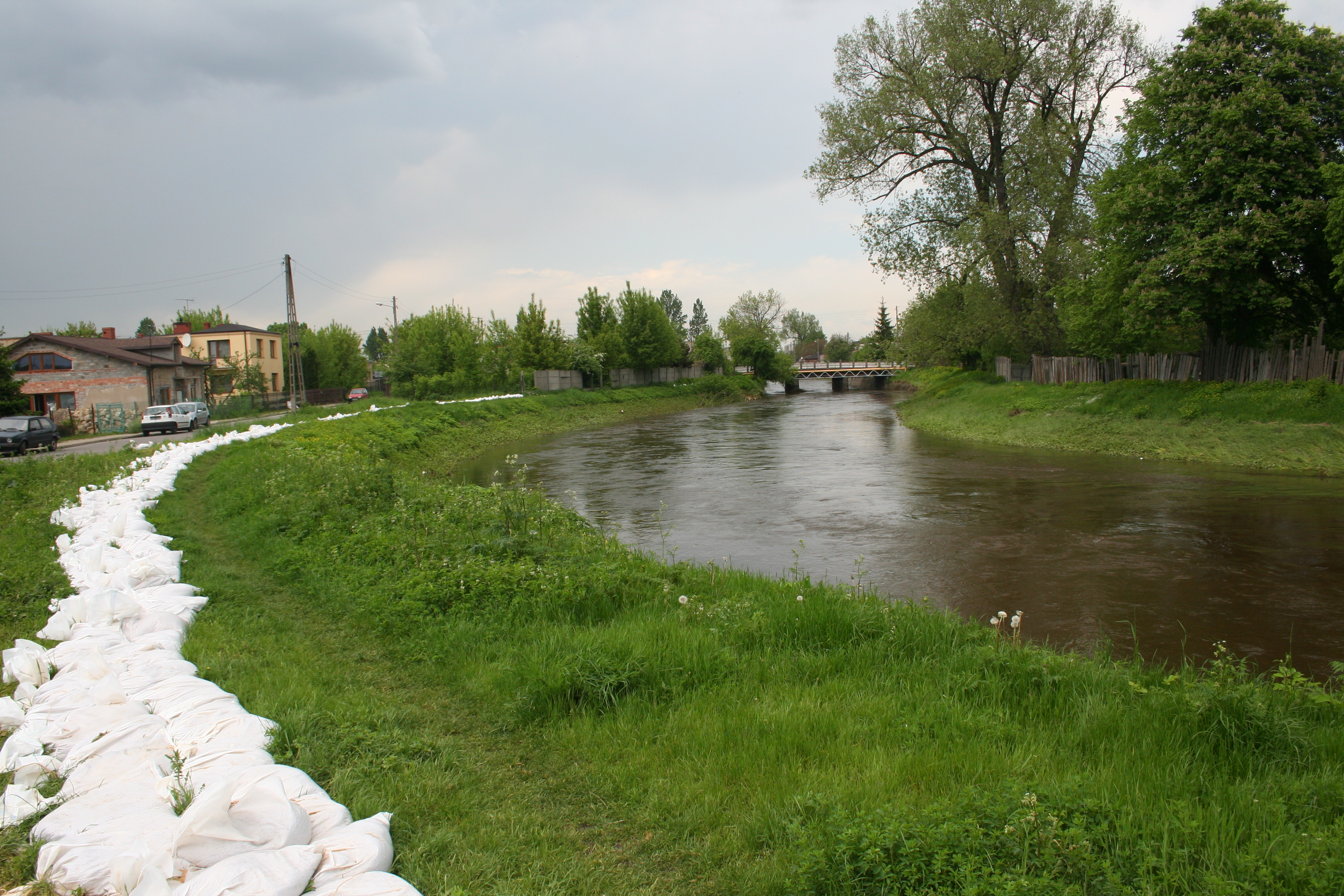
Kucelinka i most na ul. Mirowskiej w dzielnicy Zawodzie po powodzi w 2010 r.

### Rzeki
| Nazwa      | % długości rzeki na terenie miasta do długości całkowitej |
| ---------- | --------------------------------------------------------- |
| Białka     | 38%                                                       |
| Brzezinka  | 63%                                                       |
| Gorzelanka | 26%                                                       |
| Konopka    | 46%                                                       |
| Kucelinka  | 100%                                                      |
| Sobuczyna  | 49%                                                       |
| Stradomka  | 47%                                                       |
| Warta      | 1,9%                                                      |

### Demografia
Liczba mieszkańców (2012): 234 472.
Struktura demograficzna mieszkańców Częstochowy według danych z 31 grudnia 2012:
| Opis                                | Ogółem  | Ogółem | Kobiety | Kobiety | Mężczyźni | Mężczyźni |
| ----------------------------------- | ------- | ------ | ------- | ------- | --------- | --------- |
| Jednostka                           | osób    | %      | osób    | %       | osób      | %         |
| Populacja                           | 234 472 | 100    | 124 299 | 53,01   | 110 173   | 46,99     |
| Wiek przedprodukcyjny (0–17 lat)    | 35 782  | 15,26  | 17 540  | 7,48    | 18 242    | 7,78      |
| Wiek produkcyjny (18–65 lat)        | 149 460 | 63,74  | 71 790  | 30,62   | 77 670    | 33,13     |
| Wiek poprodukcyjny (powyżej 65 lat) | 49 230  | 21     | 34 969  | 14,91   | 14 261    | 6,08      |

Powierzchnia Częstochowy: 159,71 km².
Wykres liczby ludności Częstochowy na przestrzeni dwóch ostatnich stuleci:
Największą populację Częstochowa odnotowała w 1993 r. – według danych GUS miasto miało 259 864 mieszkańców. W 2018 miasto liczyło 223 322 mieszkańców.
Piramida wieku mieszkańców Częstochowy w 2014 roku.

### Klimat
Częstochowa leży w strefie klimatu umiarkowanego. Średnio na dobę przypadają 4 godziny z bezpośrednim promieniowaniem słonecznym. W przebiegu rocznym największe usłonecznienie obserwuje się w czerwcu, ze względu na największą długość dnia.
W Częstochowie niewiele jest dni bezwietrznych. Okresy ciszy w skali roku stanowią średnio 9,2%. Przeważają tu wiatry zachodnie – 18% i południowo-zachodnie – 18,2%. Jednocześnie osiągają one z tych kierunków największe prędkości – 2,2 m/s. Najrzadziej występują wiatry północne – 7,7% i północno-wschodnie – 7,4%.
| Miesiąc                           | Sty | Lut | Mar | Kwi | Maj | Cze | Lip | Sie | Wrz | Paź | Lis | Gru | Roczna |
| --------------------------------- | --- | --- | --- | --- | --- | --- | --- | --- | --- | --- | --- | --- | ------ |
| Średnie temperatury w dzień [°C]  | -1  | 1   | 6   | 14  | 20  | 23  | 24  | 23  | 18  | 12  | 3   | 1   | 12     |
| Średnie dobowe temperatury [°C]   | -5  | -4  | 2   | 9   | 12  | 17  | 18  | 17  | 14  | 9   | 1   | -2  | 7      |
| Średnie temperatury w nocy [°C]   | -9  | -6  | -1  | 3   | 7   | 11  | 12  | 10  | 8   | 5   | -1  | -3  | 3      |
| Opady [mm]                        | 35  | 32  | 33  | 39  | 69  | 80  | 86  | 75  | 48  | 40  | 41  | 37  | 615    |
| Źródło: allmetsat 7 stycznia 2008 |     |     |     |     |     |     |     |     |     |     |     |     |        |

### Tereny zieleni

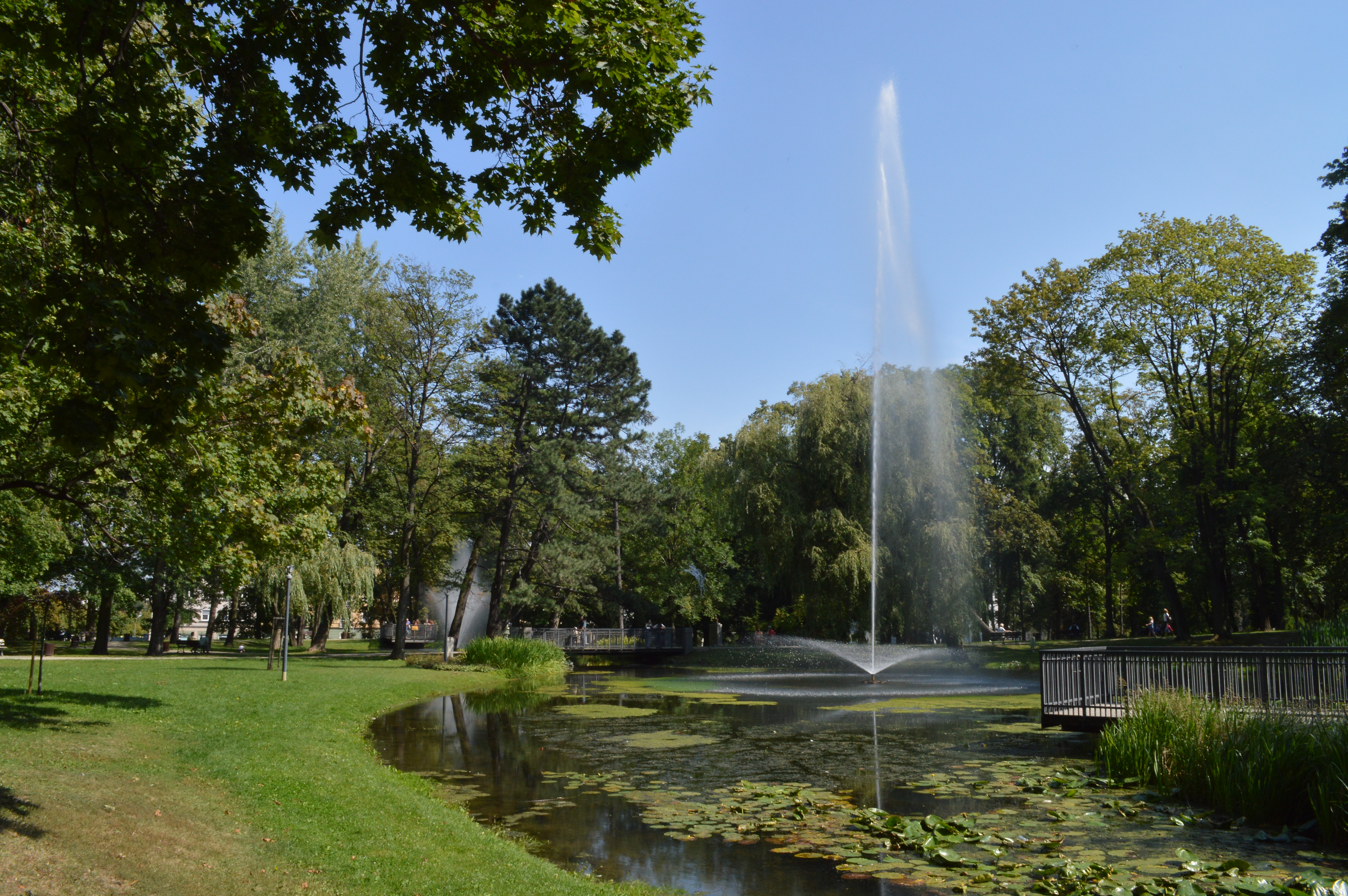
Park im. Staszica – fontanna

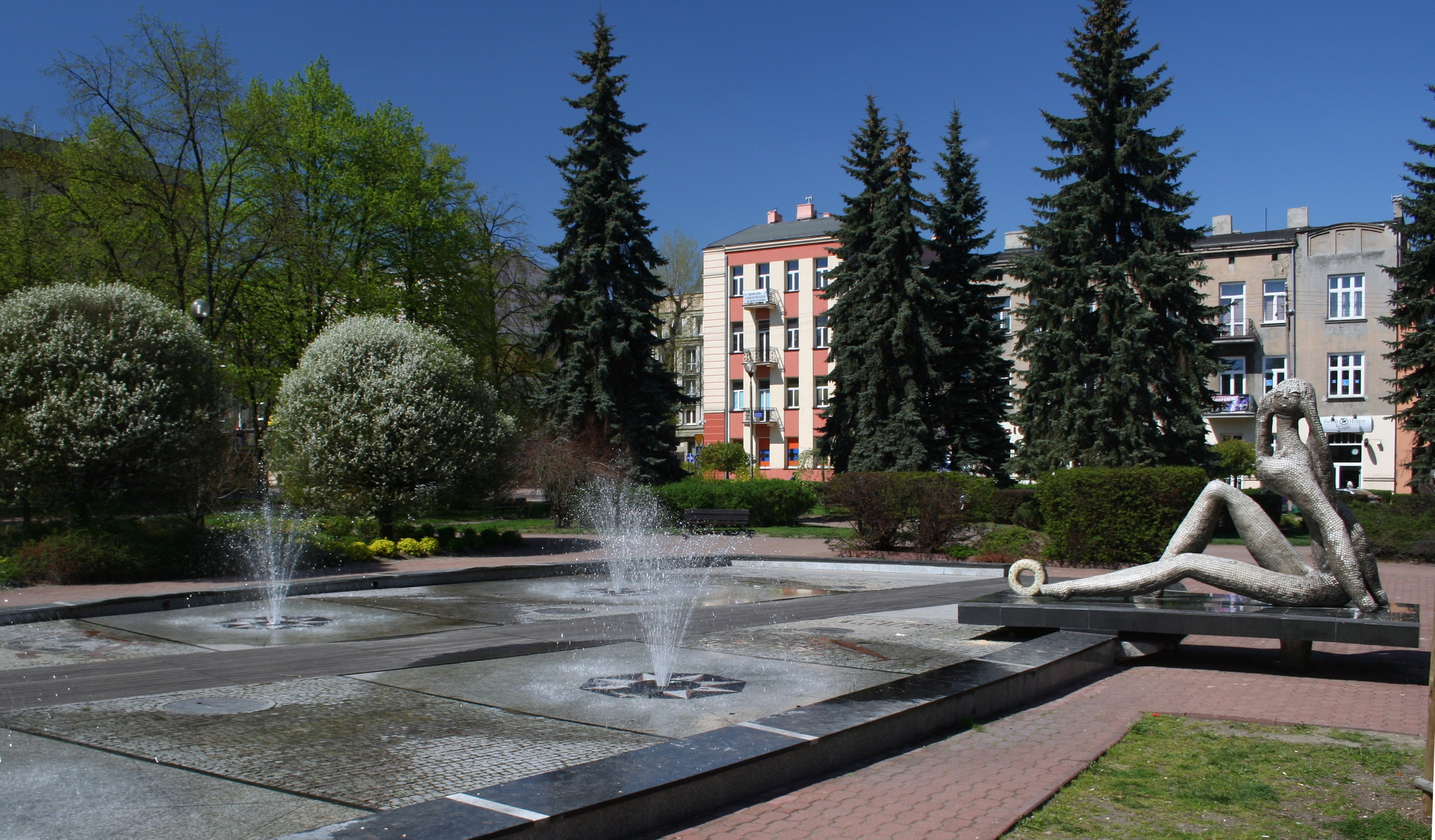
Skwer Solidarności

Łączna powierzchnia lasów w granicach Częstochowy wynosi 648,8 ha, ponadto powierzchnia parków i skwerów wynosi 155 ha.
Parki i skwery o powierzchni ponad 1 ha według wielkości:
- Park Leśny Aniołów (Północ) – 69 ha
- Park Lisiniec (Lisiniec) – 36 ha
- Parki podjasnogórskie – (Podjasnogórska) – 11,6 ha
- Promenada Czesława Niemena (Północ) – 7,8 ha
- Park Tysiąclecia (Północ, Tysiąclecie) – 5,6 ha
- Park Narutowicza (Zawodzie-Dąbie) – 3,8 ha
- park przy ul. Fieldorfa (Północ) – 3,5 ha
- Park Piastów (Stare Miasto) – 3,3 ha
- Park przy ul. Zbyszka (Stradom[23]) – 2,2 ha[24]
- Park Parkitka (Częstochówka-Parkitka) – 1,8 ha
- skwer między al. Niepodległości i al. WP (Ostatni Grosz) – 1,4 ha
- skwer między al. AK i ul. Kiedrzyńską (Tysiąclecie) – 1,4 ha
- Promenada Śródmiejska (Trzech Wieszczów) – 1,3 ha
- Skwer Solidarności (Śródmieście) – 1,3 ha
- Skwer Kaliny Jędrusik (Tysiąclecie) – 1,2 ha
- Park św. Barbary[25] (Podjasnogórska)[26] – 1,2 ha
- Skwer Sokołów przy ul. Generała Kazimierza Pułaskiego (Trzech Wieszczów) – brak informacji o powierzchni
- Skwer Lotników przy ul. Wojciecha Korfantego (Zawodzie-Dąbie) – brak informacji o powierzchni

Planowane:
- park przy ul. Gajowej (Wrzosowiak) – 1,7 ha

### Najwyższe budowle
Najwyższe budowle w Częstochowie:
- wieża klasztoru na Jasnej Górze – 106,3 m[27]
- wieże archikatedry Świętej Rodziny – 80 m[27]
- maszt radiowy TON Błeszno Częstochowa w dzielnicy Wrzosowiak (dawniej Błeszno) – 71 m[28]
- wieża kościoła św. Antoniego Padewskiego w dzielnicy Ostatni Grosz – 50 m[28]
- biurowiec „Centrum” przy ul. Dekabrystów – 40 m (najwyższy biurowiec)[27]
- blok mieszkalny „Mrówkowiec” – 33 m[29]
- budynek przy ul. POW (tzw. pierwszy wieżowiec) – 26,34 m[27]

### Częstochowa w Małopolsce

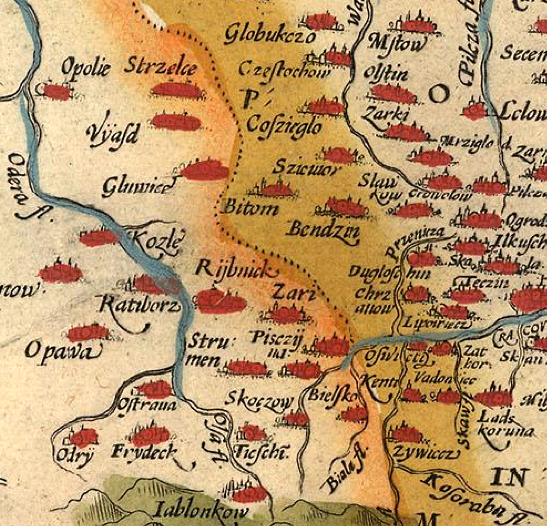
Częstochowa w granicach Korony Królestwa Polskiego jako Czestochow na mapie Wacława Grodzieckiego wydanej w 1592 roku.

Częstochowa leży w dawnej ziemi krakowskiej historycznej Małopolski, w XV wieku położona była w powiecie lelowskim w województwie krakowskim. W wyniku reformy administracyjnej z 1999 roku Częstochowa została przyłączona do województwa śląskiego. Częstochowa przed II wojną światową należała do województwa kieleckiego, stąd niektórzy lokalni politycy ubiegali się (wraz z Kielcami i Radomiem) o utworzenie województwa staropolskiego.
Częstochowa, chcąc podkreślić swoje historyczne i kulturowe związki z regionem małopolskim, przystąpiła w kwietniu 2007 do Stowarzyszenia Gmin i Powiatów Małopolski, skupiającego obszary należące historycznie do Małopolski, a w wyniku reform administracyjnych przyłączonych do innych województw. W tym samym roku miasto otrzymało tytuł Lidera Małopolski za rewaloryzację alei Najświętszej Maryi Panny. 23 sierpnia 2006 roku w krakowskich Sukiennicach wywieszony został herb Częstochowy. W 2008 roku, po raz kolejny, Częstochowa otrzymała tytuł Lidera Małopolski, tym razem za rewaloryzację parków podjasnogórskich.

## Historia
Według legendy nazwa Częstochowa oznacza osadę założoną przez osobę o imieniu Częstoch, jednak pierwsza wzmianka o niej pochodzi z 1220 roku, z dokumentu biskupa krakowskiego Iwona Odrowąża. W bulli papieża Innocentego IV datowanej na 1250 r. została wymieniona wśród wsi płacących dziesięcinę na rzecz kanoników z Wrocławia. W pobliżu Częstochowy leżała wówczas druga wieś, Częstochówka. Po raz kolejny Częstochowa została wzmiankowana w 1325 r. w aktach z poboru świętopietrza, jako jedną z najmniej zaludnionych miejscowości regionu. W 1356 r. nastąpiła lokacja wsi na prawie średzkim. Kwestia daty nadania osadzie praw miejskich jest niejednoznaczna, ale określa się to zdarzenie na okres pomiędzy 1370 a 1377 rokiem. Od 1393 r. Częstochowa była miastem królewskim.

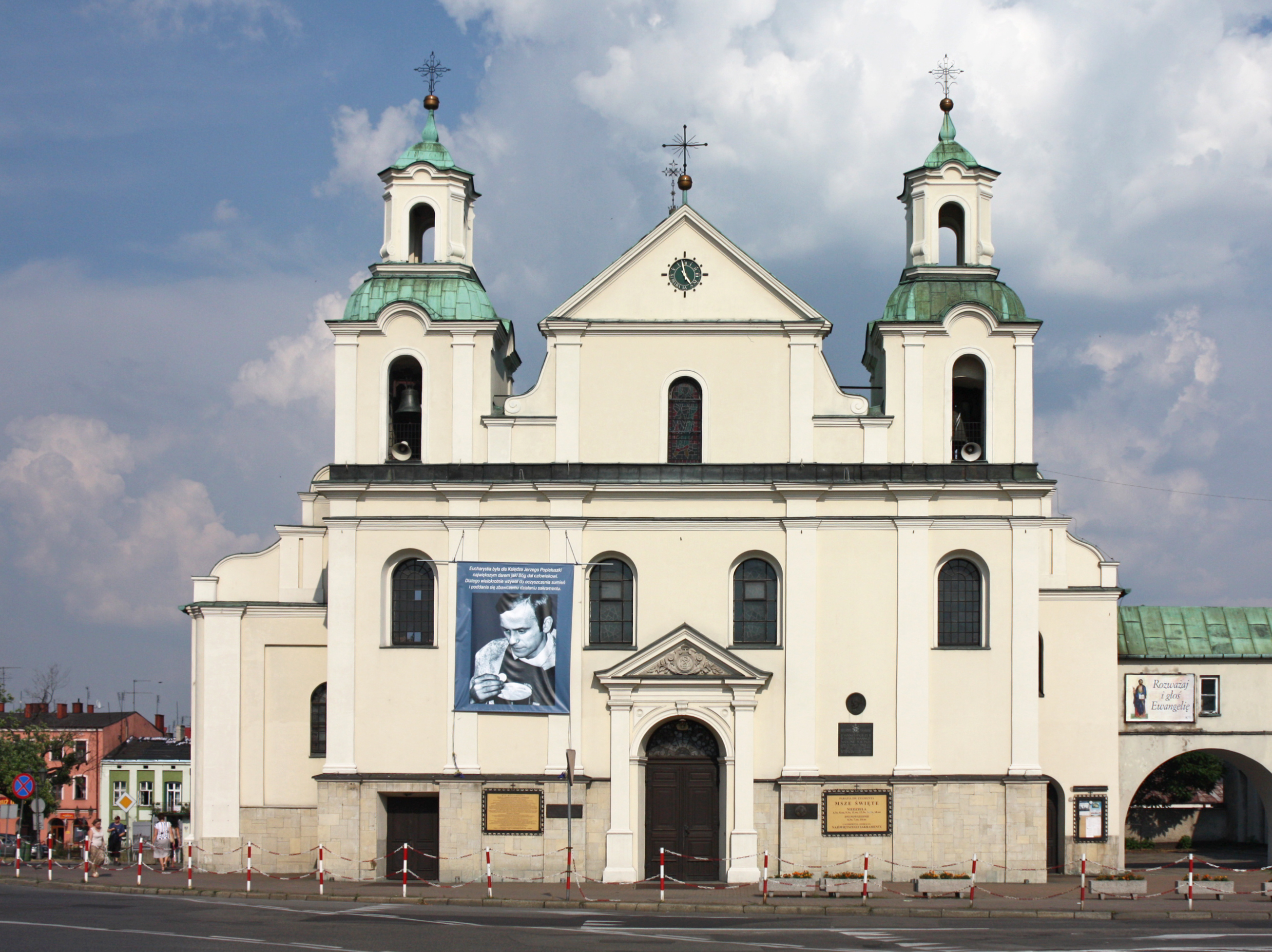
Kościół św. Zygmunta (XIV w.), miejsce odbycia jedynego w historii Częstochowy sejmiku

W latach 1370–1393 Częstochowa stanowiła lenno Władysława Opolczyka. W tym okresie ustaliło się określenie miasta Częstochowy nazwą Stara Częstochowa, a należącej do ufundowanego w 1382 r. klasztoru Jasna Góra wsi na wzgórzu Częstochówką. W okresie staropolskim miasto Stara Częstochowa wielokrotnie procesowało się z klasztorem jasnogórskim w sprawie łamania praw miejskich przez zakon i zagarniania zysków z handlu z pielgrzymami.
Częstochowa przeżyła dynamiczny rozwój w wieku XIV, któremu sprzyjało położenie na szlaku łączącym Małopolskę z Wielkopolską, ponadto z 1377 r. pochodzi informacja o istnieniu w niej huty żelaza, a pod koniec XIV w. częstochowskie huty i kopalnie rudy żelaza znane były w całym kraju. W 1430 r. rabusie z Czech i Moraw napadli na miasto. W XIV i XV w. Częstochowa była słabo rozwinięta i zaludniona. Kolejny okres rozwoju nastąpił w XVI wieku w związku z działalnością starosty Mikołaja Szydłowieckiego oraz ze szczodrością króla Polski Zygmunta I, który nadał miastu liczne przywileje, m.in. kopię lokacji (1502), przywilej pobierania myta mostowego na Warcie (1504, 1512), przywilej organizowania jarmarków (1508) oraz zwolnienie z ceł i podatków targowych dla mieszczan na 12 lat. W 1531 r. wybudowano mury obronne. W latach 1625–1630 region dotknięty został zarazą.
W 1587 roku wojsko pretendenta do korony królewskiej Maksymiliana III Habsburga złupiło miasto. W 1620 r. ze względu na peryferyjne położenie klasztoru jasnogórskiego królowie z dynastii Wazów zdecydowali obwarować pobliski klasztor nowoczesnymi fortyfikacjami typu holenderskiego z bastionami.
Liczba mieszkańców rosła od ok. 1,5 tys. w XVI w., przez ok. 2 tys. na początku XVII w. do ok. 2,5 tys. w połowie XVII w.

### Potop szwedzki
Po rozpoczęciu potopu szwedzkiego jasnogórscy paulini złożyli hołd poddaństwa królowi Szwecji, a jednocześnie zaczęli przygotowania do obrony klasztoru na wypadek ataku na klasztor.

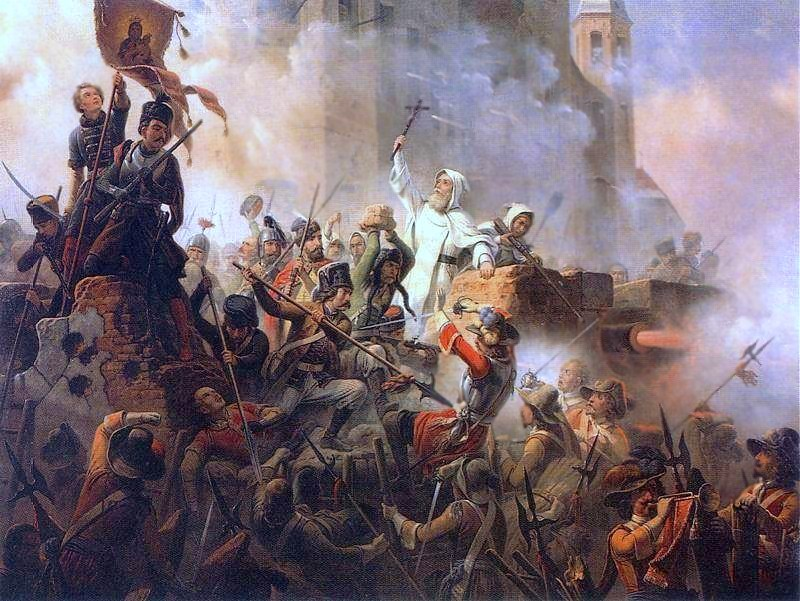
Obrona Jasnej Góry na obrazie Januarego Suchodolskiego

18 listopada 1655 r. pod Jasną Górą znalazły się szwedzkie wojska, które zaczęły oblężenie klasztoru, które składało się głównie z drobnych potyczek i wymiany ognia artyleryjskiego. Kilkukrotnie przerywano też chaotyczne działania zbrojne z powodu rokowań, a polska załoga kilkukrotnie usiłowała zmusić przeora Augustyna Kordeckiego do poddania twierdzy przeciwnikowi. W nocy z 26 na 27 grudnia wojska szwedzkie ostatecznie wycofały się spod twierdzy.
W okresie potopu miasto zostało w znacznej części zniszczone i odbudowywało się długo i powoli. W 1665 roku miała tu miejsce bitwa pod Częstochową, część rokoszu Lubomirskiego. 27 lutego 1670 roku w klasztorze na Jasnej Górze odbył się ślub polskiego króla Michała z arcyksiężniczką Eleonorą.

### XVIII wiek

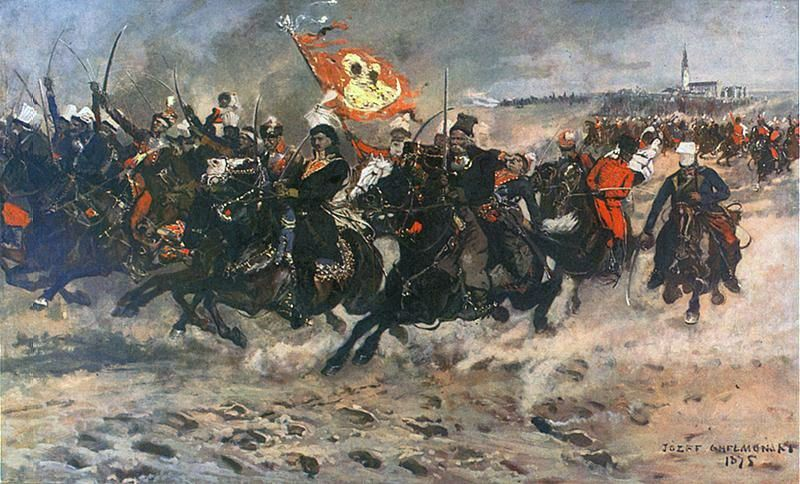
Kazimierz Pułaski i konfederaci barscy pod Częstochową na obrazie Józefa Chełmońskiego

29 lutego 1768 roku została zawiązana konfederacja barska. Konfederaci zajęli twierdzę Jasna Góra, kierował nimi Kazimierz Pułaski.
Okres po potopie był natomiast pomyślny dla Częstochówki, która dynamicznie rozwijała się i rozbudowywała. Będący właścicielem wsi klasztor intensywnie zabiegał o rozwój osady. W 1717 roku klasztor otrzymał przywilej nadający Częstochówce prawa miejskie jako Nowa Częstochowa. Nowe miasto zostało jednak zrujnowane w okresie konfederacji barskiej.
Po uchwaleniu Konstytucji 3 maja na miejsce sejmiku dla powiatów lelowskiego i ksiąskiego wyznaczono Starą Częstochowę.
Po II rozbiorze Polski obie miejscowości znalazły się w Prusach, po 1807 roku w granicach Księstwa Warszawskiego, a od 1815 roku w składzie Królestwa Polskiego, jako część Imperium Rosyjskiego.

### Królestwo Polskie pod zaborem rosyjskim
Plan połączenia miast podjęto w 1823 roku, a jego opracowaniem zajął się inżynier wojewódzki Jan Bernhard, który w 1819 roku wytyczył Aleję Panny Maryi (obecnie Aleja Najświętszej Maryi Panny). Formalnie oba miasta zostały połączone w jedno 19 sierpnia 1826 roku. Po połączeniu obu miast Częstochowa pod względem liczby ludności wysunęła się na czwarte miejsce w Królestwie, po Warszawie, Lublinie i Kaliszu. Zarazem była jednym z największych miast pod zaborem rosyjskim.

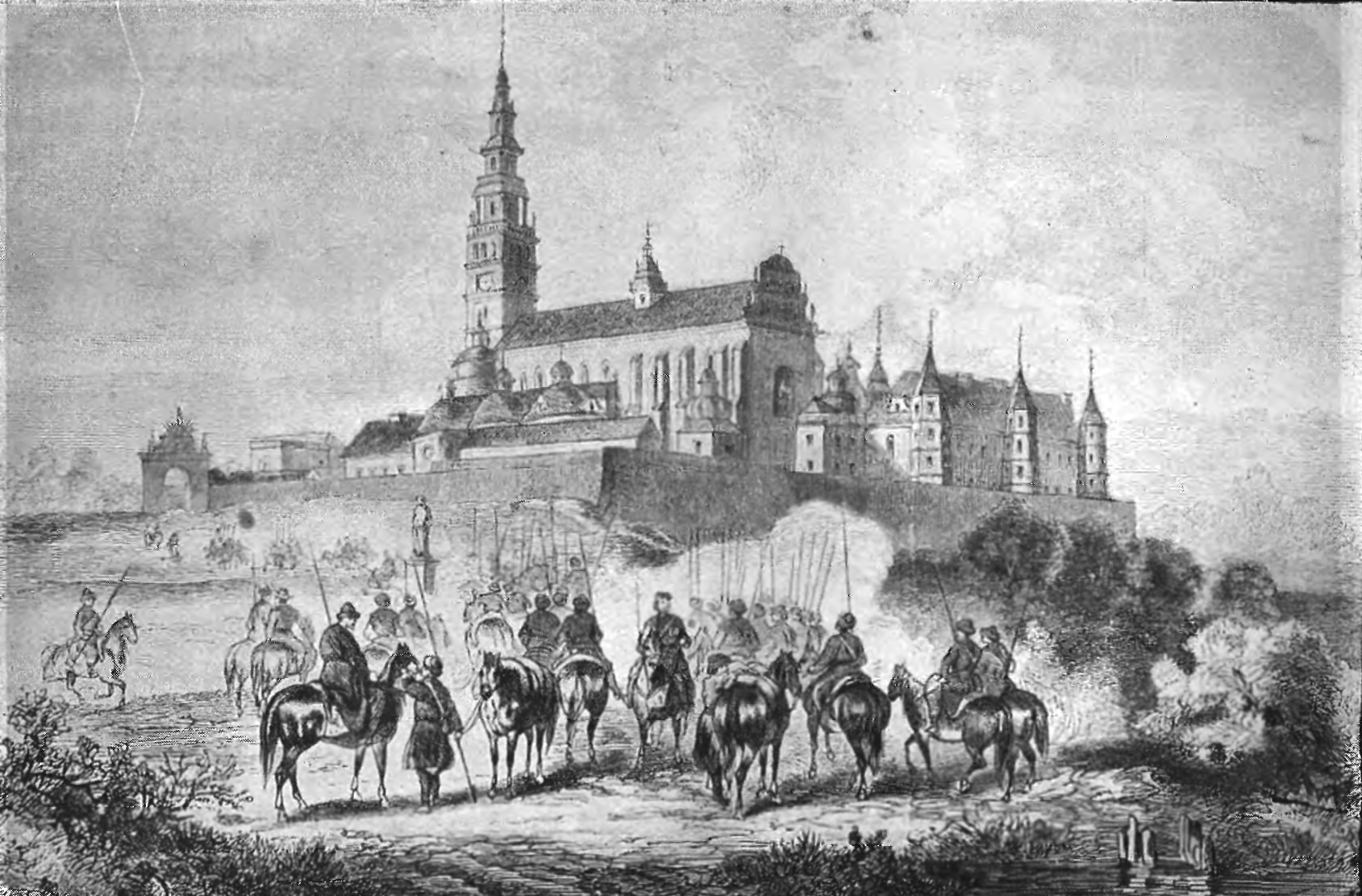
Oddział powstańców styczniowych pod Jasną Górą

W okresie powstania styczniowego w okolicach miasta dochodziło do licznych potyczek oddziałów powstańczych z wojskami rosyjskimi.
Przemysł zaczął rozwijać się w Częstochowie na początku lat 70. XIX wieku. Pierwszym większym przedsiębiorcą w Częstochowie był Berek Kohn, który w 1869 r. uruchomił razem z Adolfem Oderfeldem drukarnię i zakład litograficzny. W 1897 r. w podczęstochowskim Rakowie Bernard Hantke uruchomił obecną Hutę Częstochowa.
W 1904 r. w Częstochowie zaczął tworzyć się ruch rewolucyjny. Po wybuchu rewolucji w styczniu 1905 r. robotnicy częstochowscy ogłosili w lutym strajk powszechny. W 1909 roku w mieście odbyła się Wielka Wystawa Rolniczo-Przemysłowa.
Wkrótce po wybuchu I wojny światowej Częstochowa została bez walk zajęta (3 sierpnia 1914) przez wojska niemieckie po opuszczenia miasta przez zaborcze wojska rosyjskie. W okresie okupacji sytuacja ludności miasta uległa gwałtownemu pogorszeniu, z miasta wyjechało ponad 20 000 robotników. Już 7 sierpnia 1914 r. dokonano mordów w dzielnicy podjasnogórskiej. W odróżnieniu od miasta, Jasna Góra znalazła się od kwietnia 1915 r. pod okupacją katolickich Austro-Węgier.

### II Rzeczpospolita
10 listopada 1918 r. rozpoczęto rozbrajanie stacjonujących w mieście wojsk niemieckich. 12 listopada 1918 roku przemaszerowały częstochowskimi Alejami trzy kompanie Wojska Polskiego pod dowództwem kpt. Ludwikowskiego. Po odzyskaniu przez Polskę niepodległości w 1918 roku, Częstochowa została włączona do województwa kieleckiego będąc siedzibą powiatu częstochowskiego. Częstochowa była największym miastem w województwie kieleckim.
27 maja 1919 r. doszło w mieście do pogromów Żydów, w wyniku których zginęło 7 osób.
W okresie powstań śląskich Częstochowa była głównym ośrodkiem pomocy dla powstańców z racji nieodległego położenia od Śląska. W mieście organizowano zbiórki pieniędzy i lekarstw oraz punkty werbunku ochotników. Po załamaniu się polskiej ofensywy na Kijów w 1920 roku Częstochowa musiała przez kilka miesięcy zakwaterować i wyżywić rząd ukraiński Semena Petlury wraz z dwoma tysiącami uchodźców. Podczas wojny polsko-bolszewickiej kilkuset ochotników z Częstochowy walczyło w obronie Warszawy.
W okresie dwudziestolecia międzywojennego trwał dalszy rozwój miasta, jednak lokalny przemysł podupadł i rozwijał się w znacznie wolniejszym tempie, co było skutkiem zniszczeń wojennych i załamania koniunktury. W tym czasie miasto zostało skanalizowane, uruchomiono komunikację miejską oraz wzniesiono wiele obiektów użyteczności publicznej (między innymi teatr, pocztę, liczne szkoły). W 1939 roku Częstochowa liczyła już 138 tys. mieszkańców, co plasowało ją na 8. miejscu pod względem największych miast Polski.
Od 1925 roku w Częstochowie mieściła się siedziba biskupstwa (od 1992 arcybiskupstwa).
W czerwcu 1937 roku doszło w mieście do rozruchów antyżydowskich. Przez tydzień plądrowano żydowskie sklepy.

### II wojna światowa
Po wybuchu II wojny światowej Niemcy wkroczyli do miasta 3 września 1939 roku i już następnego dnia dokonali mordów, które do historii przeszły pod nazwą krwawego poniedziałku. W okresie okupacji miały miejsce represje wymierzone w elitę społeczną i ludność żydowską. W 1942 r. utworzona została dla coraz liczniej napływającej społeczności niemieckiej wydzielona dzielnica.
W 1941 r. została utworzona w Częstochowie dzielnica żydowska, którą rozpoczęto likwidować w 1942 r. wywożąc ludność do obozu zagłady w Treblince. Ludność pozostałą po tej akcji terroryzowano i mordowano w kilku kolejnych akcjach, m.in. 25 czerwca 1943 r., gdy ludność żydowska stawiła zbrojny opór.
W czasie wojny i bezpośrednio po niej w rejonie Częstochowy działały silne oddziały partyzanckie niepodległościowego podziemia. Po upadku powstania warszawskiego Częstochowa była stolicą Polskiego Państwa Podziemnego. 16 stycznia 1945 roku, po całodziennych walkach, Częstochowę opuścił garnizon niemiecki, a miasto zostało zajęte przez sowieckie oddziały mjra Siemiona Chochriakowa.

### Okres powojenny
W okresie Polski Ludowej szybka rozbudowa huty, która zyskała imię Bolesława Bieruta, spowodowała dynamiczny rozwój miasta. Ponadto powstały Zakłady Przemysłu Bawełnianego im. Zygmunta Modzelewskiego, Zakłady Przemysłu Lniarskiego „Warta”, rozwinął się również przemysł metalowy, szklarski i chemiczny. Z inicjatywy prof. Jerzego Kołakowskiego powołana została Wyższa Szkoła Inżynierska w Częstochowie, obecna Politechnika Częstochowska.
Jan Paweł II odwiedził Częstochowę sześciokrotnie: w latach 1979, 1983, 1987, 1991, 1997 i 1999. 15 sierpnia 1991 odprawiona z jego udziałem msza św. (kończąca VI Światowe Dni Młodzieży) zgromadziła 1,5 mln wiernych, a papież od władz miasta otrzymał klucz do jego bram oraz tytuł honorowego obywatela. Częstochowa stała się pierwszym miastem na świecie, od którego przyjął takie wyróżnienie.

### III II Rzeczpospolita
15 listopada 2009 w mieście odbyło się referendum w sprawie odwołania prezydenta Tadeusza Wrony. Prezydent został odwołany 39 284 głosami. Obecnie (2025) prezydentem miasta jest Krzysztof Matyjaszczyk, reprezentant SLD.

## Gospodarka
Częstochowa jest drugim miastem województwa śląskiego zarówno pod względem liczby ludności, jak i zajmowanej powierzchni. Jest ponadregionalnym ośrodkiem firm z branży motoryzacyjnej, hutnictwa i przetwórstwa metali, przetwórstwa szkła oraz IT. W mieście doskonale prosperują m.in. światowi giganci tacy jak ZF Group, Guardian Glass, Stoelze, Liberty Steel, TS Tech czy Brembo.
W 2008 r. ukończony został Częstochowski Park Przemysłowo-Technologiczny, który posiada zmodernizowane i nowocześnie zaaranżowane biura, magazyny i hale produkcyjne. W 2023 r. budżet Częstochowy wyniesie 1 mld 855,3 mln zł z czego 516,7 mln zł na inwestycje (niemal 28% ogółu wydatków).
Aktualnie szczególne znaczenie dla miasta ma pozyskiwanie inwestorów zainteresowanych prowadzeniem centrów usług dla zaplecza biznesowego (tzw. BPO – Business Process Outsourcing), jak i usług logistycznych czego dowodem są duże inwestycje Hillwood (dwie lokalizacje: Hillwood Częstochowa – Zachód o powierzchni ponad 24 000 m² oraz Hillwood Częstochowa – Miasto o powierzchni ponad 64 000 m²) i Panattoni – Panattoni Park Częstochowa o powierzchni ponad 30 000 m². Ponadto pod Częstochową w miejscowości Libidza swoje centrum logistyczne (o powierzchni ponad 40 000 m²) posiada sieć Polomarket. Znaczące w skali regionu centrum dystrybucyjne posiada w Częstochowie Stoelze Glass Group (ponad 20 000 m²).
Częstochowa dzięki doskonałej lokalizacji i prowadzonym na szeroką skalę inwestycjom w infrastrukturę drogową przyciąga inwestorów z branż do tej pory nieobecnych w mieście m.in. z branży wyrobów medycznych czego najlepszym przykładem jest budowa nowoczesnego zakładu produkcji zaawansowanych technologicznie produktów do leczenia ran Hartmann Manufacturing Polska w pobliżu węzła autostradowego „Jasna Góra” będącego częścią autostradowej obwodnicy Częstochowy.
Miasto daje możliwość dotarcia w ciągu 90 minut jazdy samochodem do terenów, które zamieszkuje 8,5 miliona osób. Tak ogromny rynek zasobów ludzkich sprawia, że swoje inwestycje lokuje tutaj również Przedsiębiorstwo Sprzętu Ochronnego MASKPOL S.A. wchodzące w skład Polskiej Grupy Zbrojeniowej SA.
Obecne są tutaj oddziały najbardziej rozpoznawalnych firm z branży IT takich jak X-KOM, Comarch, Assecco, ZF IT Center, SII Polska, K Dystrybucja (Kaspersky Lab), Computer Center i wiele innych.
Istotnym i znanym w całej Polsce inwestorem o charakterze globalnym jest firma Klimas Wkręt – Met, która w 4 lokalizacjach skupionych wokół Częstochowy prowadzi na ponad 80 000 m² działalność produkcyjną z zakresu wytwarzania zamocowań budowlanych.
Według najnowszych danych liczba firma w Częstochowie ogółem kształtuje się na poziomie 20 121 podmiotów gospodarczych, których reprezentantem jest Regionalna Izba Przemysłowo-Handlowa w Częstochowie.
Głównym inicjatorem działań związanych z rozwojem i inwestycjami w gospodarce jest Agencja Rozwoju Regionalnego w Częstochowie. W 2011 r. w Częstochowie utworzono trzy klastry przemysłowe – Klaster Przetwórstwa Polimerów Plastosfera, Częstochowski Klaster Komunalny Aglomeracja oraz Regionalny Częstochowski Klaster Budownictwa i Infrastruktury „Budosfera”.

W Częstochowie nadal prowadzi działalność kilkudziesięciu producentów wózków dziecięcych. 

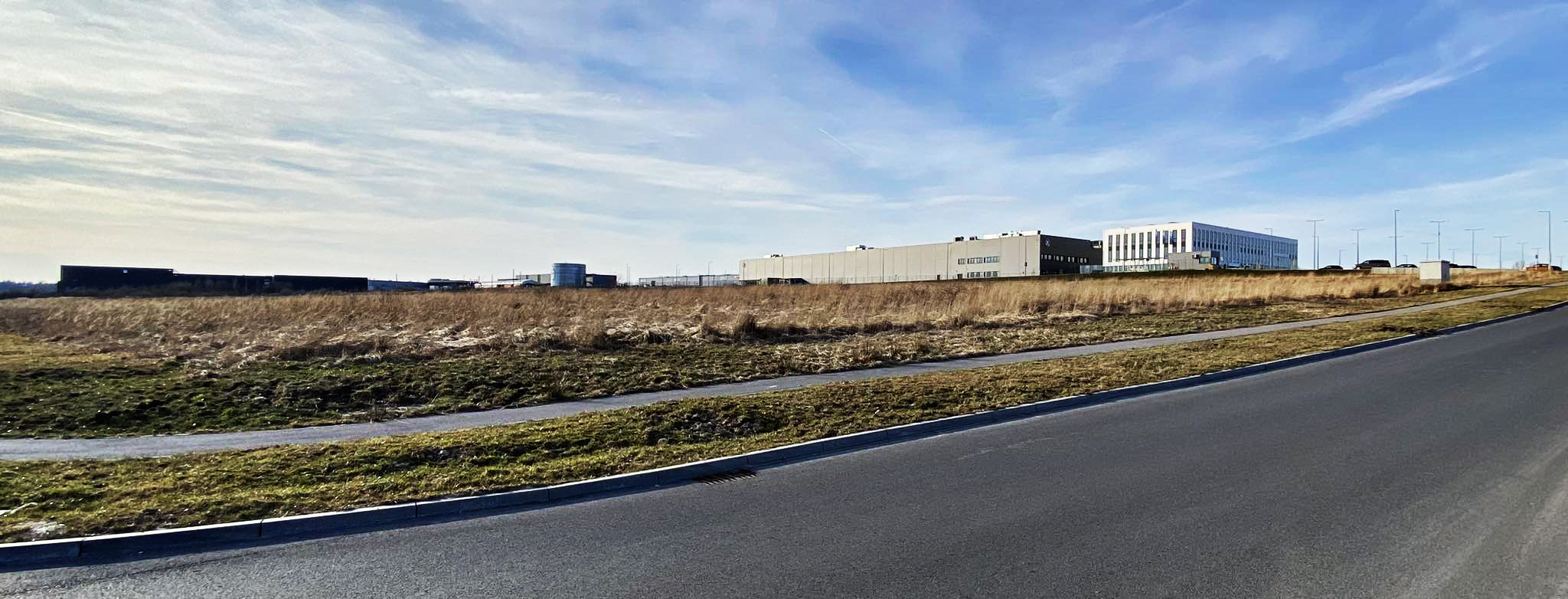
SSE Skorki I w Częstochowie przy ulicy Ekonomicznej (23,3 ha) – w tle po stronie prawej zakład ZF Electronics Plant and European Shared Services Center.

### Specjalne strefy ekonomiczne
W wyniku utworzenia w 2018 r. Polskiej Strefy Inwestycji miasto znalazło się w strefie oddziaływania KSSE S.A. Oferta terenów inwestycyjnych w Częstochowie obejmuje obecnie trzy podstrefy:
- KSSE „Kusięcka” o powierzchni całkowitej 13,2 ha gdzie działa już m.in. fabryka CGR POLAND Sp. z o.o.[87]
- KSSE „Korfantego” o powierzchni całkowitej 34,4 ha.
- Skorki II – 17,5 ha przy istniejącej ulicy Ekonomicznej – teren w przygotowaniu.
- KSSE „Skorki I” najmłodsza i najszybciej rozwijająca się podstrefa w Częstochowie o powierzchni całkowitej 23,3 ha. Swoją działalność prowadzi tu m.in. ZF Electronics Plant and European Shared Services Center (trzeci najnowszy zakład produkcyjny koncernu ZF w mieście produkujący kamery samochodowe).

Częstochowskie „Centrum Obsługi Inwestora” prowadzi współdziałanie z Katowicką Specjalną Strefą Ekonomiczną SA jako instytucja wspierania gospodarki, która inicjuje zmiany organizacyjne usprawniających obsługę przedsiębiorców i inwestorów w Częstochowie.
Od 2014 roku w Częstochowie na terenach włączonych do stref ekonomicznych minimalne nakłady inwestycyjne wyniosły 1 miliard 700 milionów złotych.

### Miejskie tereny inwestycyjne
Miasto Częstochowa w swojej ofercie posiada również własne atrakcyjne tereny przeznaczone dla inwestorów szukających miejsca pod rozpoczęcie działalności w miastach powyżej 200 tysięcy mieszkańców. Najważniejsze z nich to:
- Rząsawska – 0,37 ha
- Elanex – o powierzchni 8,9 ha na terenach dawnego zakładu przemysłowego Elanex.
- Dom Księcia – o powierzchni 6670 m²
- Barbary – o powierzchni 2,21 ha w sąsiedztwie drogi krajowej nr 46.

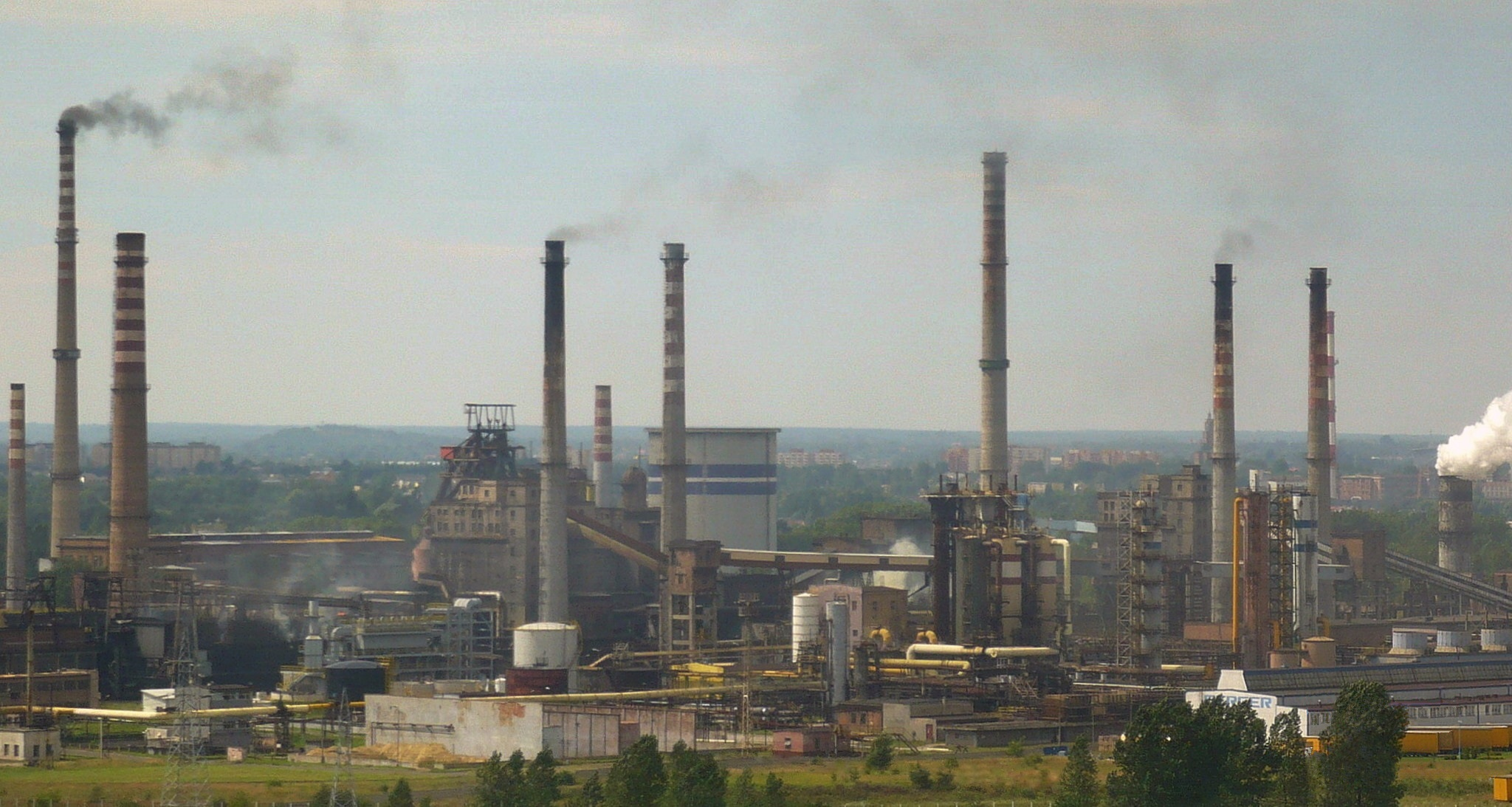
Tereny hutnicze

### Przemysł
Częstochowa jest głównym ośrodkiem Częstochowskiego Okręgu Przemysłowego, trzeciego co do wielkości w województwie śląskim. Od średniowiecza rozwijał się tu przemysł metalowy, dzięki licznemu występowaniu rud żelaza. Do największych i najbardziej znanych zakładów przemysłowych na terenie miasta należą:
- X-KOM – siedziba sieci sklepów komputerowych i główny sponsor klubu piłkarskiego Raków Częstochowa[88].

- ISD Huta Częstochowa – jedna z największych hut stali w Polsce[89]
- ZF Automotive Systems Poland (dawniej TRW) – producent systemów bezpieczeństwa do samochodów[90]
- TS Tech Poland – działalność koncernu skupia się głównie wokół projektowania i produkcji siedzeń oraz innych elementów wnętrza samochodów[91].
- Przedsiębiorstwo Sprzętu Ochronnego „Maskpol” SA – producent wyposażenia żołnierskiego.
- DTR VMS Poland Sp. z o.o. – producent elementów gumowo-metalowych dla sektora motoryzacyjnego[92].
- Wiko Klebetechnik – jest elementem międzynarodowej GLUETEC GROUP, pochodzącej z Niemiec, zajmującą się produkcją i dystrybucją chemii przemysłowej[93].
- CSF Poland (grupa Cooper Standard; daw. Systemy Polimeryczne Barre Thomas Poland) – producent m.in. przewodów, systemów antywibracyjnych i uszczelek do samochodów[94]
- Brembo Poland – wytwórca elementów układów hamulcowych[95]
- CGR Polska – producent podzespołów motoryzacyjnych dla takich firm jak TRW, Faurecja.
- Sila Poland – producent zintegrowanych systemów zmiany biegów[96].
- Koksownia Częstochowa Nowa – czołowy producent koksu w kraju, wyodrębniony ze struktury Huty Częstochowa[97]
- Guardian Częstochowa – huta szkła[98]
- Stoelzle Częstochowa – huta szkła artystycznego i użytkowego[99]
- Odlewnia Żeliwa Wulkan – odlewnia żeliwa, najstarsza fabryka działająca na terenie miasta. Została założona w 1894 roku.
- Metalplast-Częstochowa – czołowy producent zamków i okuć budowlanych. Założona w 1899 roku.
- ViperPrint – jedna z największych drukarni internetowych w Polsce, założona w 2002 roku[100].
- Dospel – producent systemów wentylacji
- Bud-Trans – zakres firmy obejmuje głównie prace związane z transportem nieczystości budowlanych, rozbiórki oraz prace porządkowe,
- Polontex – producent głównie tkanin dekorowanych, zakład mieści się w budynku dawnej „Ceby”[101].

### Handel

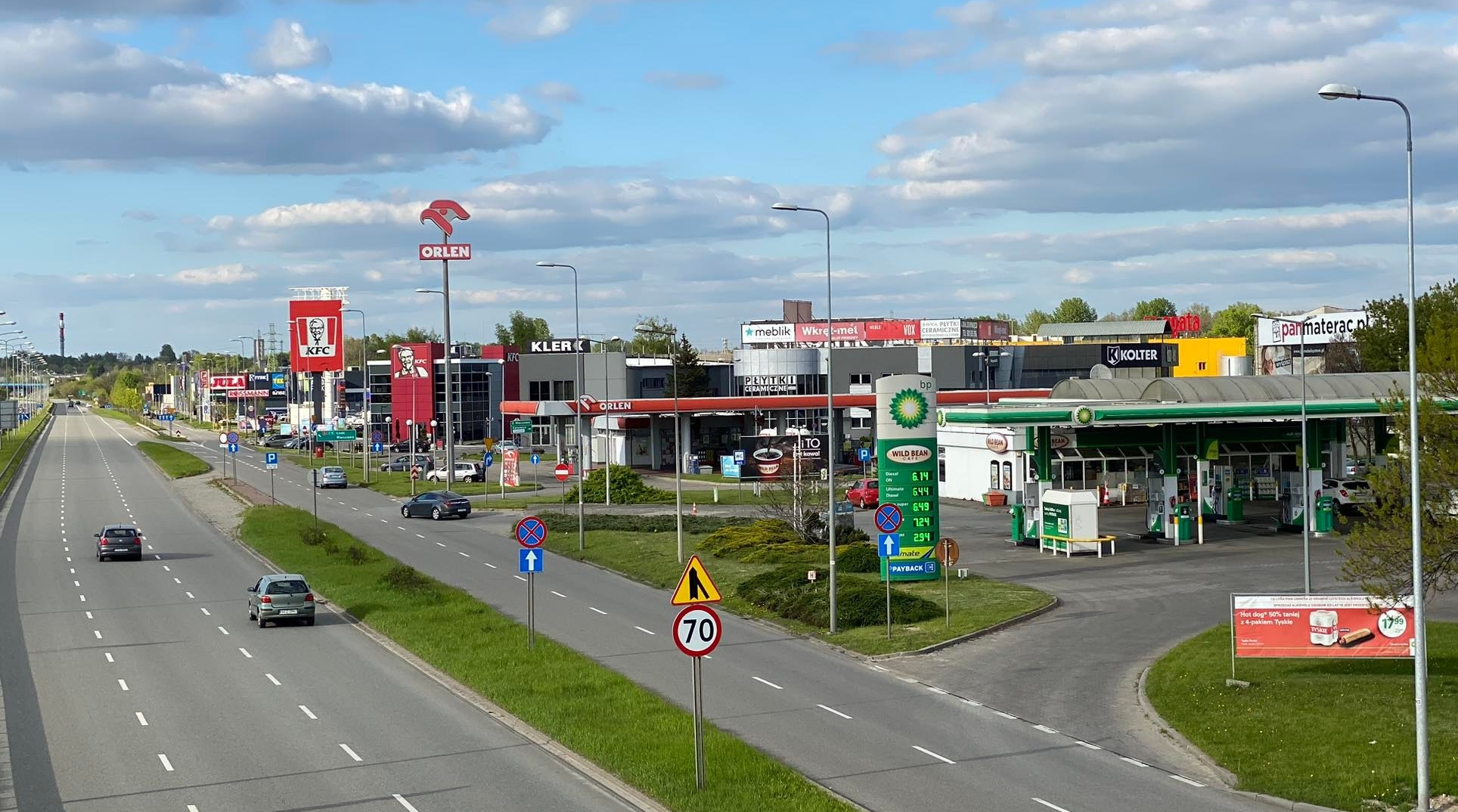
Kompleks handlowo-usługowy przy ulicy Drogowców w Częstochowie. Widoczna część dawnej DK1 – obecnie DK91 w kierunku Łodzi.

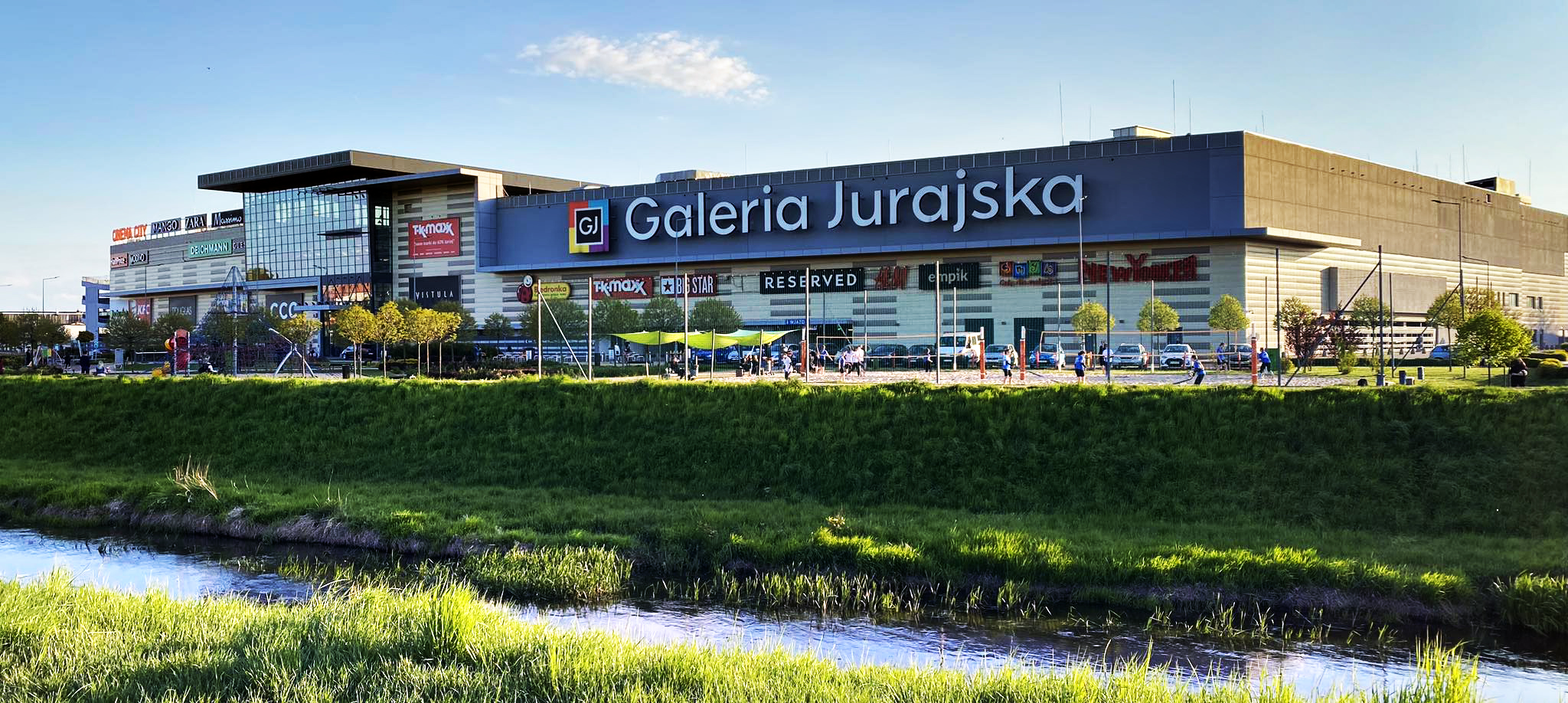
CH Galeria Jurajska przy alei Wojska Polskiego 207 w Częstochowie. 49 000 m² powierzchni handlowej. Widok od strony DK91.

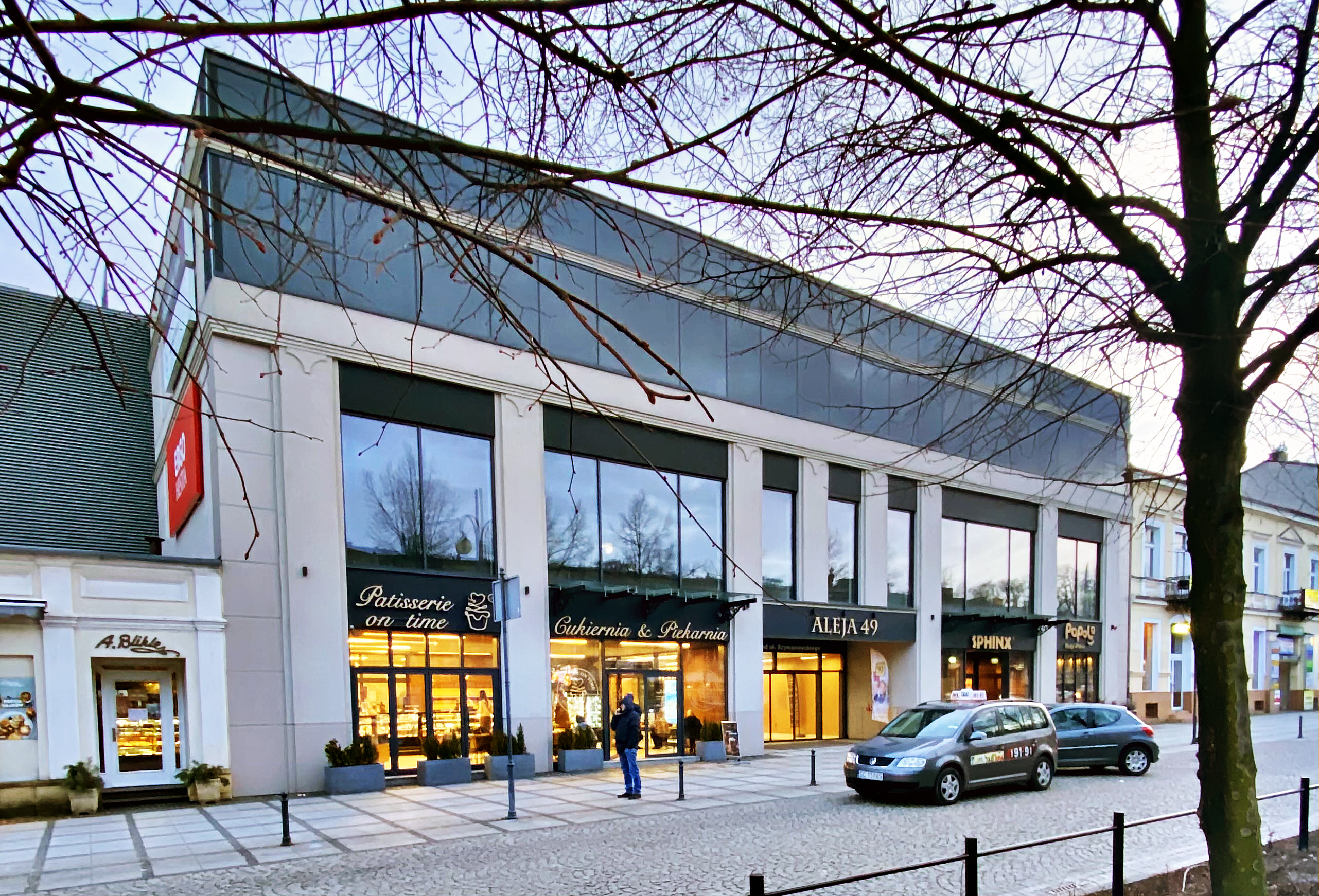
Galeria Aleja 49 w Częstochowie. Gmach od strony III Alei Najświętszej Maryi Panny. Obiekt łączący funkcje handlowe i biurowe oddany do użytku w 2022 r.

W mieście funkcjonują galerie handlowe, centra handlowe, hipermarkety oraz znaczna liczba supermarketów. Najważniejsze z nich to:
- Galeria Jurajska, al. Wojska Polskiego 207[102]

- Galeria Al. NMP 49, al. Najświętszej Maryi Panny 49[103].

- Centrum handlowe M1, ul. Kisielewskiego 8/16[104]
- Centrum handlowe Kwadraty, al. Wolności 4
- DL Center Point Częstochowa, ul. Jagiellońska 1[105]
- Park handlowy Aniołów Park, ul. Drogowców 43[106]
- Centrum handlowe Jagiellończycy, ul. Brzozowa 2/8[107][108],
- Dom Handlowy Centrum, al. Wolności 4[109]
- obszar handlowo-usługowy – węzeł DK1/DK46 (m.in. Castorama)[110],
- Centrum handlowe VENDO PARK (2020 r.)[111],
- Makro Cash&Carry, ul. Jagiellońska 38/40[112]
- OBI, ul. Generała Leopolda Okulickiego 16/18[113] oraz OBI przy ul. Kisielewskiego 8/16[114]
- Leroy Merlin, ul. Krakowska 7, Poczesna /k. Częstochowy[115]
- Centrum Handlowe Auchan Poczesna, ul. Krakowska 10 Poczesna /k. Częstochowy[116]
- Hipermarket Carrefour, ul. Drogowców 43[117]
- Agata Meble, ul. Drogowców 39[118]
- Centrum handlowe „Market na Czerwonym”[119][120] i wiele mniejszych marketów i sklepów[121].

Początkowo w mieście mogło działać tylko 87 sklepów sprzedających alkohol. W 2001 roku limit podwyższono do 245, w 2009 roku do 440, w 2010 roku do 500, a w 2015 roku do 550.

## Transport

### Transport drogowy

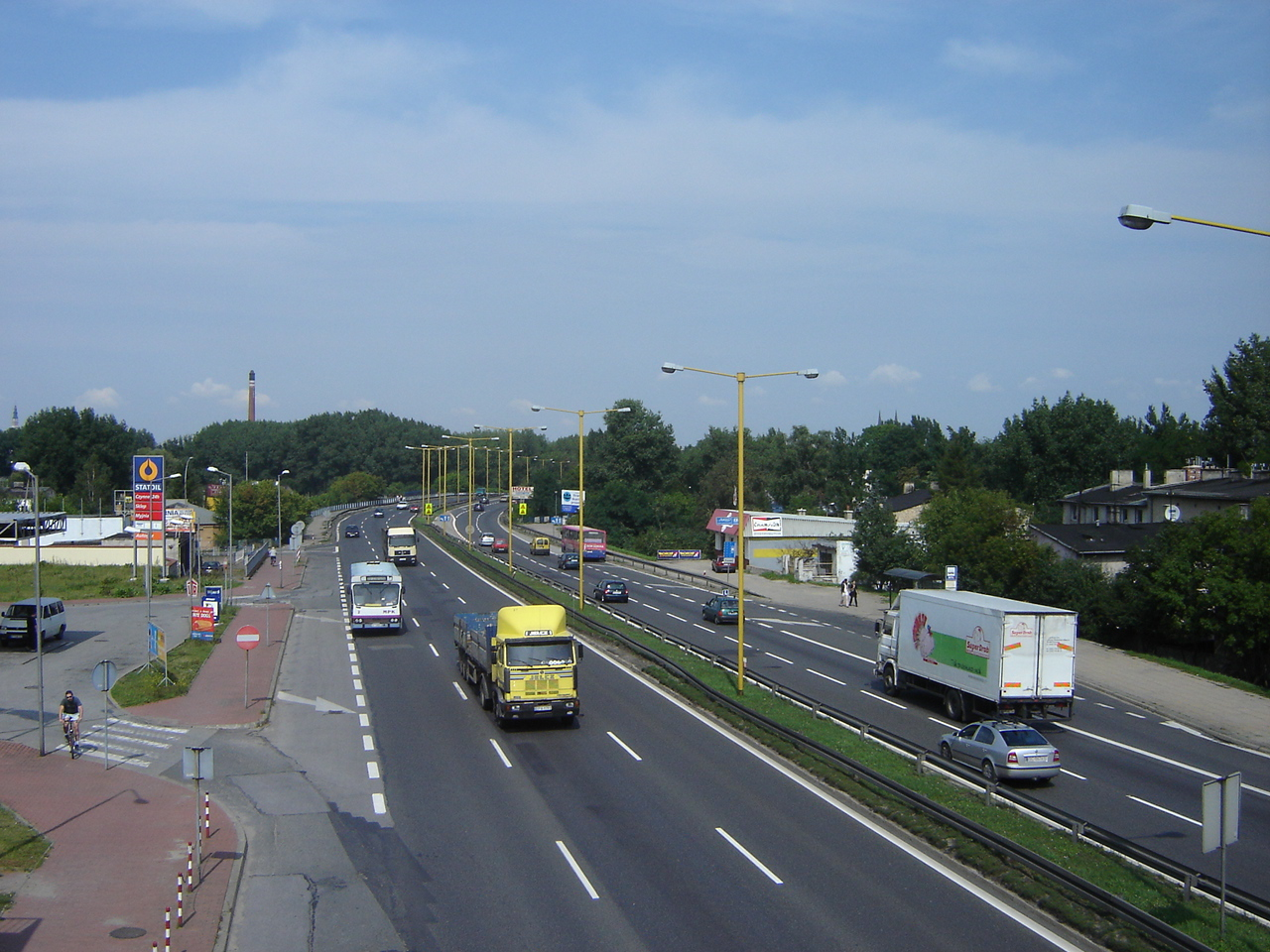
Droga krajowa nr 91 w częstochowskiej dzielnicy Ostatni Grosz

Częstochowę przecina umożliwiająca transport samochodowy z największymi miastami Polski sieć dróg krajowych i Autostrad:
- Autostrada A1 – fragment trasy europejskiej E75: Gdańsk – Grudziądz – Toruń – Włocławek – Łódź – Częstochowa – Pyrzowice – Gliwice – Żory – Gorzyczki – przebiegająca przez północne i zachodnie obrzeża miasta, tworząca zachodnią, autostradową obwodnicę.
- droga krajowa nr 43: Wieluń – Rudniki – Kłobuck – Częstochowa
- droga krajowa nr 46: Kłodzko – Nysa – Pakosławice – Jaczowice – Niemodlin – Karczów – Opole – Ozimek – Lubliniec – Blachownia – Częstochowa – Janów – Szczekociny
- droga krajowa nr 91: Gdańsk – Tczew – Toruń – Włocławek – Kutno – Łódź – Piotrków Trybunalski – Kamieńsk – Radomsko – Kłomnice – Częstochowa – Podwarpie

Sieć uzupełniają drogi wojewódzkie:
- droga wojewódzka nr 483: Łask – Szczerców – Nowa Brzeźnica – Częstochowa
- droga wojewódzka nr 491: Działoszyn (Droga 42) – Łobodno – Częstochowa
- droga wojewódzka nr 494: Bierdzany – Olesno – Wręczyca Wielka – Częstochowa
- droga wojewódzka nr 786: Częstochowa – Św. Anna – Koniecpol – Włoszczowa – Łopuszno – Ruda Strawczyńska – Kielce
- droga wojewódzka nr 908: Częstochowa – Tarnowskie Góry (Droga 78) Częstochowa od kilku lat zajmuje wysokie miejsca w „Rankingu Miast Przyjaznych Kierowcom”, opracowanym przez Oponeo.pl we współpracy z aplikacją Yanosik. W edycji z 2023 roku Częstochowa uplasowała się na drugim miejscu w kategorii miast poniżej 300 tysięcy mieszkańców, wyróżniając się niskimi kosztami ubezpieczenia OC oraz niewielkimi opłatami za parkowanie. Ranking ocenia m.in. infrastrukturę drogową, liczbę stacji ładowania aut elektrycznych i taryfikatory parkingowe, dzięki czemu pozwala na obiektywną ocenę warunków dla kierowców w polskich miastach[124][125].

### Transport kolejowy

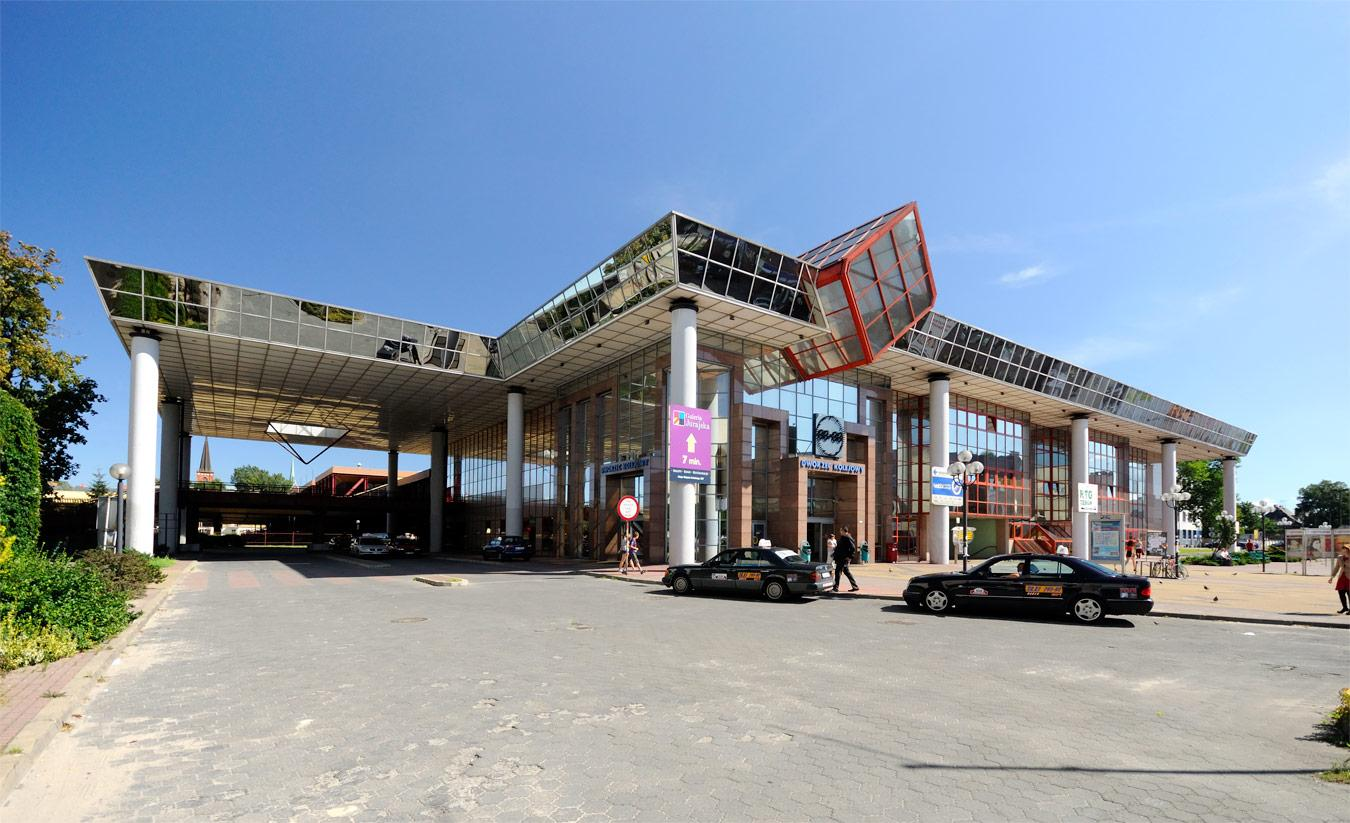
Plac Rady Europy i dworzec Częstochowa Osobowa

Przez miasto przebiegają linie kolejowe nr 61 Lubliniec–Kielce (uruchomiana stopniowo w latach 1903–1911) oraz nr 1 Warszawa Centralna–Katowice wraz z odgałęzieniem (linia nr 146) do stacji Chorzew Siemkowice, które łączy miasto z magistralą węglową.
17 listopada 1846 r. Częstochowa uzyskała kolejowe połączenie z Warszawą (Kolej Warszawsko-Wiedeńska), w 1903 z Herbami, a w 1911 z Kielcami (Kolej Herbsko-Kielecka). Częstochowski węzeł kolejowy uzyskał obecny kształt w okresie II wojny światowej.
Pasażerski transport kolejowy obsługiwany jest przez stacje Częstochowa Gnaszyn, Częstochowa Raków, Częstochowa Stradom, Rząsawa, Częstochowa Aniołów oraz w największym stopniu przez nowoczesny – otwarty po przebudowie w 1996 roku – dworzec Częstochowa Osobowa (dawniej Częstochowa Główna) mieszczący się w samym centrum miasta, przy placu Rady Europy.

### Komunikacja miejska

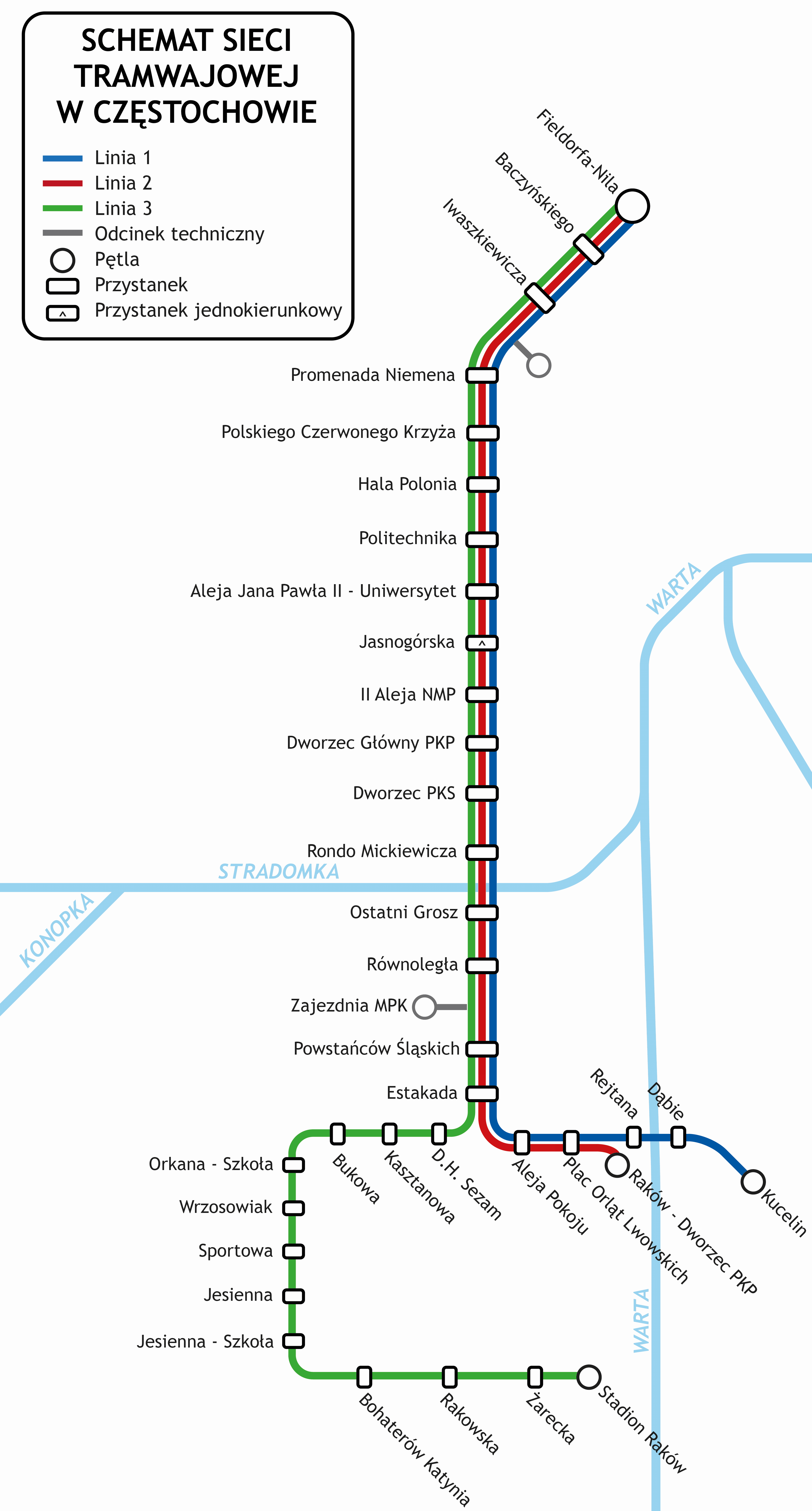
Schemat tramwajowy w Częstochowie z zaznaczonymi przystankami

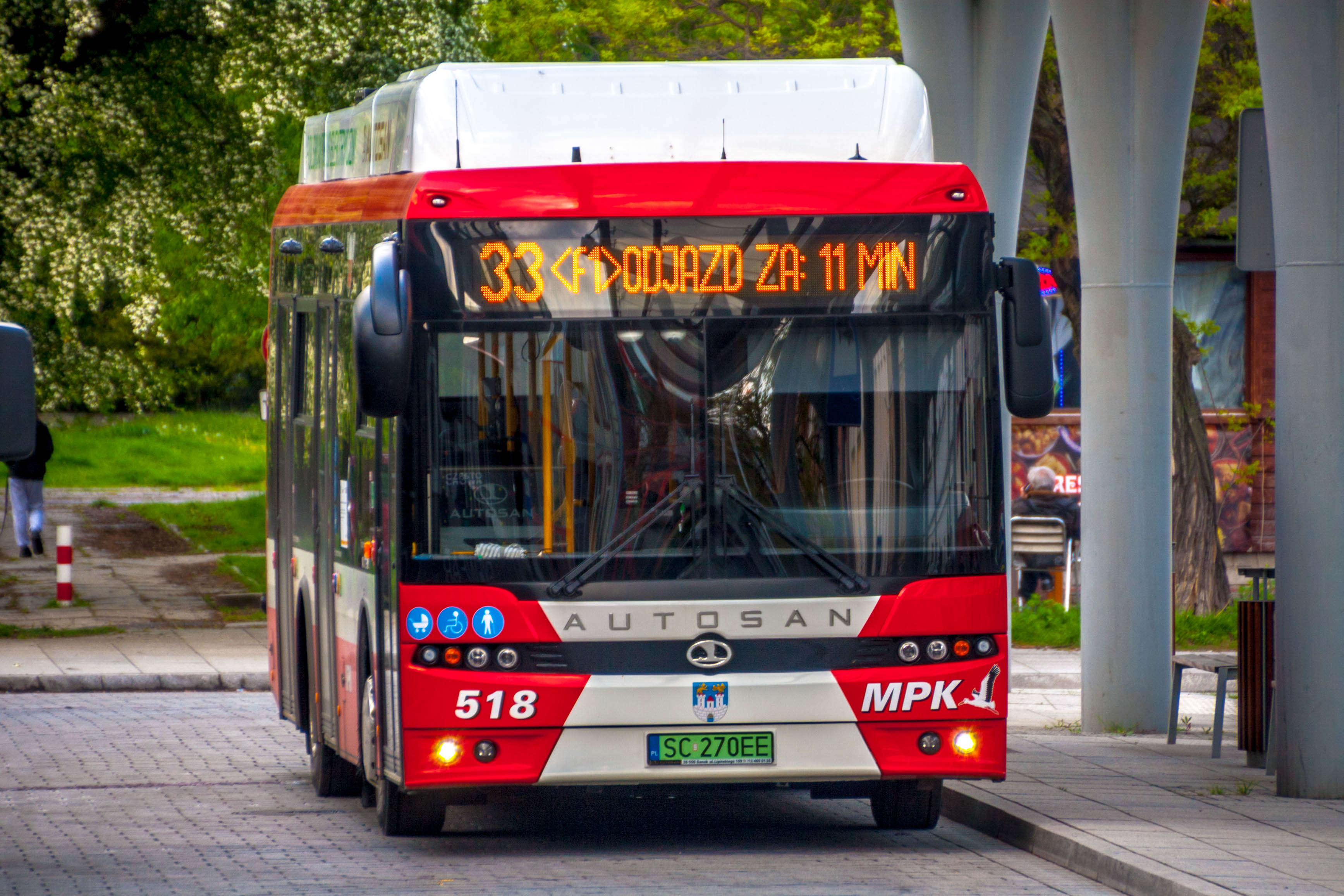
Autobus hybrydowy Sancity 10LFE 518 należący do MPK w Częstochowie w centrum przesiadkowym przy ul. Piłsudzkiego

Częstochowa posiada jeden z dwóch najmłodszych systemów komunikacji tramwajowej na terenie Polski, który został uruchomiony w 1959 roku. Tramwaje poruszają się po torach o rozstawie szyn 1435 mm i sieci składającej się z 14,7 km. De facto jest to jedna trasa przebiegająca przez miasto z północy na południe z dwoma odgałęzieniami na jej południowym krańcu.

Organizatorem publicznego transportu zbiorowego w mieście Częstochowa i części gmin ościennych jest Miejski Zarząd Dróg i Transportu w Częstochowie. Na zlecenie MZDiT przewozy realizuje na wyłączność będąca własnością miasta spółka Miejskie Przedsiębiorstwo Komunikacyjne w Częstochowie. Publiczna komunikacja obejmuje 3 linie tramwajowe, 24 autobusowe miejskie oraz 8 podmiejskich w gminach Blachownia, Konopiska, Mstów, Poczesna i Olsztyn. Nocną komunikację miejską tworzy codzienna linia autobusowa nr 80, kursująca wzdłuż sieci tramwajowej. 13 lipca 2007 r. MPK Częstochowa wprowadziło uniwersalny bilet elektroniczny.

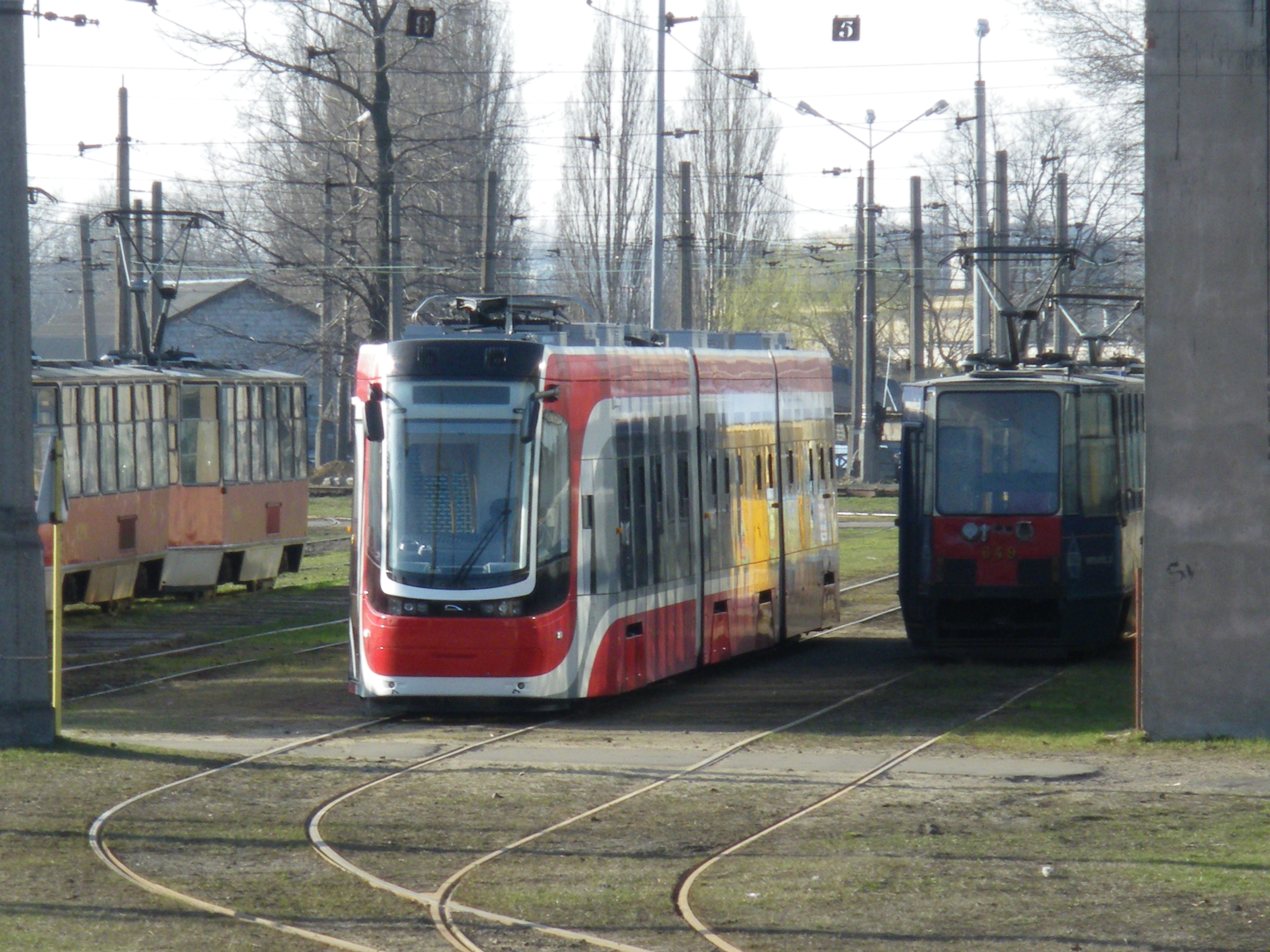
PESA Twist MPK Częstochowa w zajezdni tramwajowej

Firma Bus Expres oferuje przewóz osób na trasie z centrum miasta do Blachowni.
Darmowy transport do hipermarketu Auchan zapewnia firma BK Bursiak, natomiast do hipermarketu Tesco zapewnia firma Kris-Tour. Przejazdy na terenie miasta oferuje także PKS Częstochowa, które obsługuje linie z dworca PKS do Kłobucka, Blachowni i innych okolicznych miejscowości, a także PKP – 5 przystanków w Częstochowie oferuje transport osobowy.
Komunikację z gminą Rędziny zapewnia GZK w Rędzinach liniami R, Rm oraz Rk do Dworca Głównego PKP.
Od 1 września 2021 roku Częstochowa jest skomunikowana z gminami powiatu ziemskiego komunikacją autobusową zorganizowaną przez Powiat Częstochowski.

### Transport lotniczy
Najbliższym międzynarodowym lotniskiem jest regionalny port województwa śląskiego – Katowice Airport w Pyrzowicach. Znajduje się on około 40 km na południe od centrum Częstochowy.
Najbliższym czynnym lądowiskiem jest oddalone o 10 km od centrum miasta Lotnisko Częstochowa-Rudniki. Jest to obiekt powojskowy obecnie znajdujący się we własności prywatnej. Pełni funkcje sportowe – na części jego terenu operuje Aeroklub Częstochowski, a także jest miejscem organizacji wielu imprez plenerowych. Lotnisko nie jest przystosowane do obsługi dużych samolotów, istnieje możliwość lądowania tylko małych samolotów pasażerskich. Posiada zaniedbaną betonową drogę startową (2000 × 60 m). Wieloletnie zamierzenia włodarzy miasta przeistoczenia lotniska w pasażerskie lub towarowe dotychczas nie zaowocowały wsparciem finansowym z żadnego źródła, lub nawet uregulowaniem prawnym jego statusu po myśli samorządowców. Ostatni raz lotnisko zostało użyte przez linie lotnicze w 1983 – przez jeden sezon Polskie Linie Lotnicze LOT oferowały z niego połączenia.
Przy Wojewódzkim Szpitalu Specjalistycznym przy ul. Nowobialskiej (dzielnica Parkitka) funkcjonuje lądowisko dla helikopterów ratunkowych.

## Zabytki i turystyka

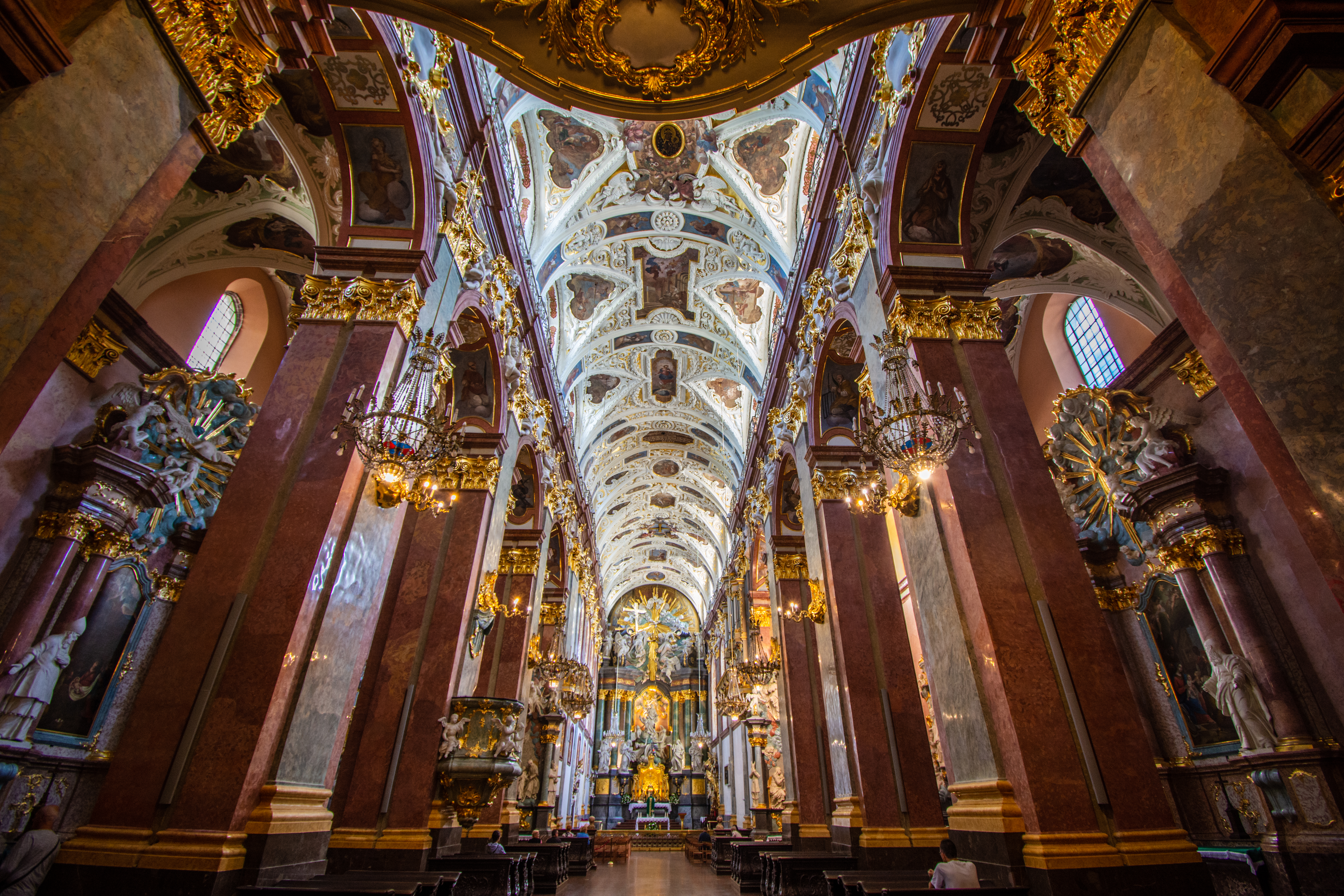
Bazylika jasnogórska – nawa główna

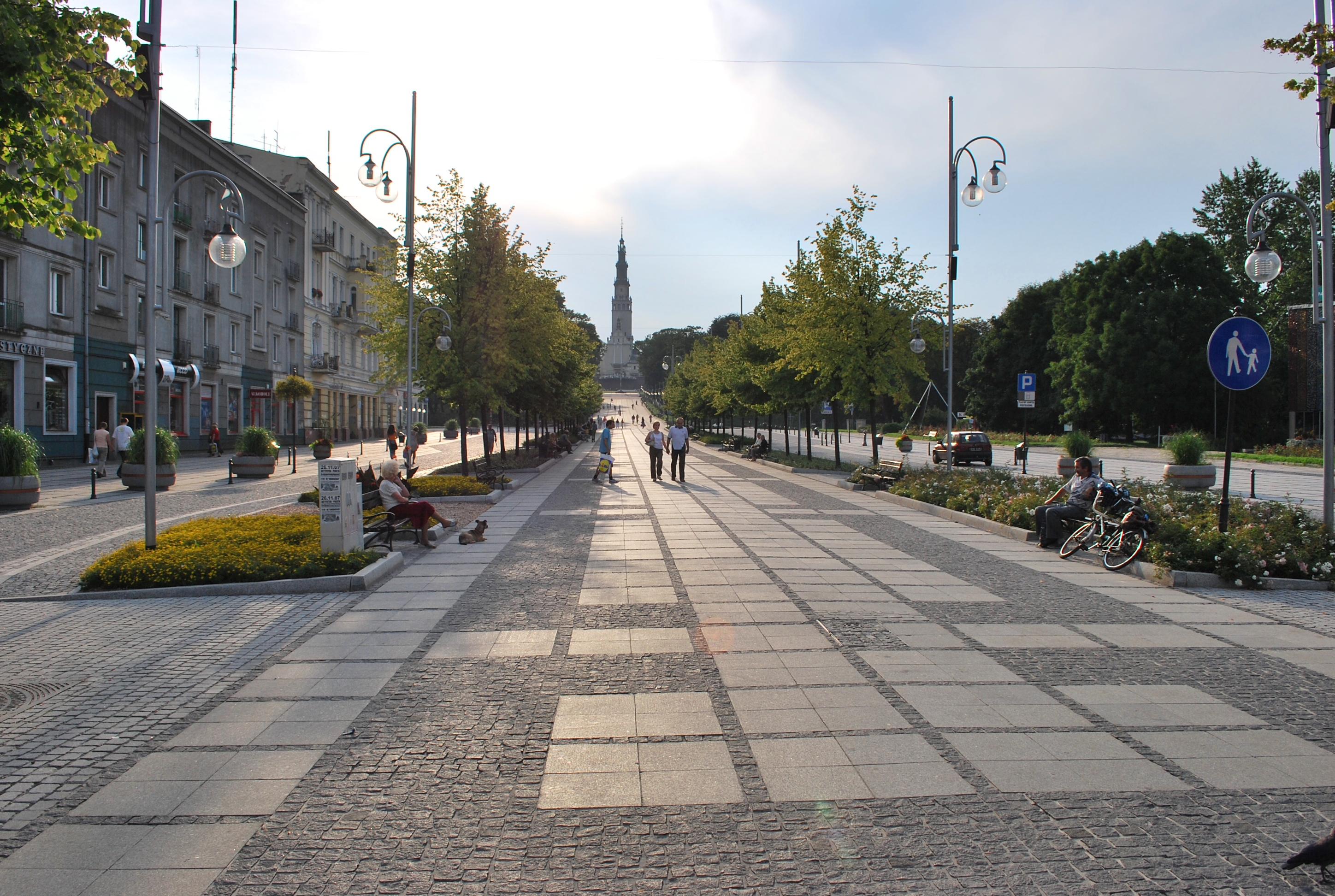
Częstochowa – Aleja Najświętszej Maryi Panny – deptak

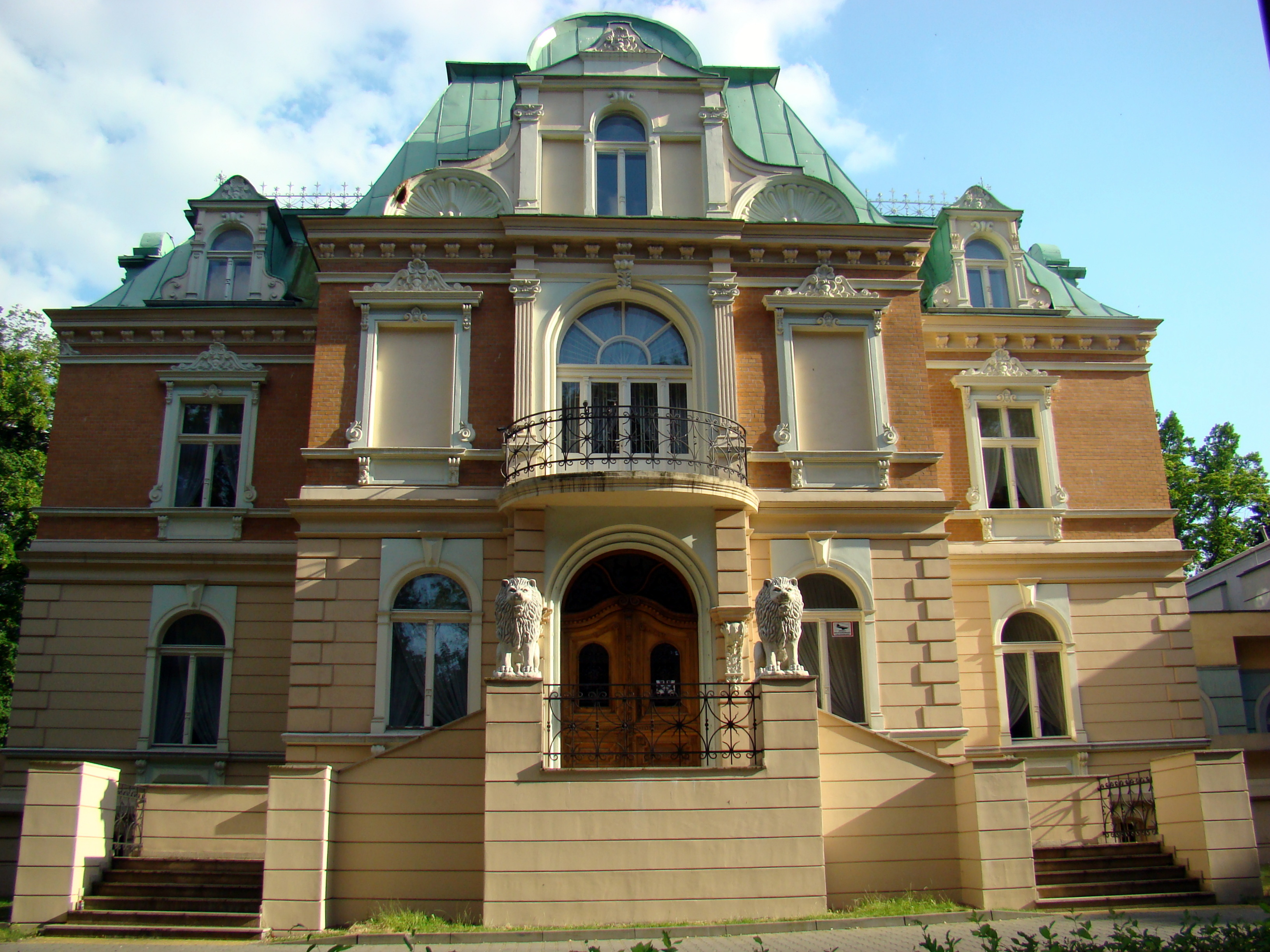
Pałacyk Hantkego obecnie Młodzieżowy Dom Kultury

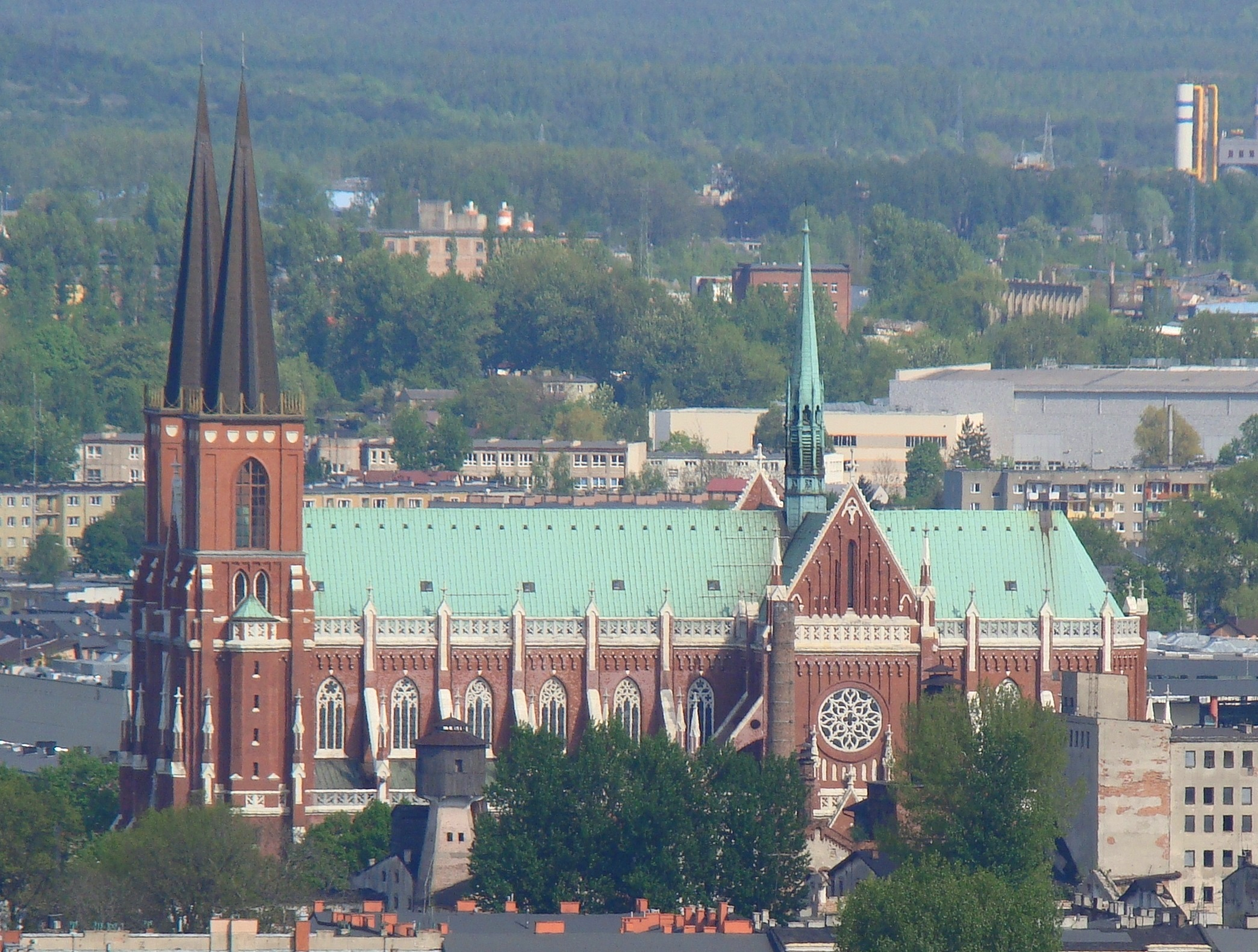
Bazylika archikatedralna Świętej Rodziny

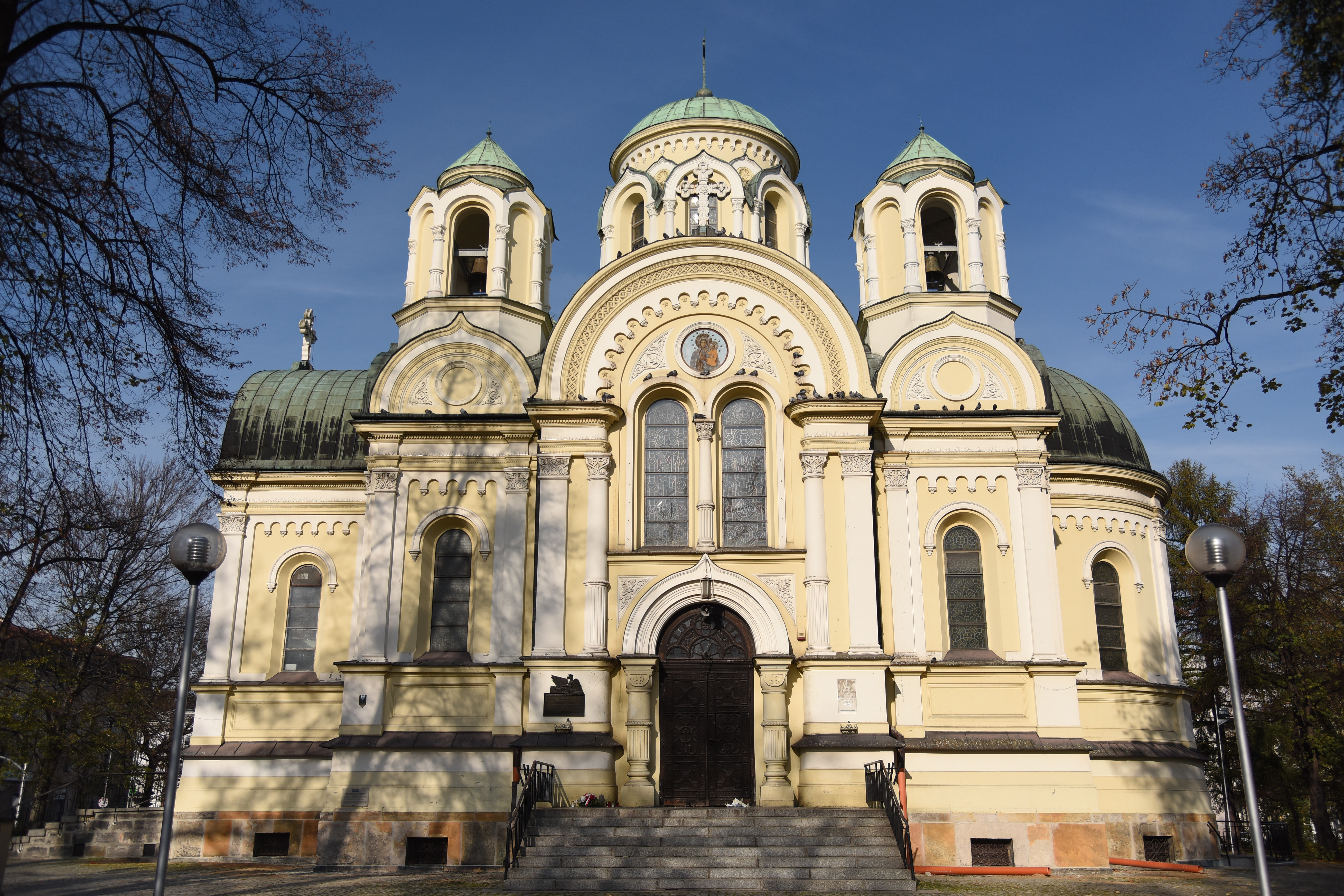
Kościół św. Jakuba Apostoła dawna cerkiew św. Cyryla i Metodego z 1872 roku

Częstochowa jest miastem powstałym w średniowieczu. Na przestrzeni wieków w mieście zostały zbudowane liczne budowle, mające obecnie charakter zabytków i atrakcji turystycznych. Do najważniejszych należą zabytkowe kamienice oraz sam układ urbanistyczny historycznych centrów Starej i Nowej Częstochowy oraz łączącej je Alei Najświętszej Maryi Panny. Największym i najczęściej odwiedzanym z częstochowskich zabytków jest zespół klasztorny na Jasnej Górze, a turystyka związana z klasztorem to głównie ruch pielgrzymkowy.

### Atrakcje turystyczne
- Aleja Najświętszej Maryi Panny – zespół zabytkowych kamienic
- Tarasy widokowe na wieży jasnogórskiej[128]
- Parki podjasnogórskie i znajdujące się w nim ekspozycje Muzeum Częstochowskiego – Muzeum Górnictwa Rud Żelaza i inne
- Ulica 7 Kamienic z XIX-wieczną zabudową
- Ulica Wieluńska z XVIII i XIX-wieczną zabudową
- Ratusz w Częstochowie – XIX-wieczny klasycystyczny
- Stary Rynek – rynek Starego Miasta z kamienicami
- Muzeum Produkcji Zapałek w Częstochowie – zabytkowa fabryka zapałek
- Pałacyk Hantkego w Częstochowie – neobarokowa willa założyciela Huty Częstochowa Bernarda Hantkego
- Pałacyk Brassów w Częstochowie – XIX-wieczny pałacyk austriackiego przedsiębiorcy Wilhelma Brassa
- Pałacyk Mottego – willa dyrektora Przędzalni Czesankowej „Elanex” z 1909 r.
- układ urbanistyczny Częstochówki (ul. Wieluńska, Rynek Wieluński, ul. św. Barbary)
- Muzeum Historii Kolei (Dworzec Stradom)
- Muzeum Haliny Poświatowskiej
- Dom Władysława Biegańskiego
- Muzeum Pontyfikatu Jana Pawła II[129]
- Miejska Galeria Sztuki[130]
- Złota Góra
- Przełom Warty i Start spływu kajakowego „Mirowski przełom Warty”[131]
- Fontanna Dziewczynka z Gołębiami[132]
- Ławeczki pomnikowe w al. NMP: Haliny Poświatowskiej, Marka Perepeczki, Władysława Biegańskiego i Piotra Machalicy
- Rezerwat archeologiczny kultury łużyczkiej
- Zabytkowa lokomotywa przy dworcu głównym PKP[133]

### Zabytki sakralne
- Jasna Góra – zespół klasztorny zakonu paulinów, największy i najbardziej znany zabytek Częstochowy
- neogotycka archikatedra Świętej Rodziny – zbudowana w latach 1901–1927
- Kościół św. Jakuba – umiejscowiony na placu Biegańskiego, będący pierwotnie cerkwią prawosławną
- kościół św. Zygmunta – najstarszy w Częstochowie, na placu Daszyńskiego
- Katedra Matki Boskiej Królowej Apostołów – kościół polskokatolicki przy ul. Jasnogórskiej
- Cerkiew Częstochowskiej Ikony Matki Bożej przy ul. Kopernika
- kościół ewangelicko-augsburski Wniebowstąpienia Pańskiego w Śródmieściu przy ulicy Kopernika
- kościół św. Barbary w dzielnicy podjasnogórskiej
- sanktuarium św. Józefa na Rakowie przy ul. Okrzei
- kościół Najświętszego Imienia Maryi w alei NMP
- kościół Pana Jezusa Konającego i kościół Podwyższenia Krzyża Świętego w Częstochówce
- kaplica Przemienienia Pańskiego w centralnej części cmentarza Kule
- kościół świętych Rocha i Sebastiana na cmentarzu św. Rocha
- pałac biskupi

Zabytkiem o charakterze religijnym jest cmentarz żydowski w dzielnicy Zawodzie.

### Szlaki turystyczne
Wycieczki po Częstochowie łączone są często ze zwiedzaniem Wyżyny Krakowsko-Częstochowskiej. W mieście rozpoczynają bieg następujące szlaki turystyczne:
- Szlak Orlich Gniazd
- Szlak Jury Wieluńskiej
- Szlak Walk 7 Dywizji Piechoty
- Częstochowa – Olsztyn im. Z. Łęskiego
- Szlak Zabytków Techniki Województwa Śląskiego

## Kultura
Częstochowa stanowi centrum kulturalne regionu, a także jest ważnym ośrodkiem kulturalnym w skali ogólnopolskiej i międzynarodowej. W mieście odbywa się wiele wydarzeń o charakterze lokalnym, ogólnopolskim i międzynarodowym.

Logo Częstochowy

### Instytucje kulturalne
Na terenie Częstochowy działa wiele miejskich oraz niezależnych instytucji kulturalnych, których zaangażowana działalność tworzy różnorodną ofertę kulturalną miasta.

#### Muzea i galerie
Oprócz klasztoru jasnogórskiego działalność muzealną i wystawienniczą prowadzą również inne instytucje.
Muzeum Częstochowskie
Najstarsza instytucja muzealna. Do jej obiektów wystawienniczych należą:
- Ratusz miejski – zabytkowy zespół budynków byłego ratusza, obecnie główna siedziba Muzeum
- Rezerwat archeologiczny kultury łużyckiej w dzielnicy Raków – unikatowy rezerwat archeologiczny
- Galeria Dobrej Sztuki w Częstochowie
- Muzeum Górnictwa Rud Żelaza
- Muzeum Haliny Poświatowskiej, częstochowskiej poetki

Inne
Inne instytucje wystawiennicze w mieście:
- Miejska Galeria Sztuki – zajmuje się wystawianiem malarstwa, rzeźby, grafik i fotografii – kładąc szczególny nacisk na dzieła współczesne. Szczególnie znana jest wystawa prac Zdzisława Beksińskiego, która w 2006 przekształciła się w stałe Muzeum Zdzisława Beksińskiego
- Muzeum Produkcji Zapałek – nieczynna fabryka posługującą się technologią z trzeciej dekady XX wieku (prywatne)
- Muzeum Historii Kolei na dworcu Częstochowa Stradom (przejściowo zamknięte, prywatne)
- Muzeum Archidiecezji Częstochowskiej
- Muzeum Zdzisława Beksińskiego
- Muzeum Wyobraźni – galeria i pracownia Tomasza Sętowskiego (prywatne)
- Muzeum monet i medali Jana Pawła II w Częstochowie (prywatne)
- Galeria Konduktorownia
- Galeria Lonty Petry (prywatne)
- rezerwat archeologiczny na Starym Rynku[134]
- Muzeum Kresowe[135]

#### Filharmonia Częstochowska im. Bronisława Hubermana
Orkiestra filharmonii zainaugurowała działalność w 1945 roku, dając koncert w miejskim teatrze. W 1955, w miejscu zniszczonej przez okupujących Częstochowę Niemców Nowej Synagogi, rozpoczęto budowę gmachu filharmonii. Budowa zakończyła się w 1965 roku. W styczniu 1976 roku Państwowa Orkiestra Symfoniczna w Częstochowie otrzymała miano Filharmonii. 3 października 2012 roku otrzymała imię Bronisława Hubermana.

#### Teatr im. Adama Mickiewicza
Teatr w Częstochowie rozpoczął działalność w 1927 roku. W latach 20. XX wieku powstała obecna siedziba teatru – wybudowany specjalnie dla jego potrzeb gmach przy ulicy Kilińskiego. W 1949 roku teatr został upaństwowiony, a sześć lat później nadano mu imię Adama Mickiewicza.

#### Ośrodek Promocji KulturyGaude Mater
Miejska instytucja kulturalna, która jest głównym organizatorem Międzynarodowego Festiwalu Muzyki Sakralnej „Gaude Mater” i Festiwalu im. Kaliny Jędrusik „Kalinowe Noce, Kalinowe Dni”.
Pozostałe teatry
W Częstochowie działalność swoją prowadzą ponadto następujące teatry i grupy teatralne: Teatr From Poland, Częstochowski Teatr Tańca, Teatr Autorski Blee, Teatr Niezależny Tlen, Teatr Wojtka Kołsuta, Teatr „Małgo”, Częstochowska Grupa Kowadło, Grupa Teatr Nieduży.

#### Kina
W Częstochowie działają dwa kina wielosalowe należące do sieci Cinema City: Cinema City Wolność, otwarte w 2004 roku, oraz znajdujący się w Galerii Jurajskiej multipleks, uruchomiony w 2009 roku. W mieście działa także od 1991 kino studyjne Ośrodka Kultury Filmowej.

### Muzyka
Na terenie Częstochowy działają liczne chóry żeńskie, męskie oraz mieszane. Najstarszym jest Chór Męski „Pochodnia” (dyr. Jarosław Łyczba). Do innych należą: Chór Filharmonii Częstochowskiej „Collegium Cantorum” (dyr. J.Siadlak), Jasnogórski Chór Chłopięco-Męski „Pueri Claromontani” (dyr. s. Maria Bujalska PDDM) oraz Chór Archikatedry pw. Św. Rodziny „Basilica Cantans” (dyr. Włodzimierz Krawczyński, obecnie Zygmunt Nitkiewicz). Chóry te zdobywały liczne nagrody na festiwalach krajowych oraz zagranicznych.
Festiwale muzyczne w Częstochowie
- Międzynarodowy Festiwal Muzyki Sakralnej „Gaude Mater”
- Jazz Spring Częstochowa
- Frytka OFF
- ReggaeON
- Aleje tu się dzieje
- HIP HOP Elements
- Summer chill
- Jasnogórski Konkurs Skrzypcowy

### Edukacja kulturalna
W Częstochowie działa Zespół Szkół Plastycznych im. Jacka Malczewskiego, Jasnogórska Szkoła Muzyczna, Zespół Szkół Muzycznych im. Marcina Żebrowskiego. Na terenie miasta istnieje także kilka ognisk muzycznych dla dzieci i młodzieży oraz Społeczna Szkoła Baletowa.
Działalność prowadzi Młodzieżowy Dom Kultury oraz Regionalny Ośrodek Kultury, organizujący wiele cyklicznych imprez, m.in. Ogólnopolski Konkurs Poetycki im. Haliny Poświatowskiej. Poetka ta urodziła się i wychowała w Częstochowie. W jej domu rodzinnym jest zorganizowane skromne muzeum, które gromadzi eksponaty związane z życiem Poświatowskiej.

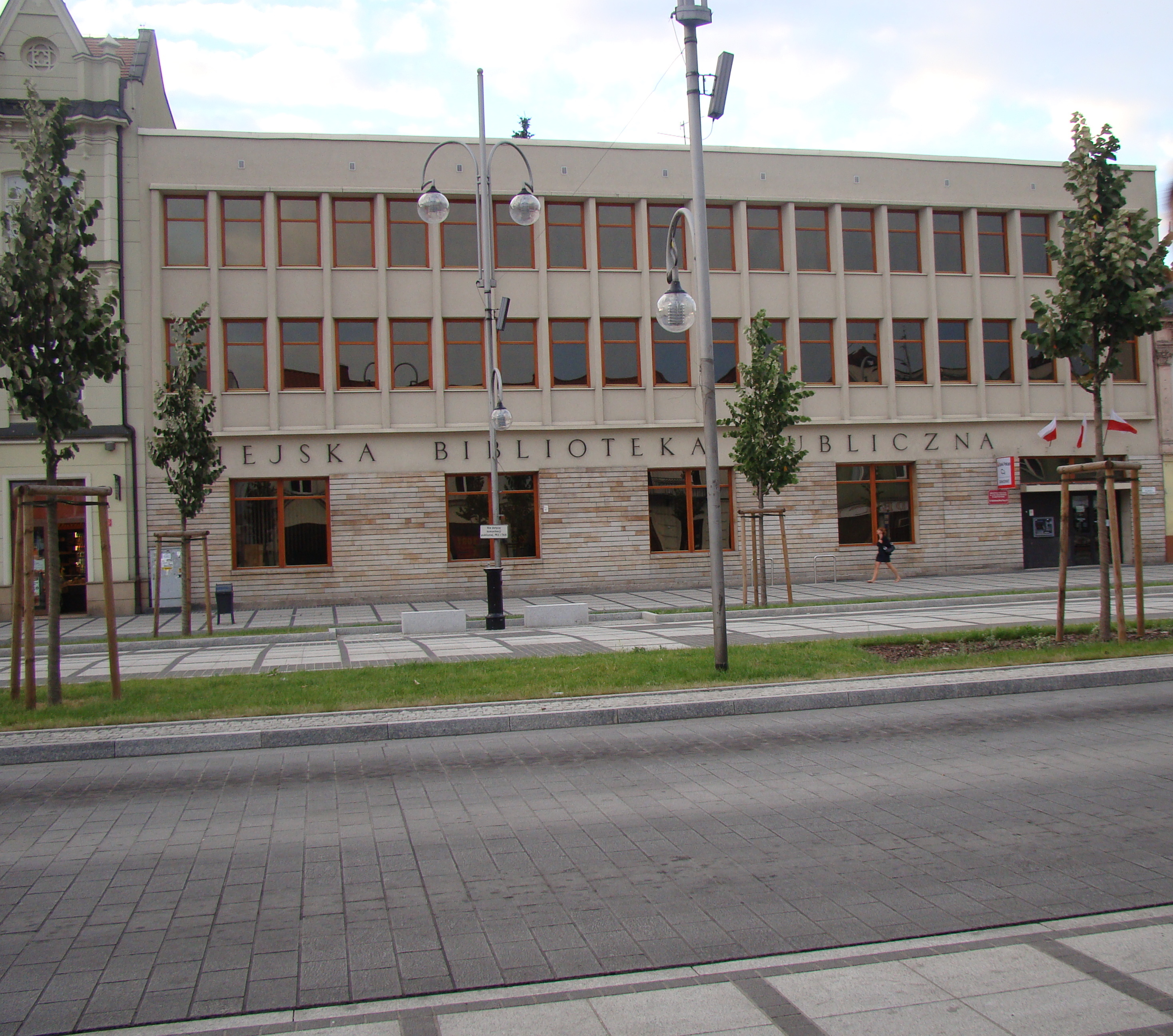
Miejska Biblioteka Publiczna w Częstochowie
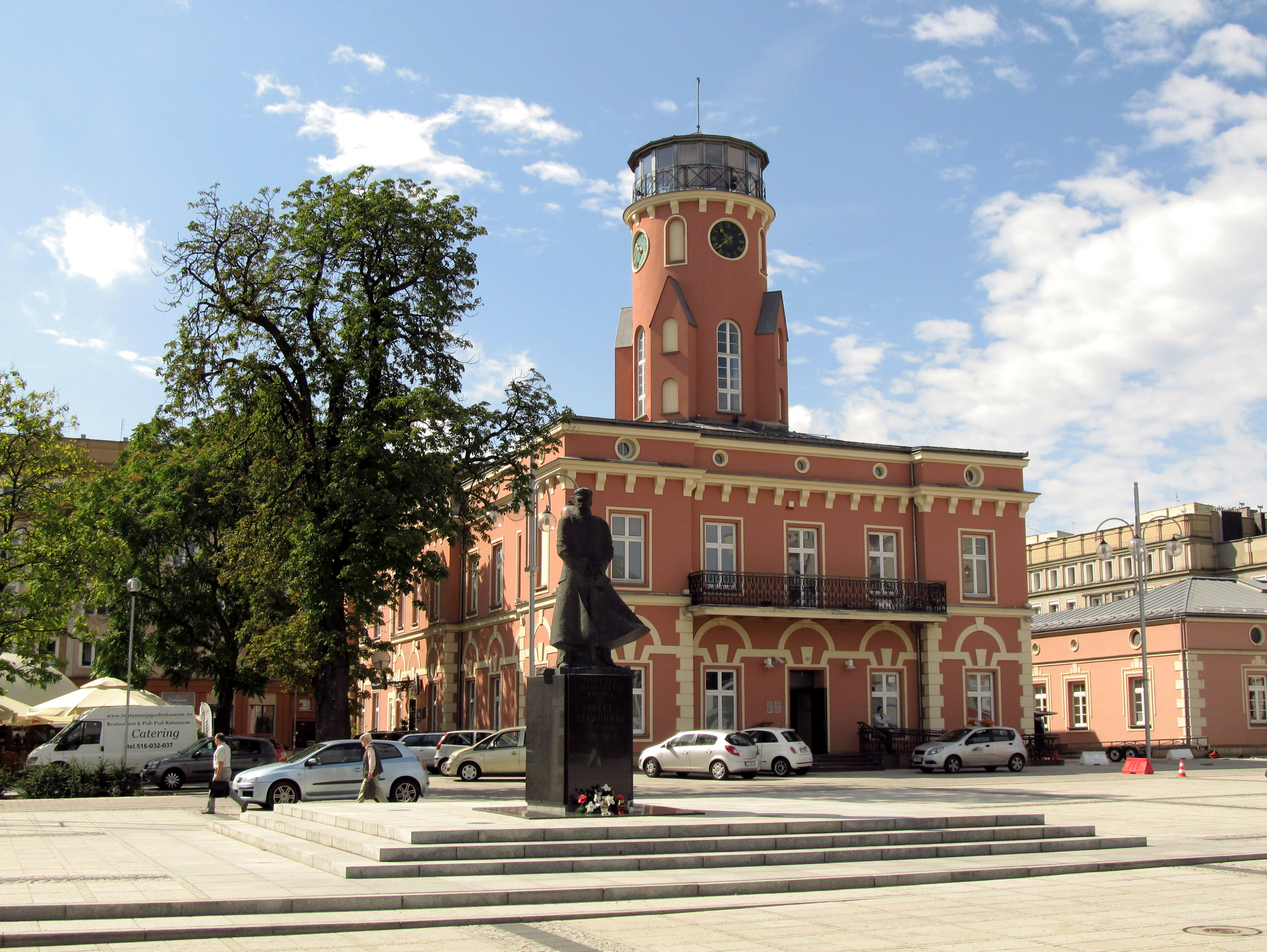
Ratusz, obecnie siedziba Muzeum Częstochowskiego
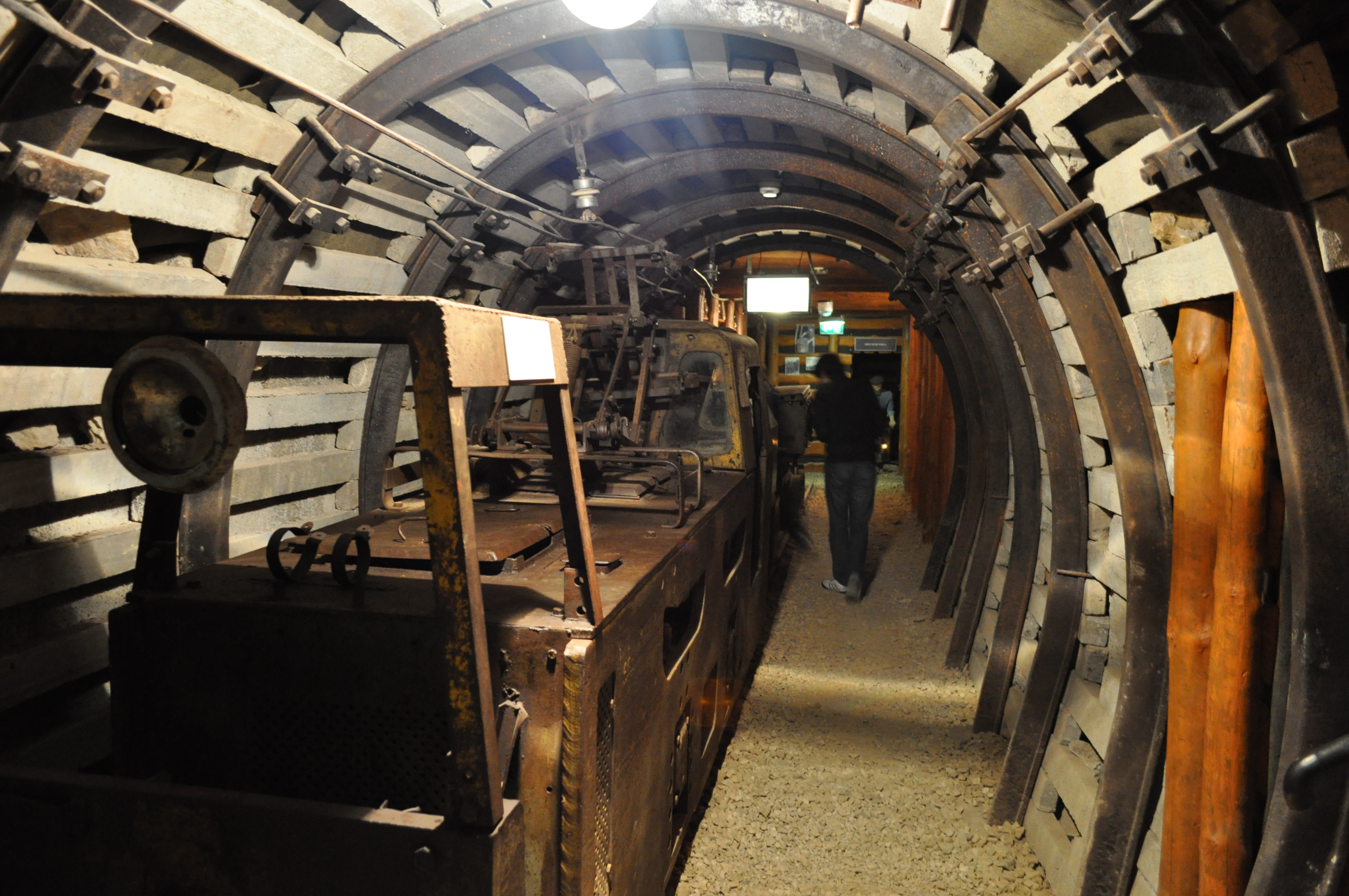
Muzeum Górnictwa Rud Żelaza
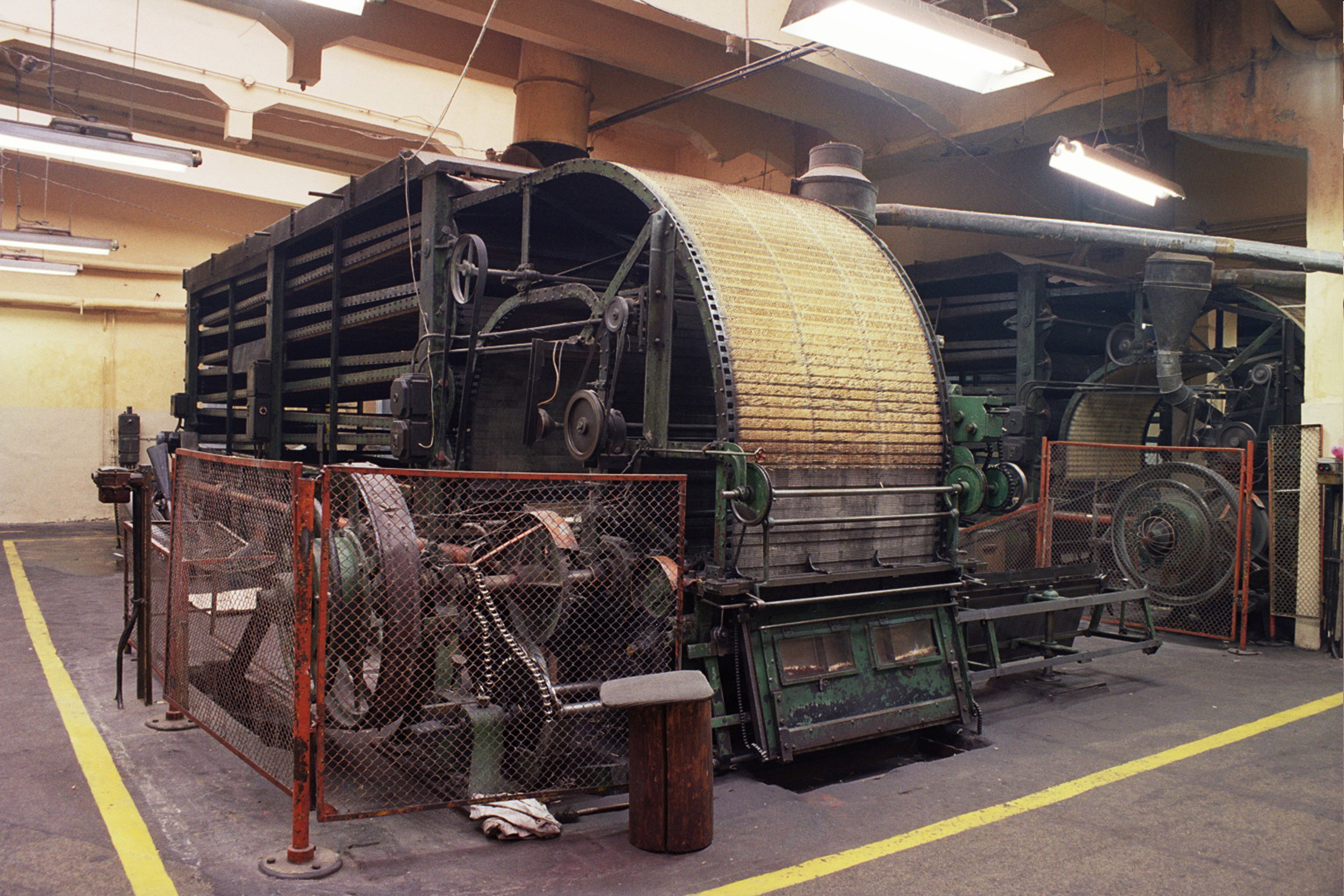
Muzeum Produkcji Zapałek (zapałczany automat)
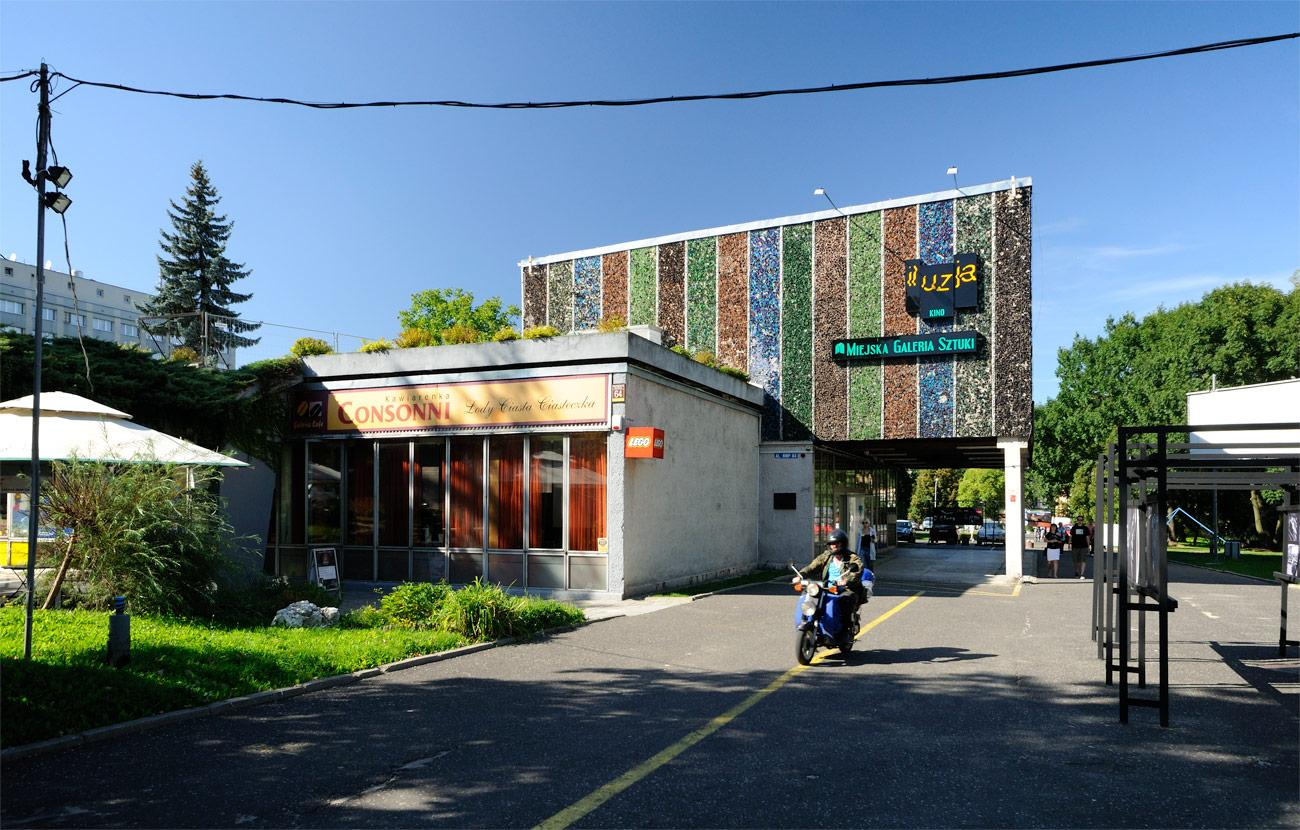
Miejska Galeria Sztuki
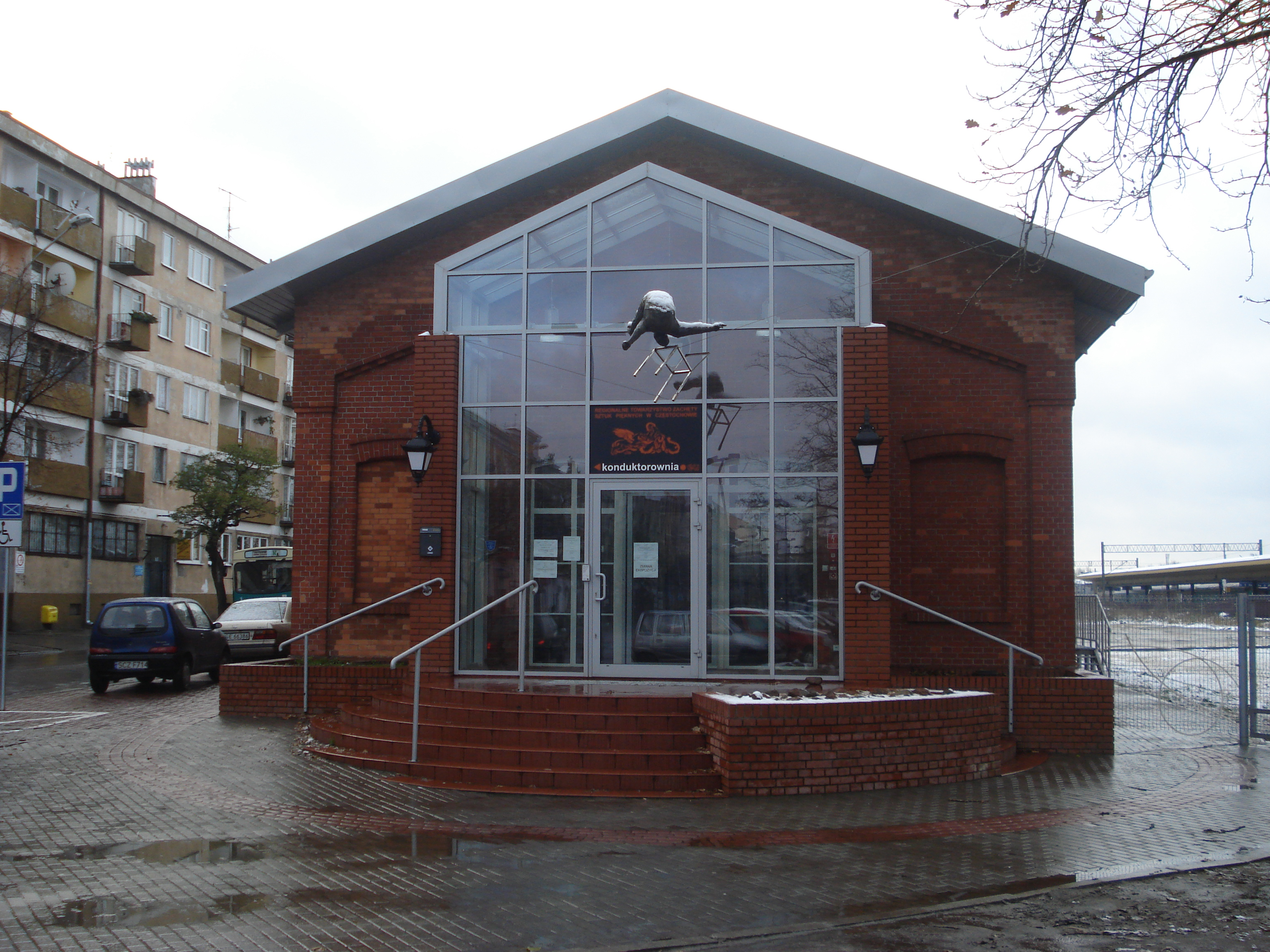
Galeria Konduktorownia
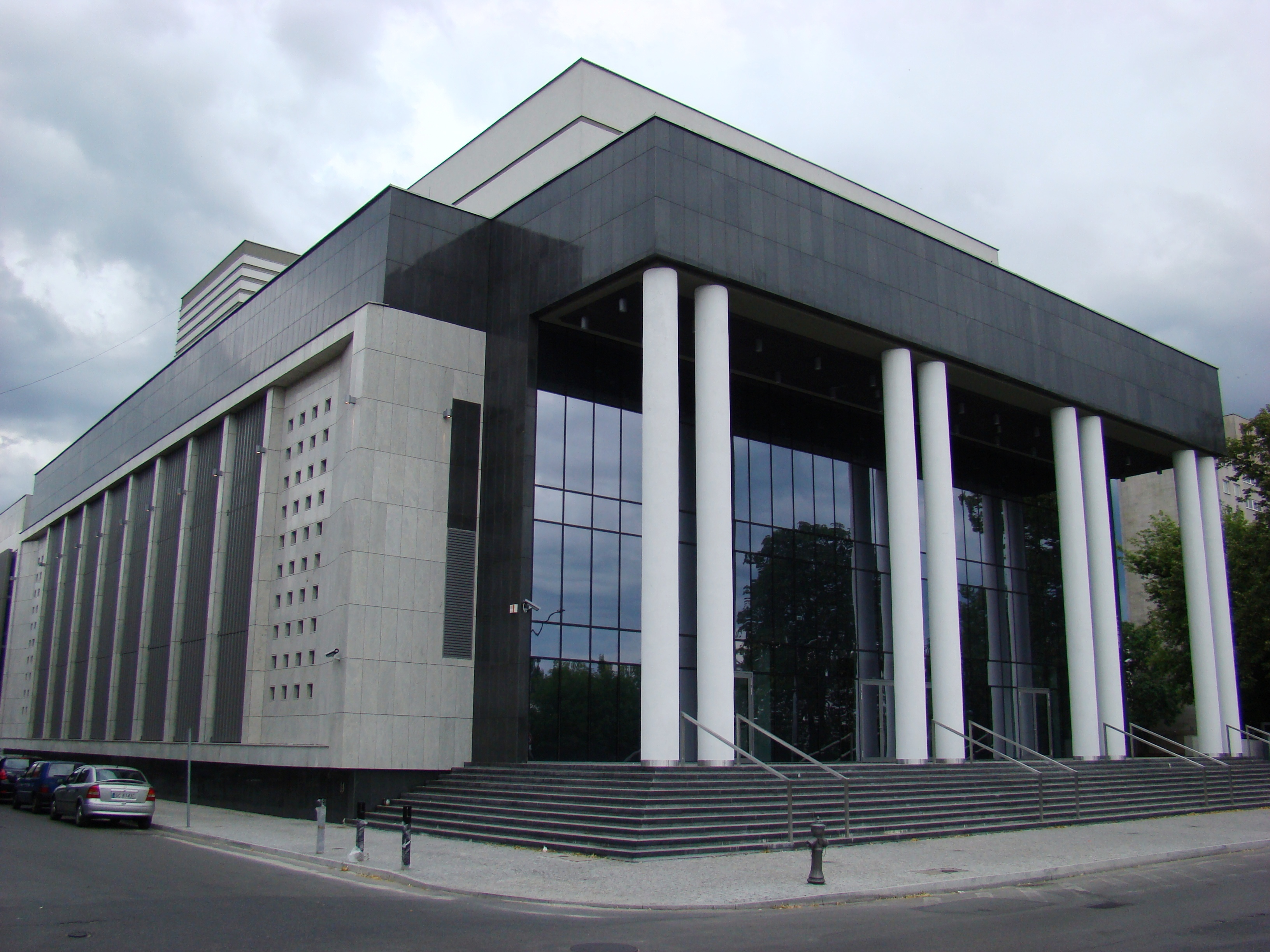
Front budynku Filharmonii Częstochowskiej
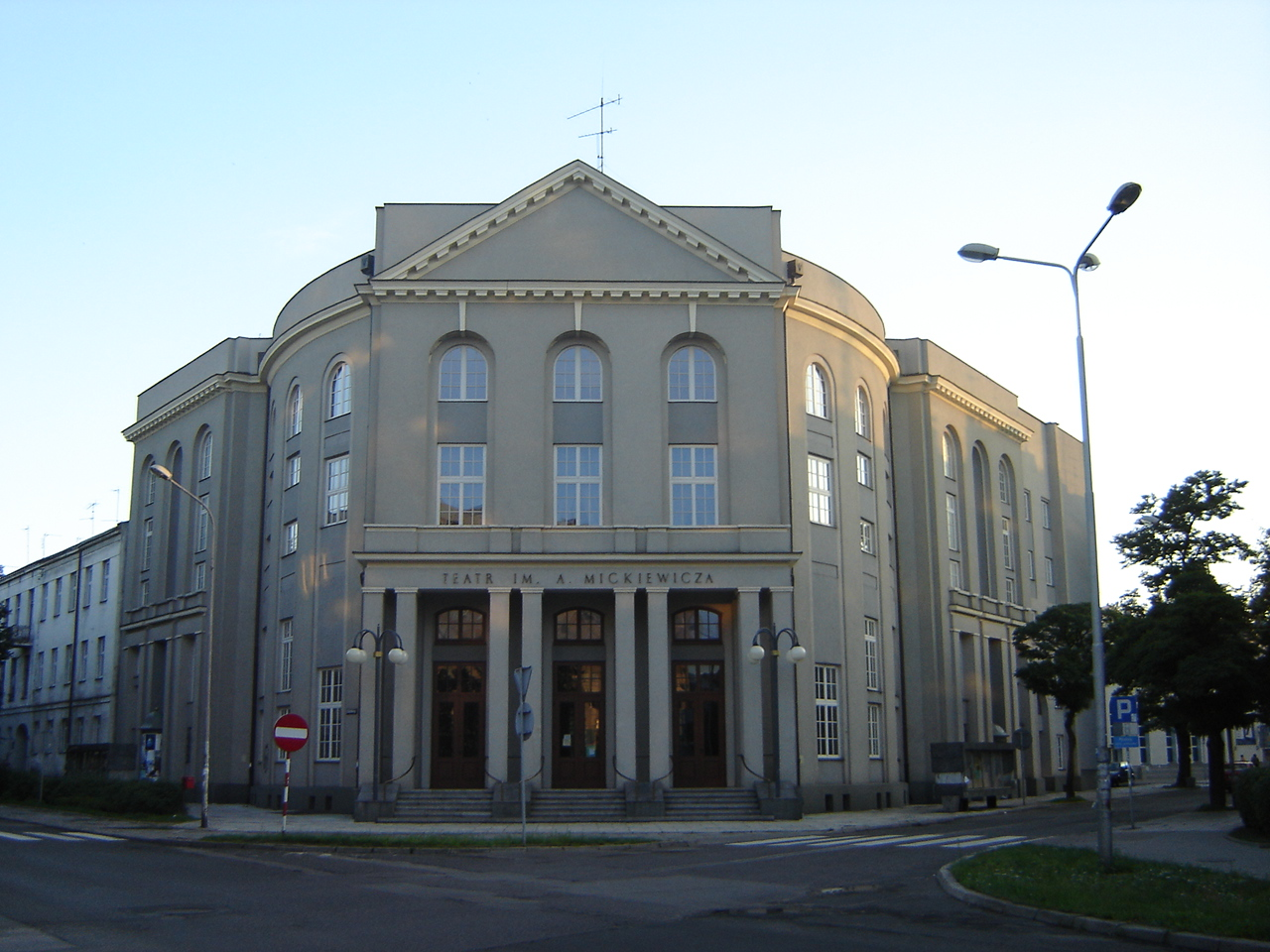
Budynek Teatru im. Adama Mickiewicza

### Media

#### Prasa
W Częstochowie wydawane są następujące dzienniki:
- „Gazeta Wyborcza” – od 1991 wydawana z lokalnym dodatkiem
- „Dziennik Zachodni” – znajduje się tu terenowy oddział tej gazety
- „Życie Częstochowy i Powiatu” – kontynuacja „Życia Częstochowy”, ukazującej się od 1947 gazety, dla której pierwowzorem było „Życie Warszawy”

Tygodniki:
- „7 Dni”
- „Gazeta Częstochowska” – od 1956
- „Niedziela” – ogólnopolski tygodnik katolicki

Wydawanych jest również kilka innych pism m.in.: kwartalniki kulturalne „Aleje 3”, „Bulion”, miesięcznik „Puls Regionu” oraz rocznik „Ziemia Częstochowska”.

#### Radio
Radiostacje lokalne:
- Radio Jasna Góra – stacja radiowa działająca przy klasztorze na Jasnej Górze[143]
- Radio Fiat – katolicka stacja radiowa należąca do Archidiecezji częstochowskiej[144]
- Radio Jura – stacja radiowa o charakterze lokalnym, uruchomiona przez Radio 90 FM, które 14 lipca 2010 roku otrzymało koncesję na nadawanie w Częstochowie[145]
- Twoja Polska Stacja[146] – stacja radiowa o charakterze lokalnym, prezentująca muzykę polską i wiedzę o tej muzyce. Właścicielem jest Agencja Reklamowa Radio Park, która koncesję na nadawanie otrzymała 13 lipca 2017 roku[147], a 7 września 2018 r. rozpoczęła nadawanie[146]

Studia lokalne w Częstochowie posiadają:
- Polskie Radio Katowice
- Radio Złote Przeboje
- RMF Classic
- RMF Maxxx – emitująca w tzw. rozszczepieniach lokalnych wiadomości z Częstochowy, w 2006 zastąpiła istniejące od 1995 miejscowe Radio Fon.

W latach 1995–2001 w mieście lokalną redakcję posiadało radio RMF FM.

#### Telewizja
Mieszkańcy dzielnicy Tysiąclecie i Północ mają dostęp do miejskiej TV Orion. W mieście istnieją ponadto lokalne redakcje TVP3 Katowice, NTL i TVSilesia. Na lokalnym multipleksie sygnał nadaje również TV Republika.

#### Internet
- „Częstochowski Portal Sportowy” – portal informujący o wydarzeniach sportowych z Częstochowy i okolic
- „wczestochowie.pl” – portal informujący o wydarzeniach z Częstochowy i okolic
- „CzestochowaForum.pl” – niezależne i niekomercyjne, największe forum, z bieżącymi informacjami o Częstochowie
- „Studio Częstochowa” – portal internetowy o profilu lokalnym oraz ogólnopolskim i światowym

W mieście działa kilka lokalnych portali. Pracuje tu także kilku dziennikarzy gazet internetowych.

## Ochrona zdrowia

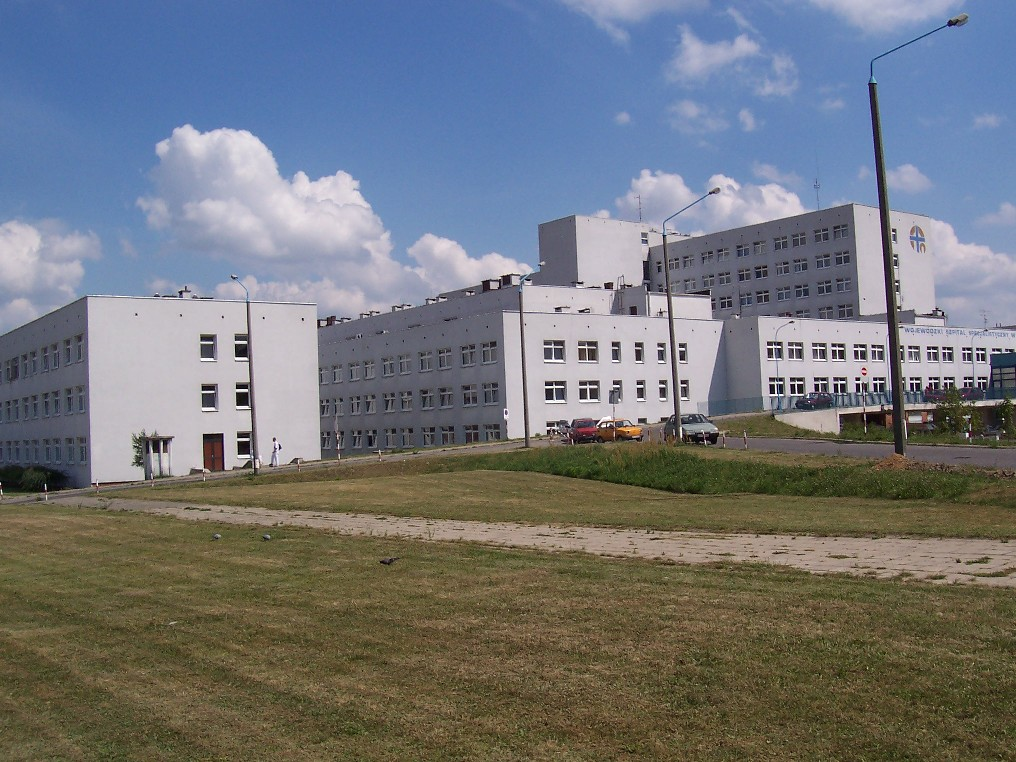
Wojewódzki Szpital Specjalistyczny, gmach przy ul. Nowobialskiej

Pierwszy szpital w Częstochowie sięga historią do 1834 roku, gdy Rada Miasta przeznaczyła grunt pod jego budowę. Wkrótce potem został zbudowany szpital św. Benedykta, w 1854 r. przemianowany na szpital Najświętszej Maryi Panny. Przez lata zatrudniony był w nim jeden lekarz, pierwszym był Walenty Józef Siekaczyński. Dopiero dr Władysław Biegański sprowadził do niego specjalistów różnych dziedzin medycyny, poczynając w 1883 roku od sprowadzenia chirurga dra Władysława Wrześniowskiego.
Na początku XX wieku w Częstochowie powstał szpital izraelicki przy ul. Mirowskiej (budynki wykorzystywane do XXI wieku). W czasie I wojny światowej przy ul. Wieluńskiej powstał szpital weneryczny, a przy Waszyngtona szpital zakaźny (przeniesiony z czasem na ul. Dąbrowskiego). W okresie II RP otwarto nowoczesny szpital Kasy Chorych przy ul. Mickiewicza (budynki wykorzystywane do XXI wieku). W czasie II wojny światowej na szpital przebudowano budynki przy ul. Kordeckiego i przy ul. Bony. Szpital w Alejach zlikwidowano w końcu lat 1950., a w 1966 lub 1969 r. budynek rozebrano i rozpoczęto w tym miejscu budowę domu towarowego. W 1961 roku zbudowano szpital w dzielnicy Tysiąclecie (później wojewódzki), a w 1988 roku uruchomiono szpital w dzielnicy Parkitka (również wojewódzki).
W 2000 roku szpitale przy ul. Bony, Mirowskiej i Mickiewicza połączony w Zespół Szpitali Miejskich, a w 2004 roku przekształcono je w Miejski Szpital Zespolony. W 2009 roku szpital na Tysiącleciu włączono do szpitala na Parkitce.

### Szpitale publiczne[151]
- Wojewódzki Szpital Specjalistyczny im. Najświętszej Maryi Panny w Częstochowie (ul. Nowobialska, ul. PCK, al. Pokoju)[152]
- Miejski Szpital Zespolony w Częstochowie (ul. Bony, ul. Mickiewicza, ul. Mirowska)[153]
- Szpital im. R. Weigla w Blachowni k. Częstochowy

## Oświata
W Częstochowie działa 45 przedszkoli, w tym 6 niepublicznych i 2 przedszkola integracyjne. Funkcjonuje tu również 50 szkół podstawowych, w tym 3 niepubliczne, 5 specjalnych i 3 prowadzące oddziały integracyjne. Część z placówek kształcenia podstawowego jest prowadzonych przez duchowieństwo katolickie.
Działa tu 36 szkół ponadgimnazjalnych w tym 12 policealnych, 10 liceów ogólnokształcących i kilkanaście zespołów szkół o różnorodnych profilach, w tym Centralna Szkoła Państwowej Straży Pożarnej.

### Uczelnie
W mieście działa 5 uczelni:
- Politechnika Częstochowska,
- Uniwersytet Jana Długosza,
- Akademia Polonijna,
- Wyższa Szkoła Zarządzania,
- Wyższa Szkoła Lingwistyczna.

Ponadto w Częstochowie działa Wyższe Międzydiecezjalne Seminarium Duchowne.
W 2022 roku na Uniwersytecie im. Jana Długosza w Częstochowie otworzono kierunek lekarski.

### Oświata w ujęciu historycznym
Po utworzeniu Częstochowy w początkach XIX wieku szkolnictwo stało w mieście na niskim poziomie. W dotychczas istniejących miastach Starej i Nowej Częstochowy działało po jednej szkole elementarnej, a każda z nich prowadzona była przez jednego nauczyciela. Zaraz po upadku powstania listopadowego działały oprócz tych dwóch szkół trzy prywatne pensje. W 1835 roku została założona niedzielna szkoła rzemieślnicza, która jednak cieszyła się niewielkim zainteresowaniem. W 1861 roku działały w mieście już cztery szkoły elementarne, jedna męska szkoła czteroklasowa i jedna pensja żeńska. Szkoły mieściły się w prywatnych domach, nauczyciele utrzymywali się ze składek i niewielkiej dotacji miejskiej.
Szkolnictwo średnie zostało utworzone w mieście dopiero w 1862 roku, gdy powołano szkołę powiatową specjalną, przekształconą później w pięcioklasowe progimnazjum, a od 1867 roku działającą jako czteroklasowe gimnazjum filologiczne. Siedzibą szkoły był budynek poklasztorny w III Alei, obecnie działa w nim liceum im. Sienkiewicza. Natomiast pierwsze prywatne szkoły średnie powstały w 1871 i 1891 roku.
W 1906 roku otwarte zostało polskie gimnazjum. W następnym roku istniało 7 szkół średnich i 13 szkół powszechnych, a także szkoły zawodowe i żydowskie.
W 1918 roku w mieście nie było ani jednego budynku o przeznaczeniu typowo szkolnym, a szkoły powszechne mieściły się w lokalach wynajętych, które nie spełniały norm. W celu poprawy sytuacji w oświacie w latach 1924–1936 Zarząd Miasta wybudował w mieście kosztem 2,5 mln zł sześć budynków (przy ul. Chłopickiego, Narutowicza, Olsztyńskiej, Waszyngtona, w parku Narutowicza, na Ostatnim Groszu i Stradomiu), a w latach 1937–1939 kolejne dwie kosztem prawie 0,5 mln zł. Z powodu braku czasu, a następnie wybuchu wojny, nie zrealizowano kolejnych sześciu.
W 1919 roku do 14 szkół powszechnych uczęszczało ok. 7.000 uczniów, co stanowiło połowę znajdujących się w wieku szkolnym. W 1936 roku istniały w mieście 34 szkoły powszechne, w tym 21 publicznych, do których uczęszczało ok. 15.000 uczniów, tj. ok. 87% dzieci. W szkołach publicznych istniały 303 klasy, które odbywały zajęcia w 193 salach. Pomimo niedoboru sal część zajęć uczniowie musieli odbywać w innych budynkach, często oddalonych od siebie.
W tym czasie istniało 8 średnich szkół powszechnych, z czego 3 publiczne, oraz 16 szkół zawodowych. Ponadto w latach 1935–1936 funkcjonował w mieście Uniwersytet Powszechny, mający 160 słuchaczy.
W okresie okupacji hitlerowskiej szkolnictwo średnie zostało zlikwidowane, a powszechne znacząco ograniczone. Dodatkowo część budynków szkolnych zajętych zostało na potrzeby koszar. W późniejszym okresie okupacji część nauczycieli aresztowano i umieszczono w obozach koncentracyjnych, a wyposażenie większości szkół uległo zniszczeniu.
Tuż po zakończeniu działań wojennych przystąpiono do odbudowy szkolnictwa. W 1945 roku uruchomiono 17 państwowych szkół podstawowych i 3 religijne; te ostatnie zlikwidowano w 1949 i 1953 roku. Spośród tych 17 szkół tylko 10 dysponowało budynkami o przeznaczeniu szkolnym. W 1947 roku istniały już 24 szkoły podstawowe, w 1948/49 30, w 1956/57 33, a w 1960/61 36. W 1952 roku zbudowano też pierwszy po wojnie budynek o przeznaczeniu typowo szkolnym. W roku 1956/57 obowiązek szkolny realizowało w sumie 99,3% dzieci.

## Sport

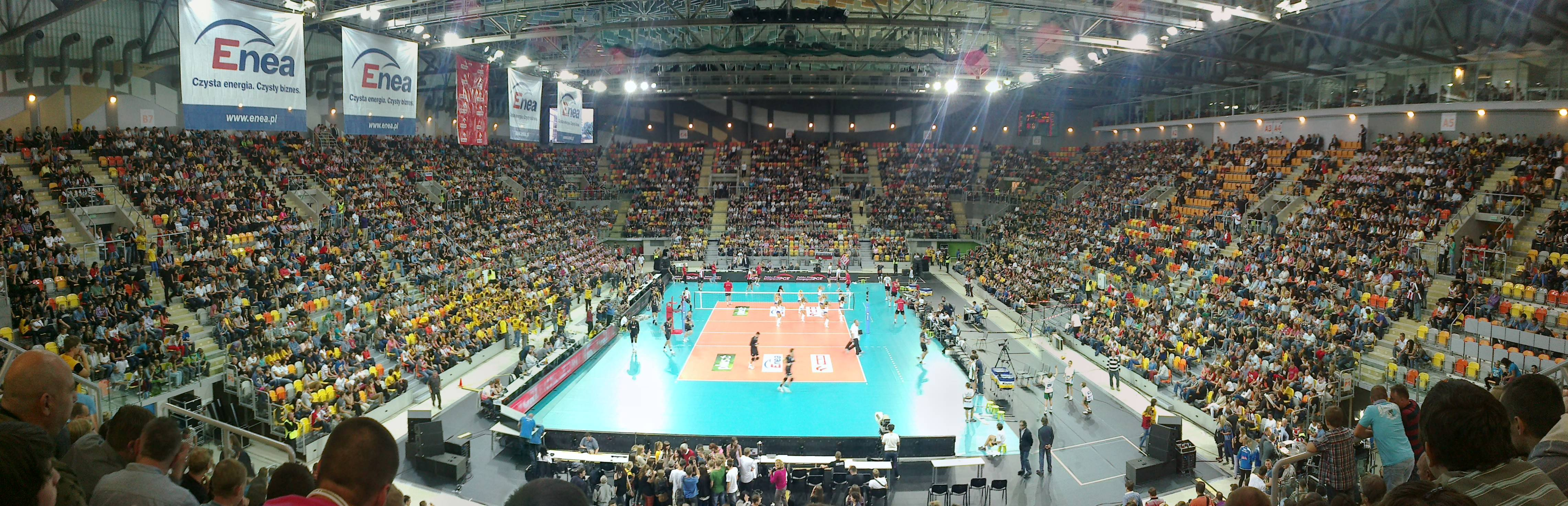
Hala Sportowa Częstochowa

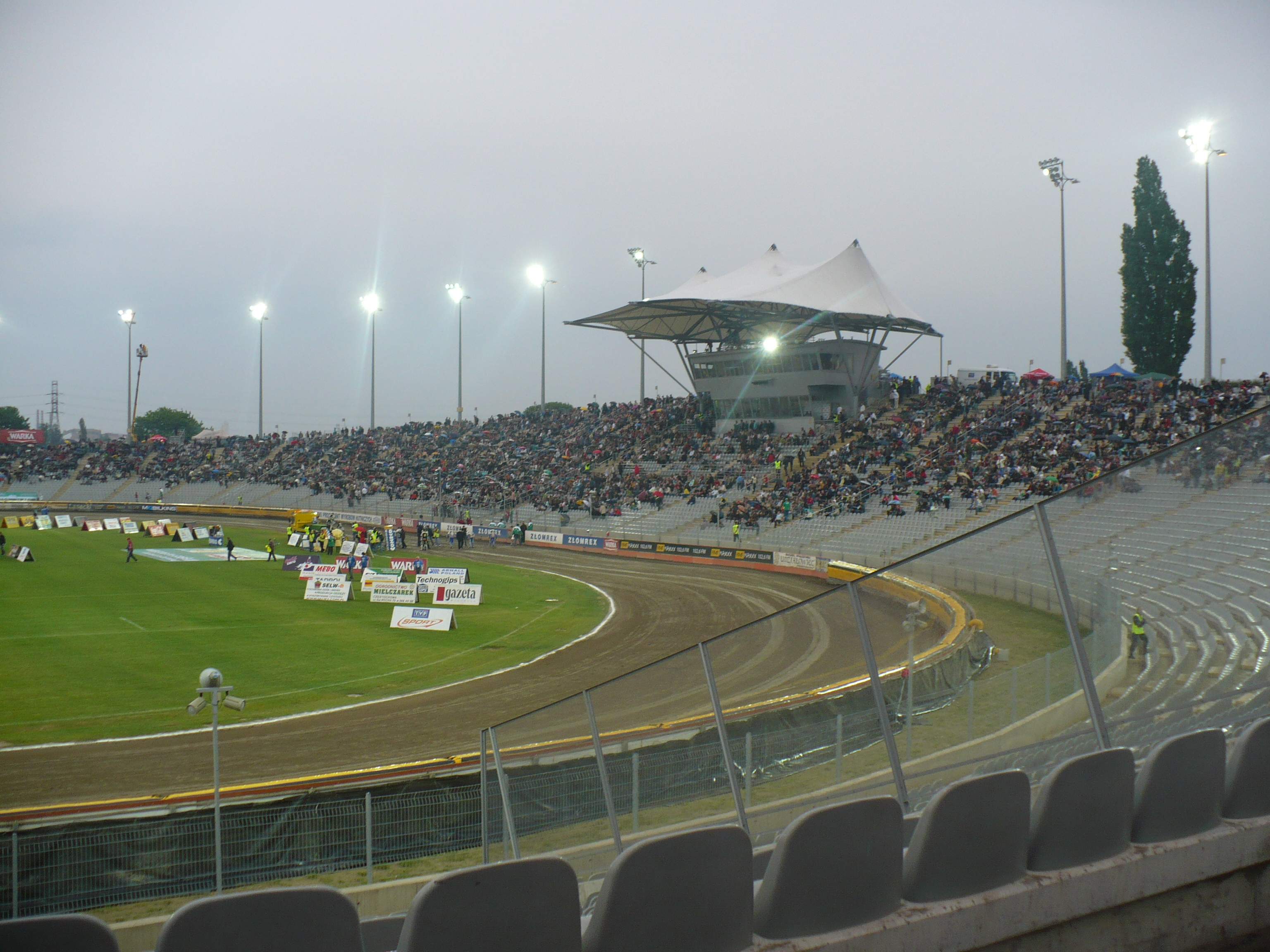
Stadion Arena Częstochowa przed meczem z ZKŻ Zielona Góra w 2008

Najbardziej znane kluby sportowe działające (obecnie lub dawniej) w Częstochowie to: klub siatkarski AZS Częstochowa (sześciokrotny mistrz Polski), klub żużlowy Włókniarz Częstochowa (czterokrotny mistrz Polski) i klub piłkarski Raków Częstochowa (mistrz Polski, dwukrotny wicemistrz Polski, zdobywca Pucharu Polski i Superpucharu Polski). Inne kluby działające w mieście to między innymi: Budowlani Częstochowa (lekkoatletyka), Norwid Częstochowa, Eco-Team AZS Stoelzle Częstochowa (oba siatkówka mężczyzn), Częstochowianka Częstochowa (siatkówka kobiet), Skra Częstochowa (piłka nożna mężczyzn i kobiet), Gol Częstochowa (piłka nożna kobiet). Przy uczelniach wyższych działają kluby AZS UJD Częstochowa i AZS Politechnika Częstochowska.
Głównymi obiektami sportowymi w Częstochowie są:
- Arena Częstochowa – stadion żużlowy w dzielnicy Zawodzie-Dąbie z trybunami na 16 850 osób[163].
- Hala Sportowa Częstochowa – hala sportowo-widowiskowa oddana do użytku w 2012 roku. Trybuny liczą 7100 miejsc siedzących, z czego około 5900 miejsc znajduje się na trybunach stałych[164]. W obiekcie rozgrywano między innymi mecze siatkarskiej Ligi Światowej 2015[165] oraz turniej finałowy siatkarskich Klubowych Mistrzostw Świata 2018[166].
- Hala Polonia – hala sportowo-widowiskowa położona w dzielnicy Tysiąclecie dysponująca 1165 stacjonarnymi miejscami siedzącymi oraz 440. miejscami na trybunach rozkładanych[167].
- Miejski Stadion Piłkarski „Raków” – miejski stadion piłkarski, z trybunami na 5500 osób.
- Miejski Stadion Lekkoatletyczny w Częstochowie – stadion lekkoatletyczny posiadający zadaszoną trybunę z 894. miejscami siedzącymi[168].

W 2023 roku Częstochowa zajęła 7. miejsce (ex aequo ze Szczecinem i Lublinem) w sportowym rankingu miast Polski.

## Administracja
Częstochowa jest miastem na prawach powiatu. Mieszkańcy Częstochowy wybierają do swojej rady miasta 28 radnych. Organem wykonawczym władz jest prezydent miasta. Siedzibą władz miasta jest Urząd Miasta Częstochowa przy ul. Śląskiej 11/13. Miasto jest siedzibą wielu urzędów i instytucji o znaczeniu regionalnym. Znajduje się tu m.in.: starostwo powiatu częstochowskiego ziemskiego.
Mieszkańcy Częstochowy wybierają posłów w okręgu 28, a senatorów w okręgu 69.

### Podział administracyjny miasta

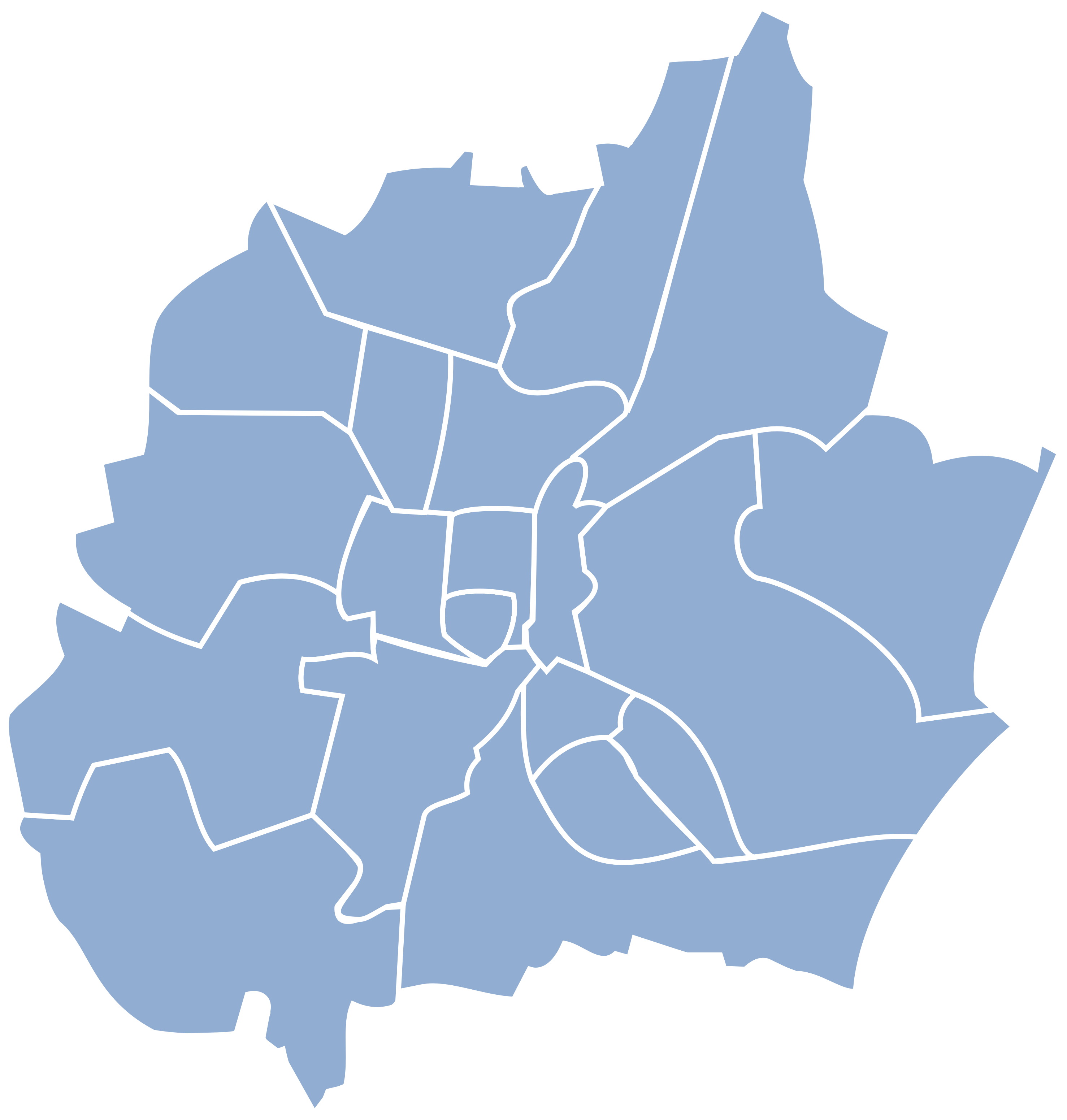
Podział administracyjny Częstochowy

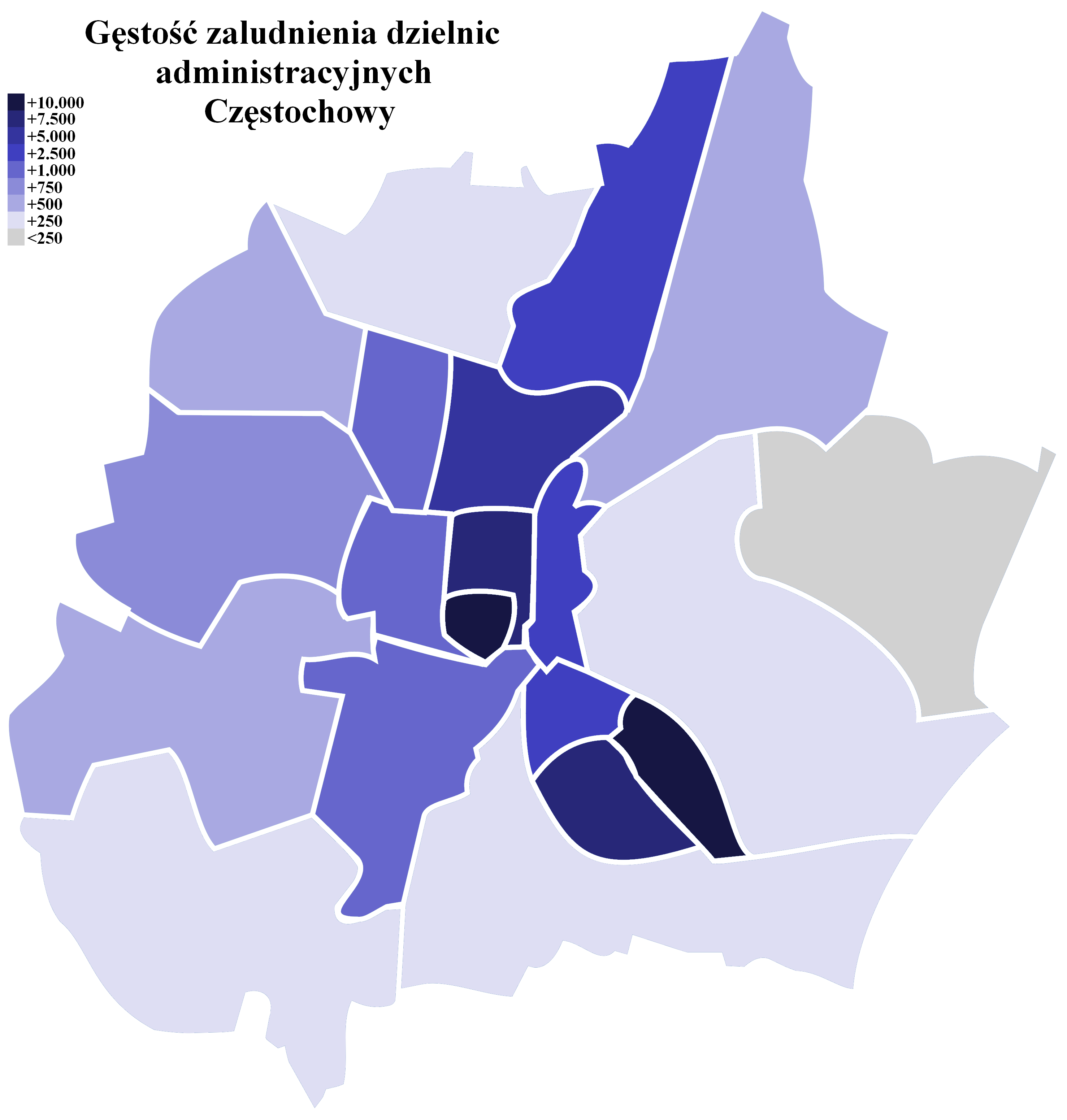
Gęstość zaludnienia w dzielnicach administracyjnych Częstochowy

Mapa centrum miasta

Obszar Częstochowy podzielony jest na 20 jednostek pomocniczych miasta zwanych dzielnicami. Mieszkańcy każdej jednostki pomocniczej wybierają radę dzielnicy, która jest jej organem uchwałodawczym. Organem wykonawczym dzielnicy jest zarząd, a na jego czele stoi przewodniczący, który reprezentuje dzielnicę na zewnątrz.
Dzielnice Częstochowy:
| - Błeszno - Częstochówka-Parkitka - Dźbów - Gnaszyn-Kawodrza - Grabówka - Kiedrzyn - Lisiniec | - Mirów - Ostatni Grosz - Podjasnogórska - Północ - Raków - Stare Miasto - Stradom | - Śródmieście - Trzech Wieszczów - Tysiąclecie - Wrzosowiak - Wyczerpy-Aniołów - Zawodzie-Dąbie |

W rejestrze TERYT wyróżnionych jest 47 integralnych części miasta. Są to:
| - Aniołów - Bloki Sabinowskie - Błeszno - Bór - Brzeziny Małe - Brzeziny Wielkie - Bugaj - Częstochówka - Dębie - Dźbów - Gnaszyn Dolny - Gnaszyn Górny - Grabówka - Hektary - Jasna Góra - Józefka | - Kamień - Kawie Góry - Kawodrza Dolna - Kawodrza Górna - Kiedrzyn - Kolonia Grabówka - Kręciwilk - Kucelin - Kule - Lisiniec - Liszka Dolna - Liszka Górna - Mirów - Nowa Kuźnica - Ostatni Grosz - Parkitka | - Podbucze - Prędziszów - Raków - Rząsawy - Sabinów - Stradom - Wielki Bór - Wrzosowiak - Wyczerpy Dolne - Wyczerpy Górne - Wypalanki - Zacisze - Zagajnik - Zawodzie - Złota Góra |

### Współpraca międzynarodowa samorządu
| Miasta zaprzyjaźnione: |                    |                       |
| Państwo                | Miasto             | Data podpisania umowy |
| Niemcy                 | Altötting          | 1991                  |
| Palestyna              | Betlejem           | 7 grudnia 2004        |
| Izrael                 | Nazaret            | 2 grudnia 2004        |
| Łotwa                  | Rzeżyca            | 1992                  |
| Austria                | Styria             |                       |
| Litwa                  | Szawle             | 1993                  |
| Meksyk                 | Zapopan            | 29 czerwca 2004       |
| Miasta bliźniacze:     |                    |                       |
| Kraj                   | Miasto             | Data podpisania umowy |
| Szwajcaria             | Einsiedeln         |                       |
| Portugalia             | Fátima             | 13 maja 1997          |
| Ukraina                | Kamieniec Podolski | 20 listopada 2008     |
| Włochy                 | Loreto             | 27 września 1987      |
| Francja                | Lourdes            | 5 sierpnia 1990       |
| Niemcy                 | Pforzheim          |                       |
| Stany Zjednoczone      | South Bend         | 30 maja 1990          |
| Miasta partnerskie:    |                    |                       |
| Kraj                   | Miasto             | Data podpisania umowy |
| Ukraina                | Berdyczów          | 15 maja 2023          |
| Czechy                 | Praga 9            | 3 grudnia 2024        |

### Władze

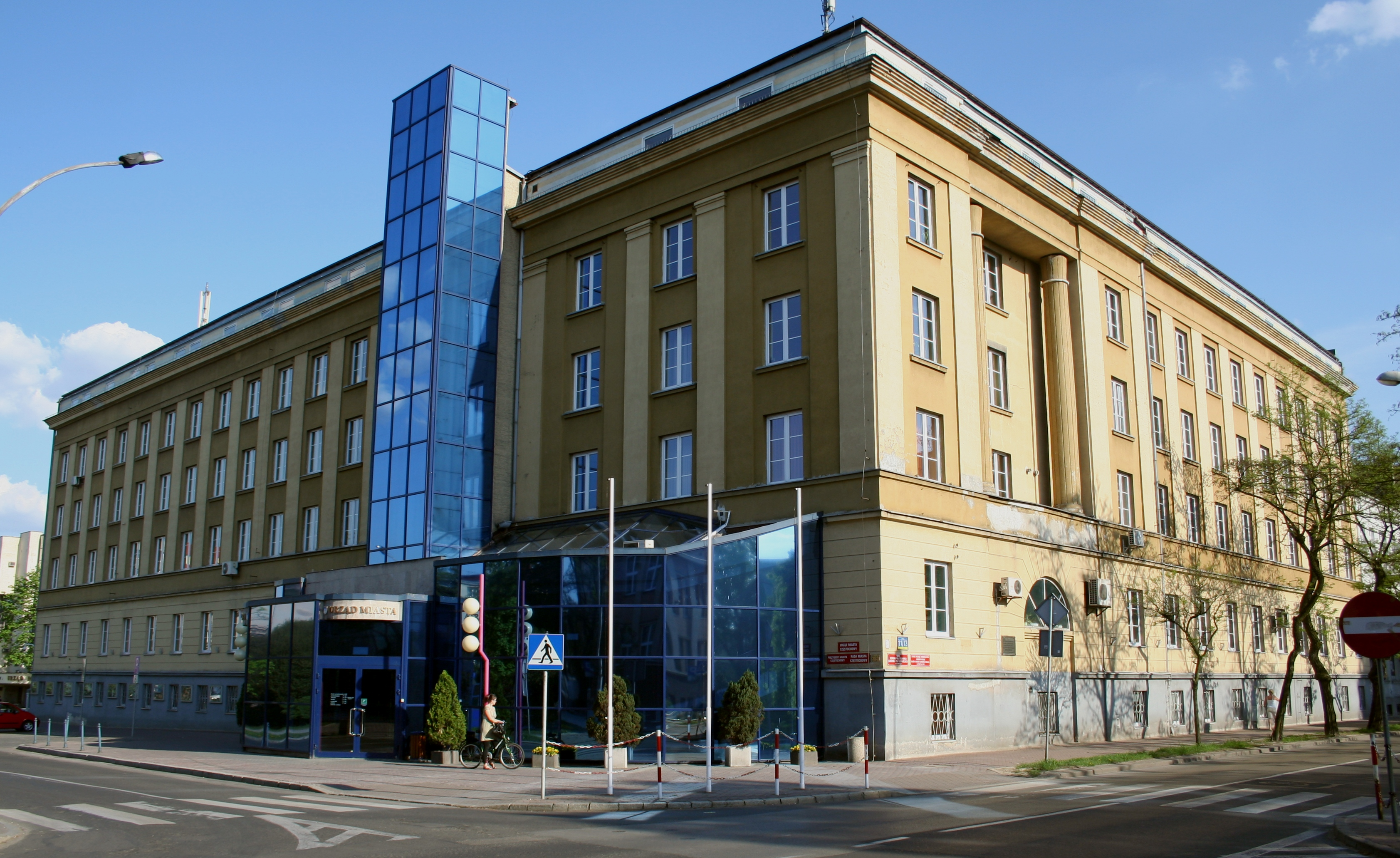
Urząd Miasta

#### Prezydent
Od 10 grudnia 2010 roku prezydentem Częstochowy jest Krzysztof Matyjaszczyk.

#### Rada Miasta
Od IV kadencji (2002-2006) Rada Miasta Częstochowy składa się z 28 członków (wcześniej 50). Od roku 2018 kadencja jest pięcioletnia. Obecnie (kadencja 2018-2023) zasiadają w niej przedstawiciele SLD (12), PiS (8), lokalnego ugrupowania Wspólnie dla Częstochowy (5) i KO (3). Koalicję w radzie utworzyło SLD – KO – WdCz.
W roli organu doradczo-konsultacyjnego funkcjonuje Młodzieżowa Rada Miasta (najstarsza w Polsce – od 1990 r.) oraz Miejska Rada Seniorów.

## Wspólnoty wyznaniowe

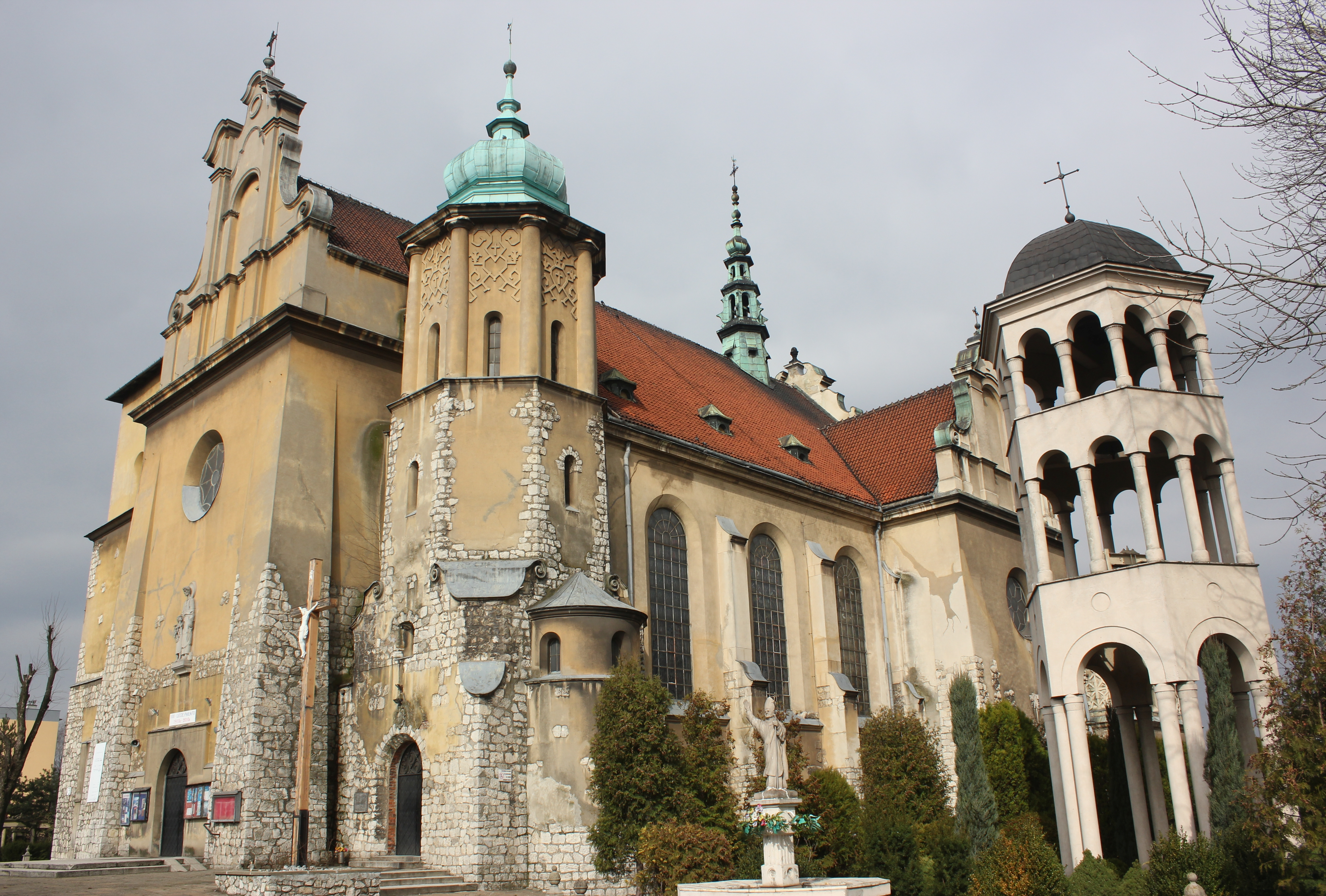
Sanktuarium rzymskokatolickie św. Józefa na Rakowie

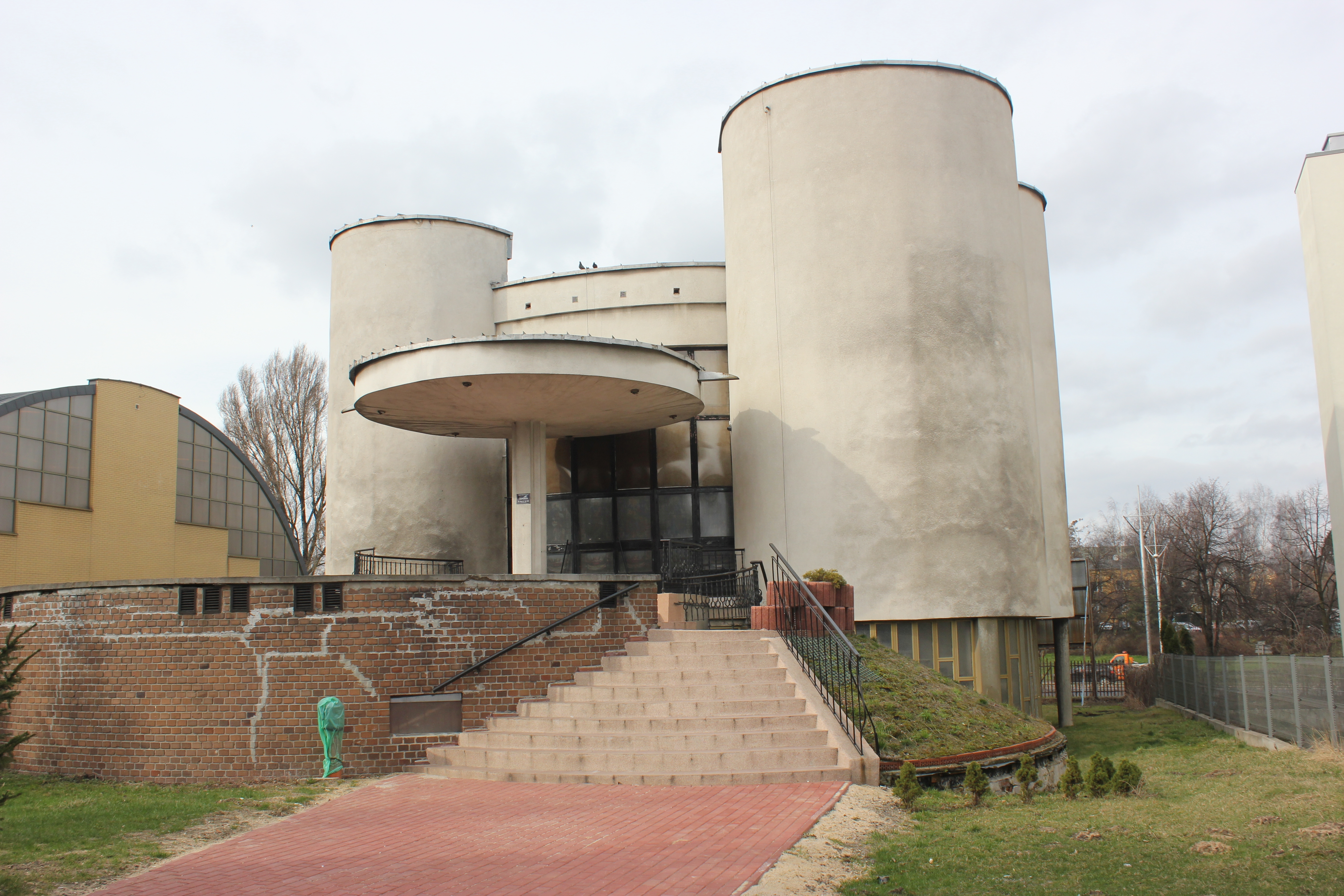
Katedra polskokatolicka Matki Bożej Królowej Apostołów

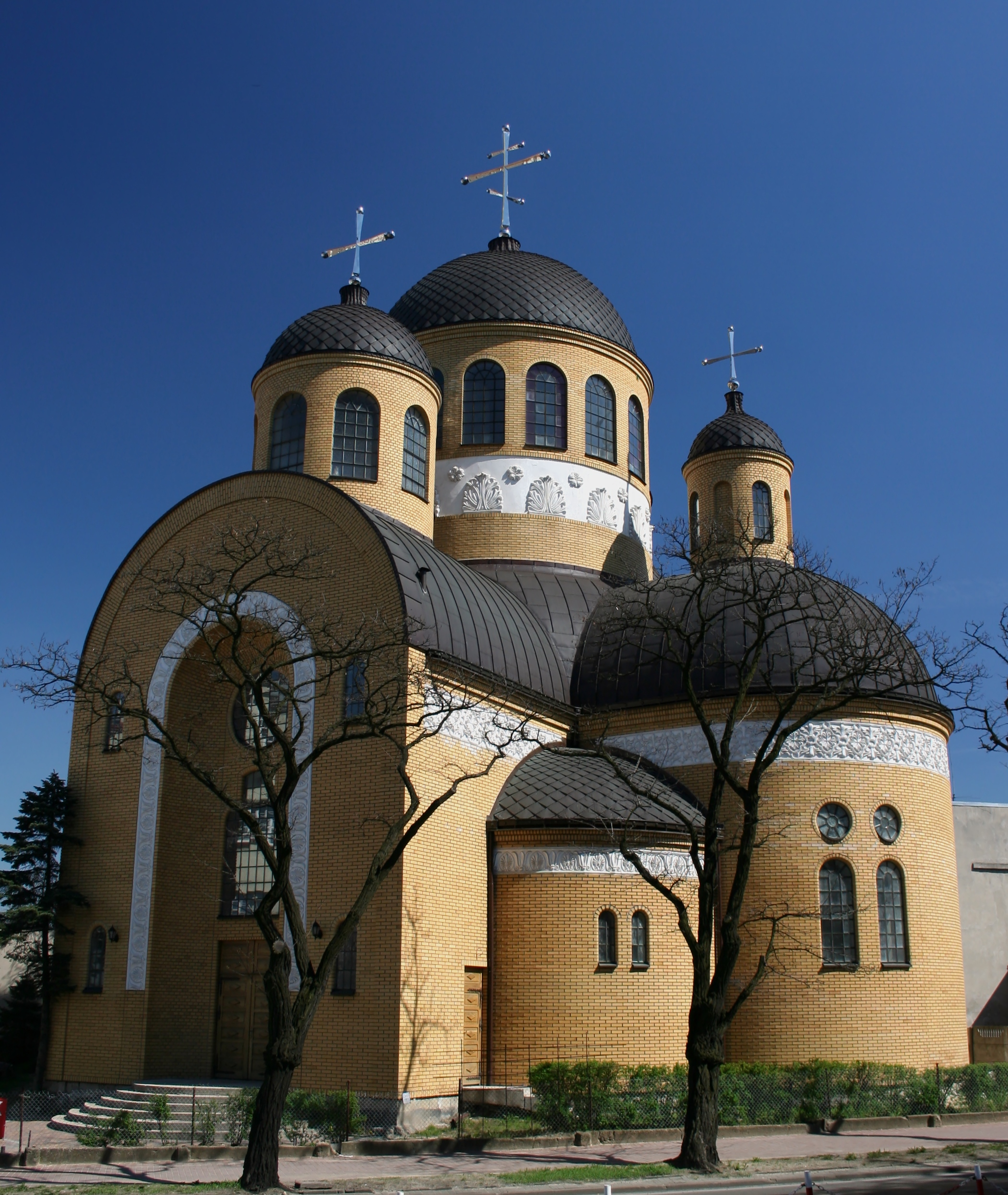
Cerkiew Częstochowskiej Ikony Matki Bożej

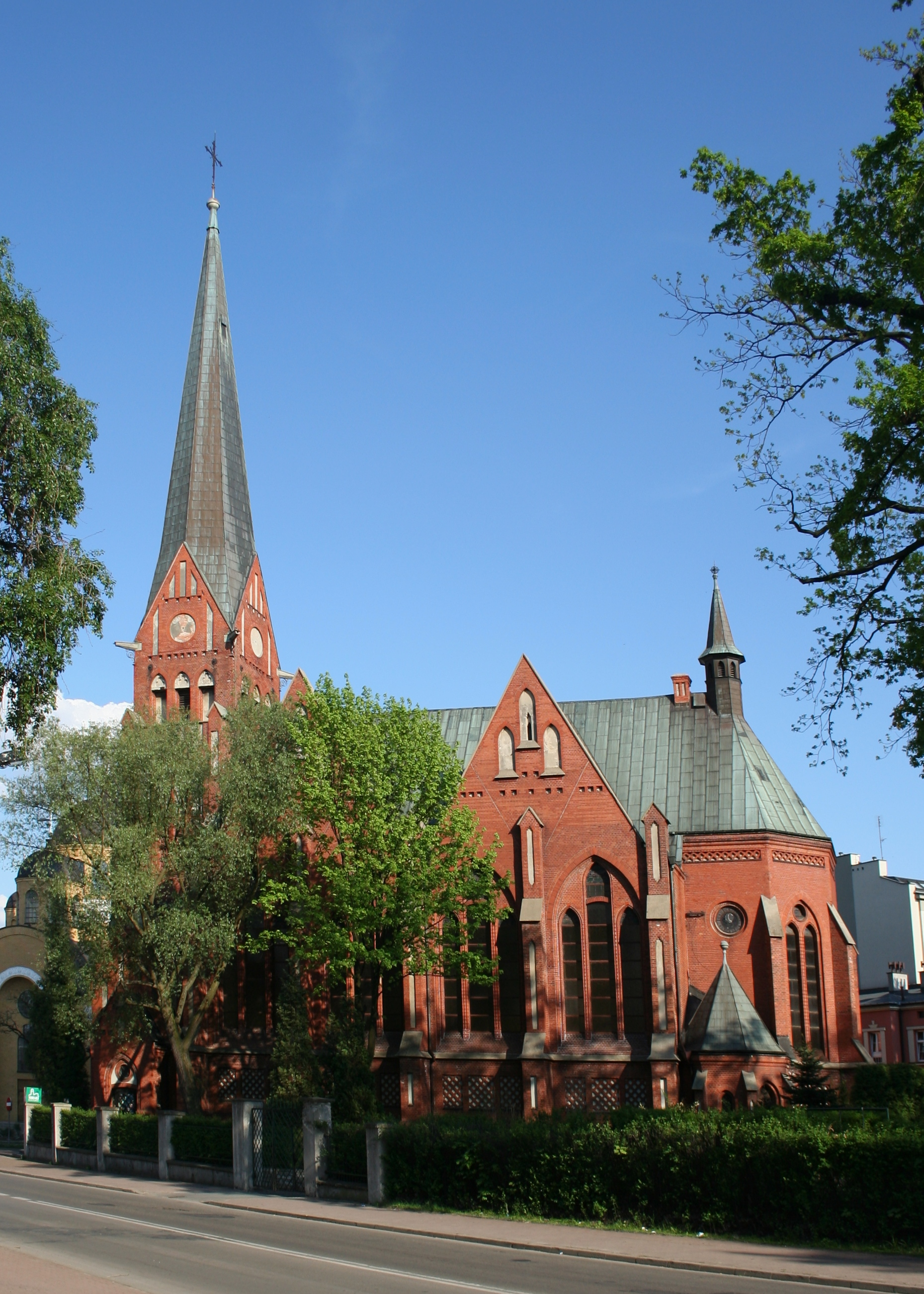
Kościół ewangelicko-augsburski Wniebowstąpienia Pańskiego

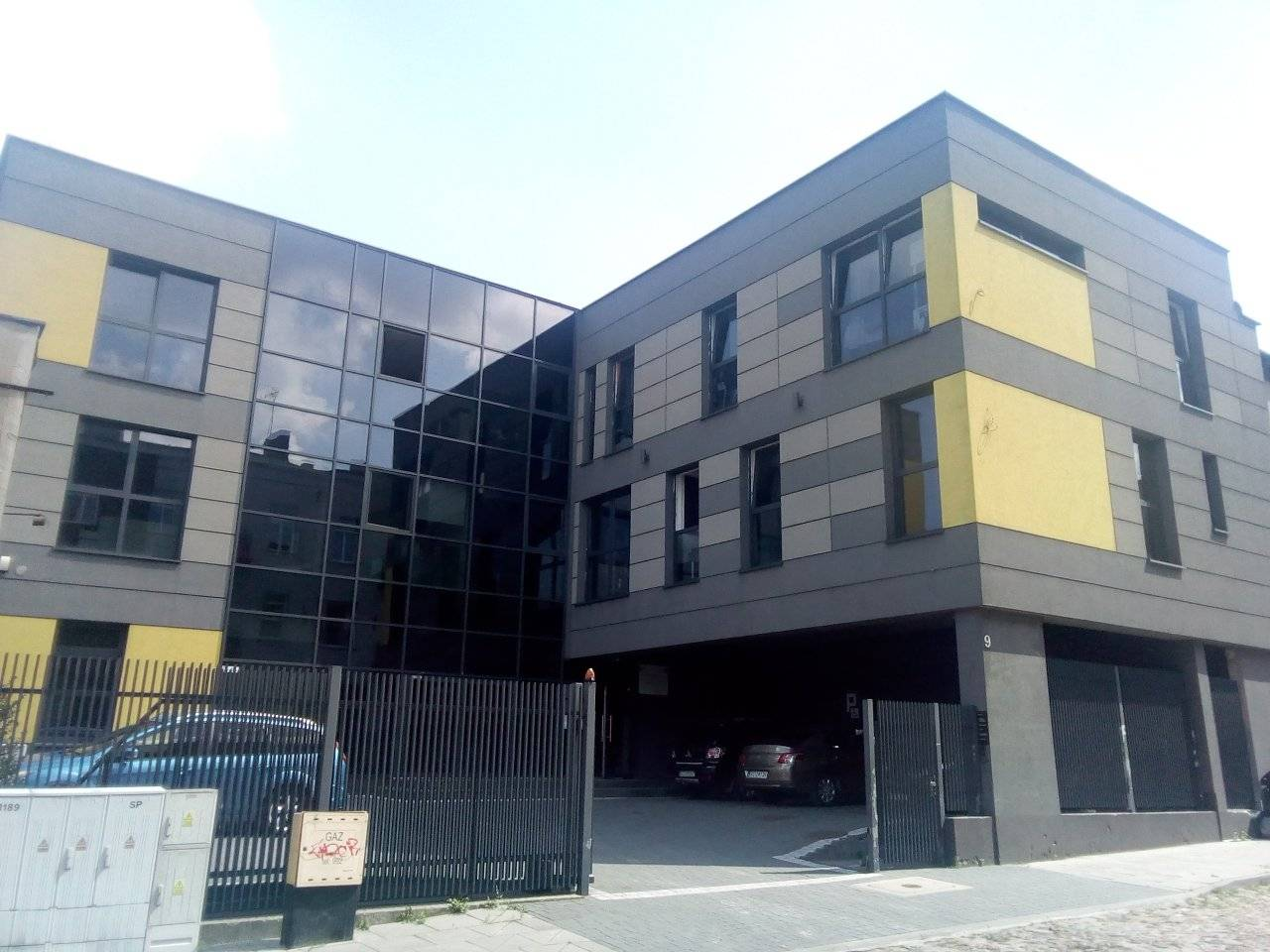
Siedziba Zboru Kościoła Zielonoświątkowego „Shoreline”

### Katolicyzm

#### Kościół katolicki
- Kościół rzymskokatolicki:
  - Dekanat Częstochowa – Najświętszej Maryi Panny Jasnogórskiej[176]
    - sanktuarium Jasna Góra wraz z klasztorem i bazyliką jasnogórską[177]

  - Dekanat Częstochowa – Podwyższenia Krzyża Świętego[176]
  - Dekanat Częstochowa – św. Antoniego z Padwy[176]
  - Dekanat Częstochowa – św. Józefa[176]
  - Dekanat Częstochowa – św. Wojciecha[176]
  - Dekanat Częstochowa – św. Zygmunta[176]
    - Bazylika archikatedralna Świętej Rodziny w Częstochowie[178]
- Kościół katolicki obrządku bizantyjsko-ukraińskiego (greckokatolicki):
  - parafia Matki Bożej Nieustającej Pomocy, nabożeństwa prowadzone są w kaplicy św. Jana Pawła II na Jasnej Górze[179]
- Bractwo Kapłańskie Świętego Piusa X:
  - misja w Częstochowie[180]

#### Starokatolicyzm
- Kościół Polskokatolicki w RP:
  - parafia katedralna Matki Bożej Królowej Apostołów (katedra Matki Boskiej Królowej Apostołów)[181]
- Kościół Starokatolicki Mariawitów:
  - wierni należą do parafii Matki Boskiej Nieustającej Pomocy w Starczy

### Prawosławie
- Polski Autokefaliczny Kościół Prawosławny:
  - Parafia Częstochowskiej Ikony Matki Bożej (cerkiew Częstochowskiej Ikony Matki Bożej)[182]

### Protestantyzm
- Chrześcijańska Wspólnota Ewangeliczna:
  - placówka misyjna Częstochowa I[183]
  - placówka misyjna Częstochowa II[183]
- Kościół Adwentystów Dnia Siódmego:
  - zbór w Częstochowie[184]
- Kościół Boży w Polsce:
  - Kościół Boży „Eden” w Częstochowie[185]
- Kościół Chrześcijan Baptystów:
  - zbór „Studnia”[186]
- Kościół Chrześcijan Wiary Ewangelicznej:
  - Wspólnota Chrześcijan w Częstochowie[187]
- Kościół Chrześcijański „Słowo Wiary”:
  - zbór w Częstochowie[188]
- Kościół Chwały:
  - Kościół Chwały w Częstochowie[189]
- Kościół Chrześcijański w Częstochowie[190]
- Kościół Ewangelicko-Augsburski w RP:
  - parafia w Częstochowie[191]
- Kościół Wolnych Chrześcijan:
  - zbór w Częstochowie[192]
- Kościół Zielonoświątkowy w RP:
  - zbór OdNowa[193]
  - zbór „Shoreline”[194]
- Mesjańskie Zbory Boże (Dnia Siódmego):
  - punkt misyjny w Częstochowie (podległy zborowi w Bytomiu)[195]

### Restoracjonizm
- Świadkowie Jehowy:
  - 8 zborów (w tym grupy ukraińskojęzyczna, rosyjskojęzyczna i polskiego języka migowego), 3 Sale Królestwa[196]

### Buddyzm
- Buddyjski Związek Diamentowej Drogi Linii Karma Kagyu:
  - ośrodek w Częstochowie[197]

## Cmentarze
- Cmentarz ewangelicko-augsburski w Częstochowie
- Cmentarz Komunalny w Częstochowie
- Cmentarz Kule w Częstochowie
- Cmentarz Rakowski w Częstochowie
- Cmentarz św. Rocha w Częstochowie
- Cmentarz żydowski w Częstochowie

## Odznaczenia
- Order Odrodzenia Polski II klasy (1979)[198]